# Mobiliario urbano de Barcelona

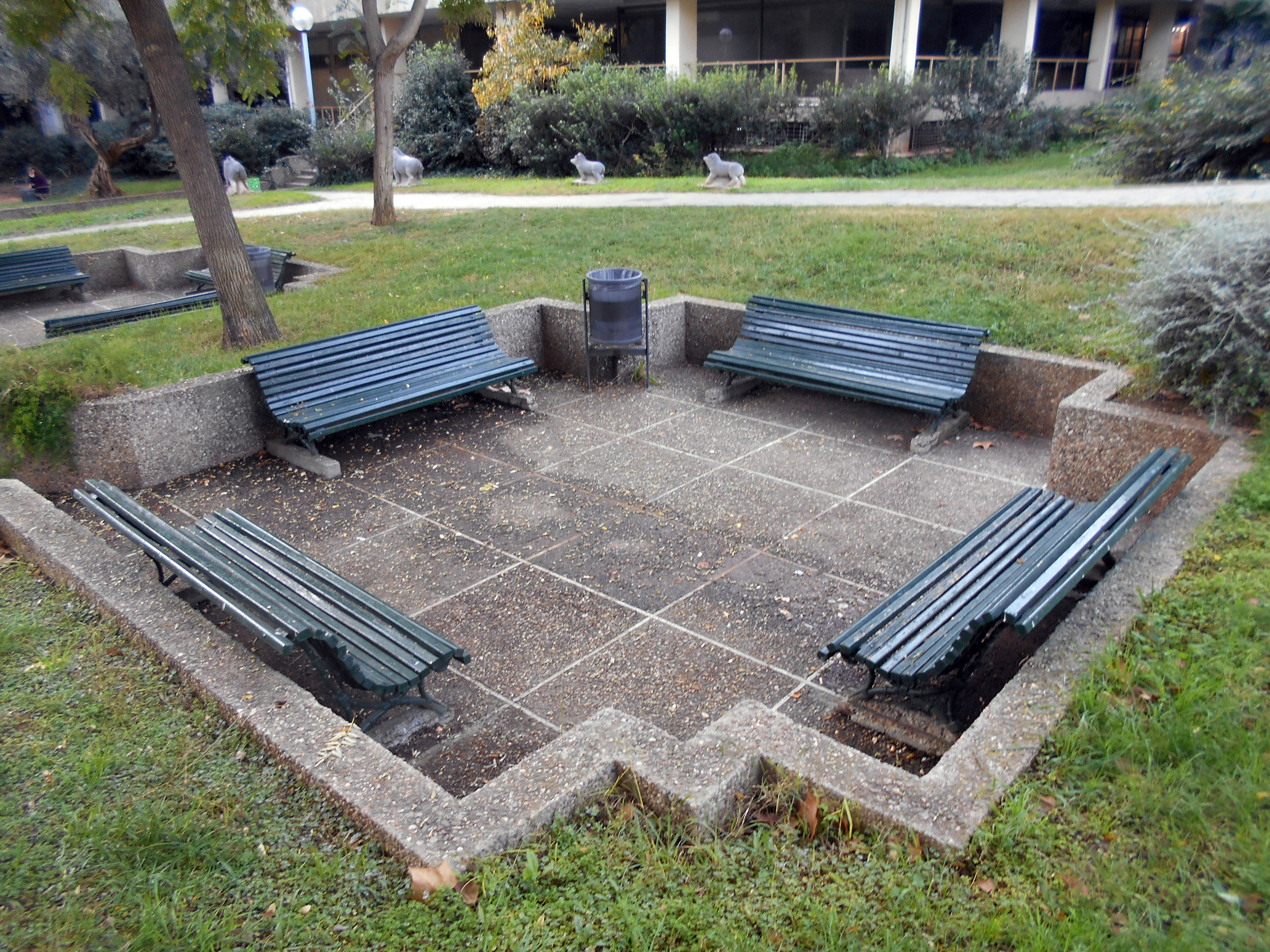
Bancos modelo Romántico, jardines de Jaume Vicens i Vives.

El mobiliario urbano de Barcelona está gestionado por el Área de Ecología, Urbanismo y Movilidad del Ayuntamiento de Barcelona. Su evolución se ha desarrollado acorde a los progresos realizados en el conjunto del urbanismo barcelonés y, en general, a la evolución histórica y territorial de la ciudad, y en consonancia con otros factores definitorios del espacio público, como la arquitectura, las infraestructuras urbanas y la adecuación y mantenimiento de espacios naturales o de construcción. Si bien su principal característica ha sido desde siempre la funcionalidad, por regla general han sido frecuentemente objetos de diseño y de consideración estética, ya que amueblan el espacio público donde se desarrolla la sociedad urbana.
La evolución urbanística de la Ciudad Condal ha sido constante desde su fundación en época romana hasta la actualidad, si bien ha sido desde el siglo XIX cuando se ha acentuado gracias al plan de Ensanche y la agregación de municipios limítrofes. Fue también a finales de ese siglo cuando el mobiliario urbano empezó a tener una consideración especial y a ser objeto de diseño y planificación, gracias a la labor de los sucesivos responsables de Edificaciones y Ornamentación del Ayuntamiento como Antoni Rovira i Trias y Pedro Falqués.
Comprende toda una serie de elementos destinados a la gestión urbana de la ciudad y a la planificación y ejecución de todos aquellos factores relacionados con la adaptabilidad del medio físico a la vida humana y al desarrollo de la sociedad tales como farolas, bancos,  papeleras, buzones, fuentes, semáforos, paradas de transporte público, pavimentos, contenedores de basura, jardineras, quioscos, parquímetros, cabinas telefónicas y un largo etcétera de objetos y elementos de microarquitectura. 

## Elementos urbanos

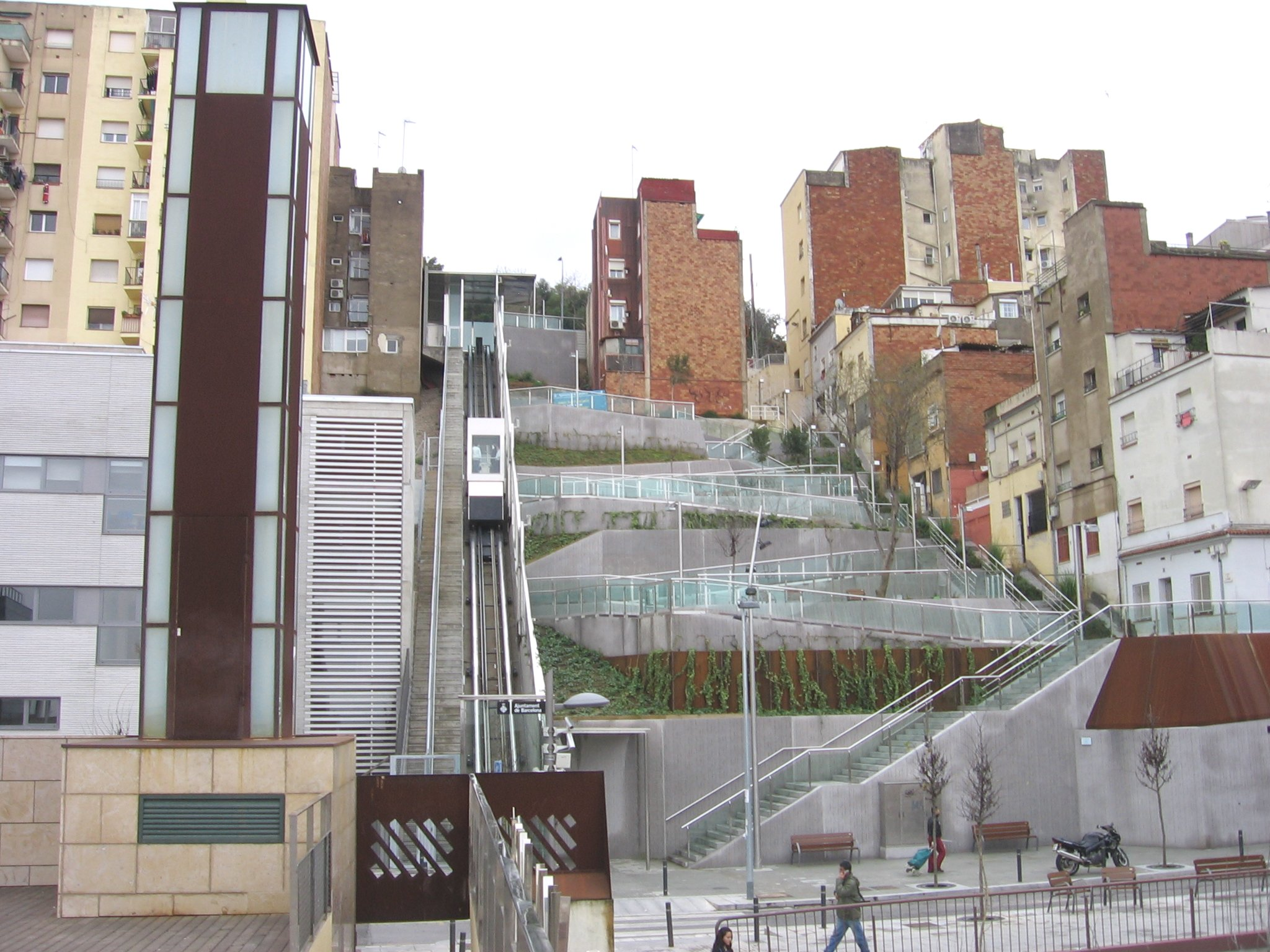
Ascensor funicular de la calle Alguer, en el barrio de El Carmelo.

Barcelona tiene una superficie de 102,16 km² de los cuales el 25,7 % corresponde a espacios públicos y, de estos, un 16,3 % son calles y el resto zonas verdes. En 2009 había contabilizados 703 540 elementos urbanos en los espacios públicos de Barcelona, uno por cada 8 m² de acera.
Por regla general, los elementos urbanos deben cumplir ciertos criterios: diseño, basado en la calidad estética, la autenticidad y la originalidad; funcionalidad y ergonomía; fácil mantenimiento y bajo costo; accesibilidad y seguridad; y sostenibilidad social y ambiental. Para su instalación y mantenimiento se debe hacer un estudio del terreno y de las necesidades sociales, que por lo general se basa en una reglamentación municipal preestablecida. En función del elemento a instalar se debe estudiar el material idóneo (los más empleados son la madera, piedra, hormigón, metal, vidrio y plástico), su resistencia, su mantenimiento —un factor a tener en cuenta es el vandalismo—, su colocación y su utilización. Otros factores que se han tomado en consideración en los últimos tiempos han sido la sostenibilidad y la multifuncionalidad. También se debe considerar su coste económico en función de sus características técnicas, la relación inversión-amortización, su coste de compra y fabricación, su montaje y colocación, su mantenimiento y su consumo de agua, gas o electricidad. Por último, un factor a tener en cuenta es su accesibilidad y facilidad de utilización, especialmente en consideración a personas con movilidad reducida o algún tipo de discapacidad física o sensitiva.
Existe una gran variedad de elementos urbanos, que pueden clasificarse según su función:
- Elementos comunes de urbanización: 
  - Pavimento: es el revestimiento del suelo, que puede ser de piedra, mortero, hormigón, macadán o asfalto, con varios modelos, como el de 4 o 9 pastillas, de flores, rosas, círculos, anillos concéntricos, barras, macarrones diagonales, Gaudí, etc.[9]
  - Bordillos: barreras separadoras entre acera y calzada, de piedra u hormigón. Los más usuales son el manual, el granítico mecanizado y el imbornal buzón de granito.[10]
  - Vados: espacios de tránsito de peatones (vado barca o acera deprimida) o vehículos (modelos V-20 y V-40/60).[11]
  - Alcorques: son los elementos delimitadores de árboles, elaborados en hormigón, hierro o acero, con diversos modelos: Brico, Fiol, Ramla, Yarg o Carmel 160.[12]
  - Rejas: sirven para la evacuación del agua de lluvia del suelo a las alcantarillas. Son generalmente de hierro, con modelos como Ciutat Vella, Delta-BCN o Meridiana 30.[13]
  - Tapas y arquetas: son los elementos de cierre de alcantarillas e infraestructuras (agua, electricidad, gas, telecomunicaciones), normalmente de hierro fundido.[14]
  - Escaleras, rampas, ascensores y escaleras mecánicas: sirven para salvar desniveles y pueden ser de piedra o elementos mecanizados.[15]

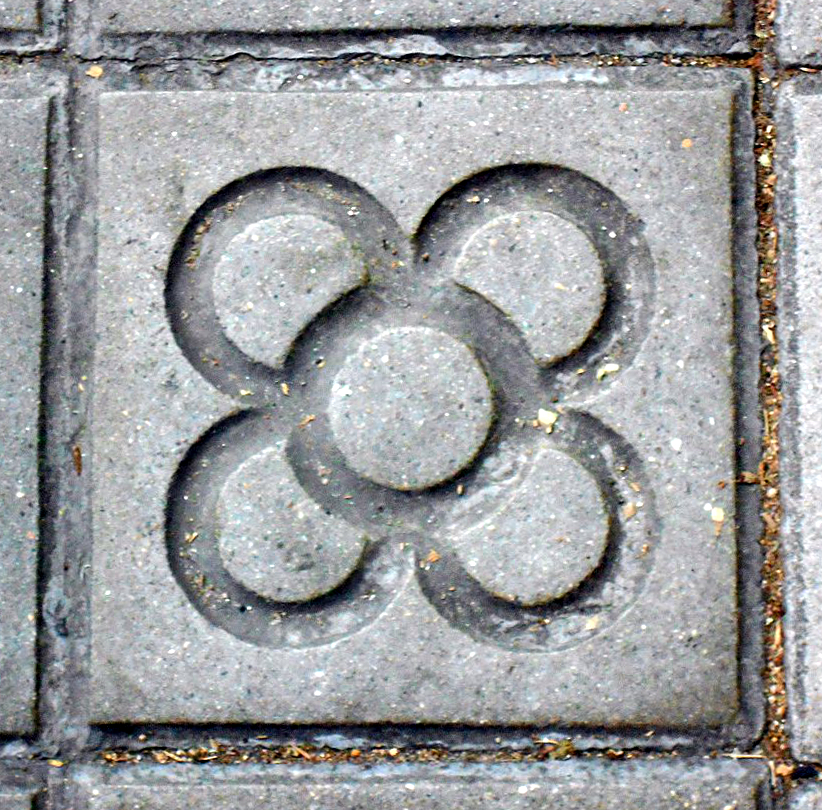
Pavimento: «flor de Barcelona», Josep Puig i Cadafalch.
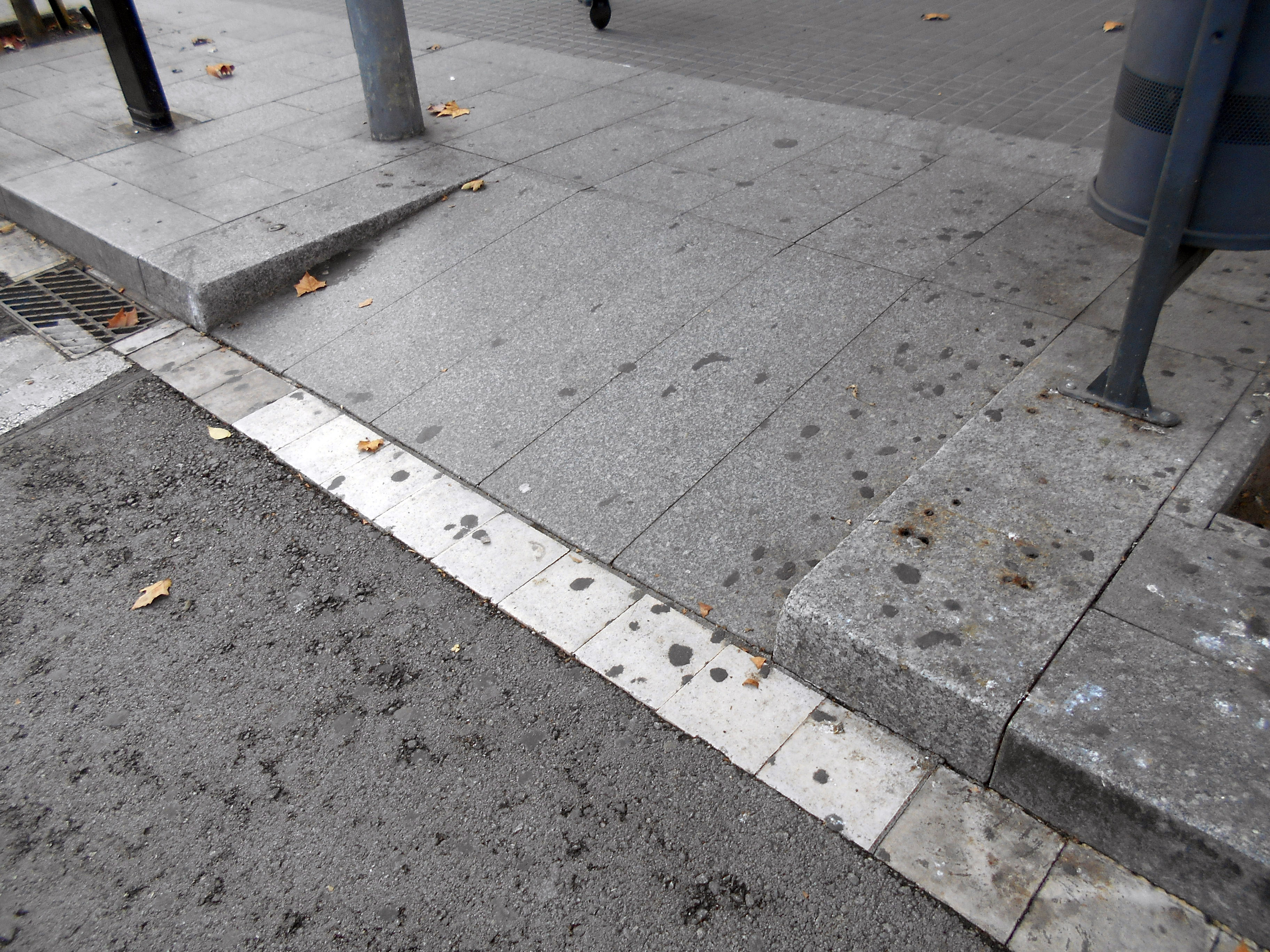
Vado.
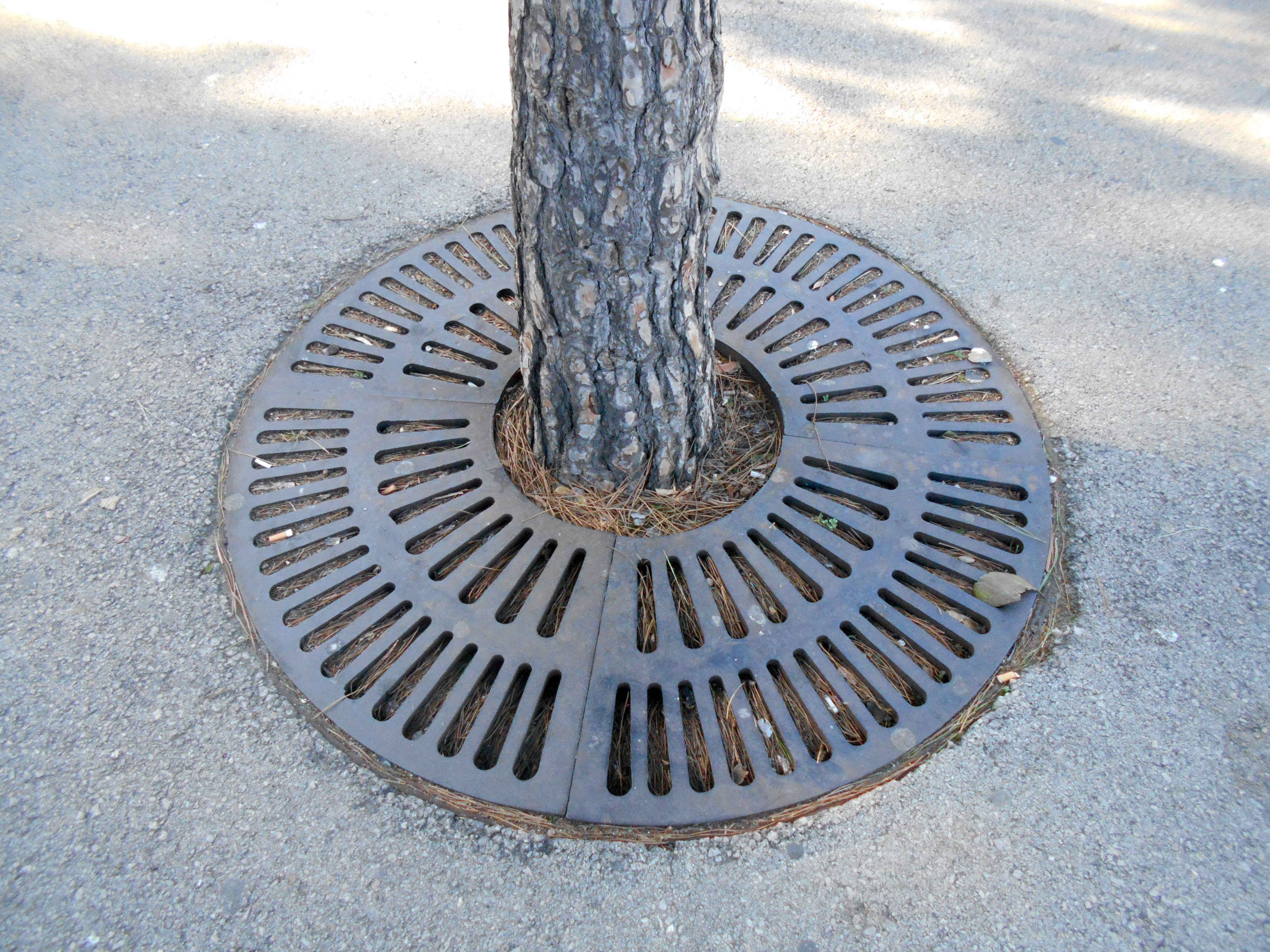
Alcorque.
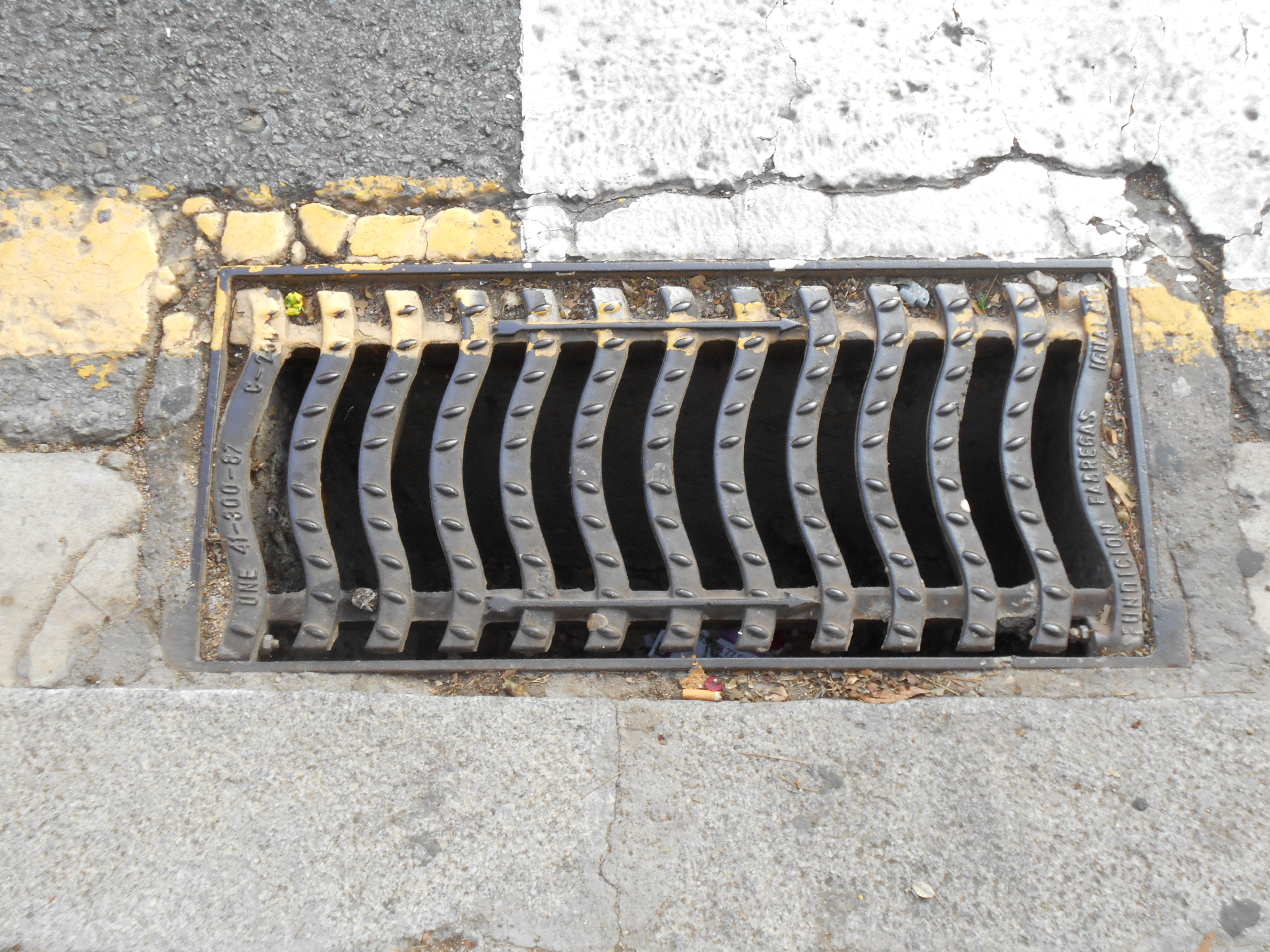
Reja.
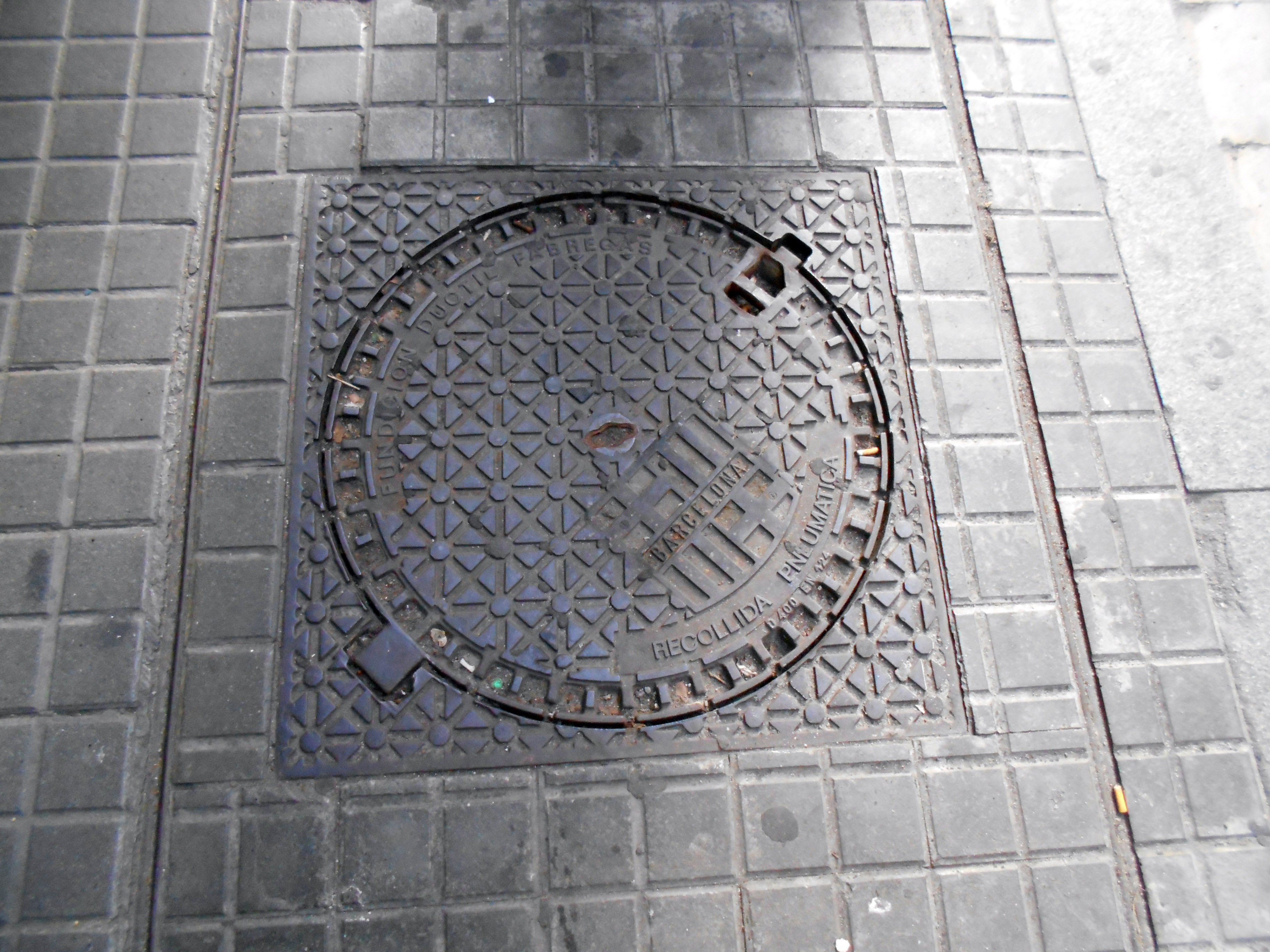
Tapa.
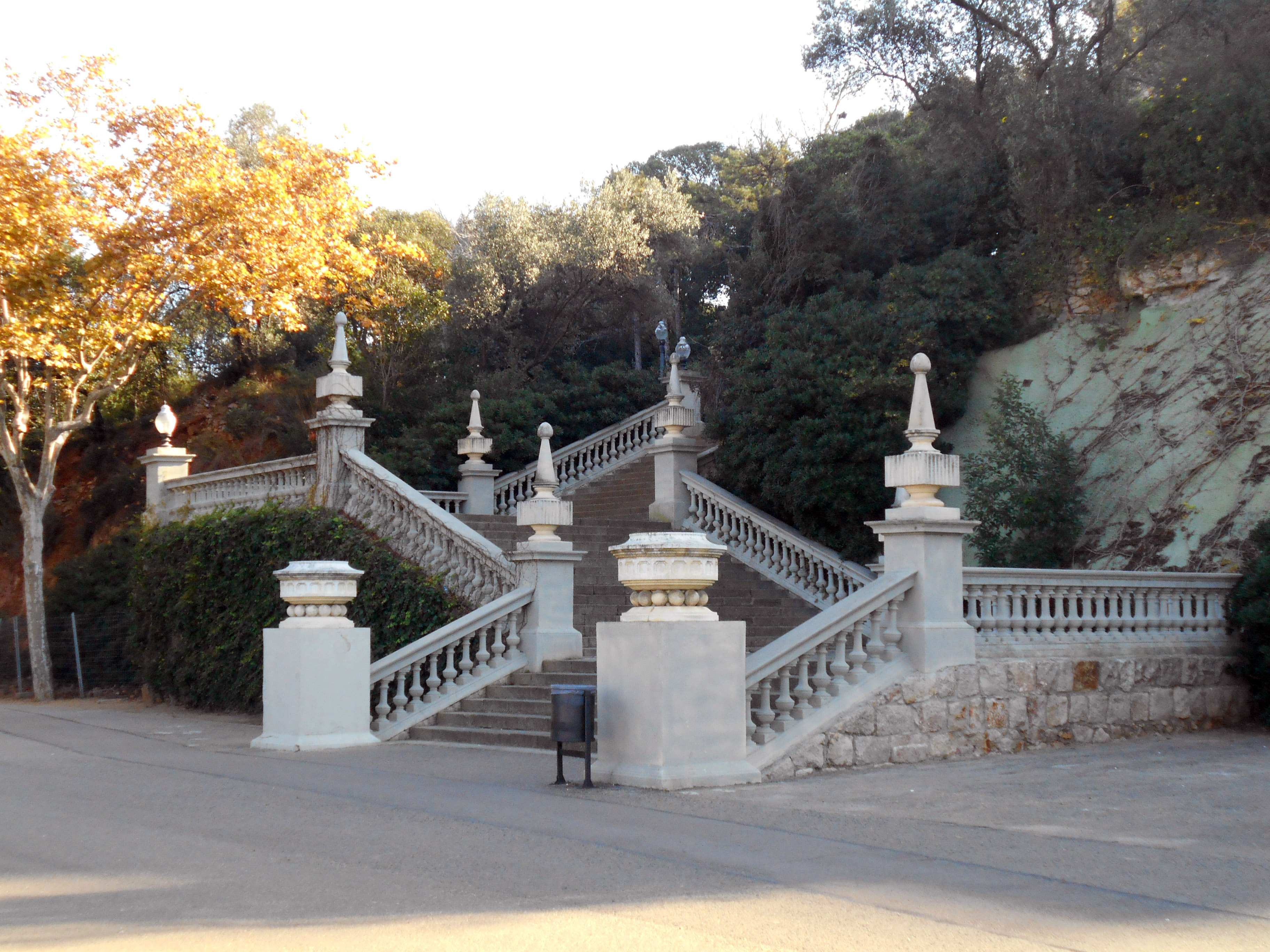
Escaleras del paseo de Jean C.N. Forestier.
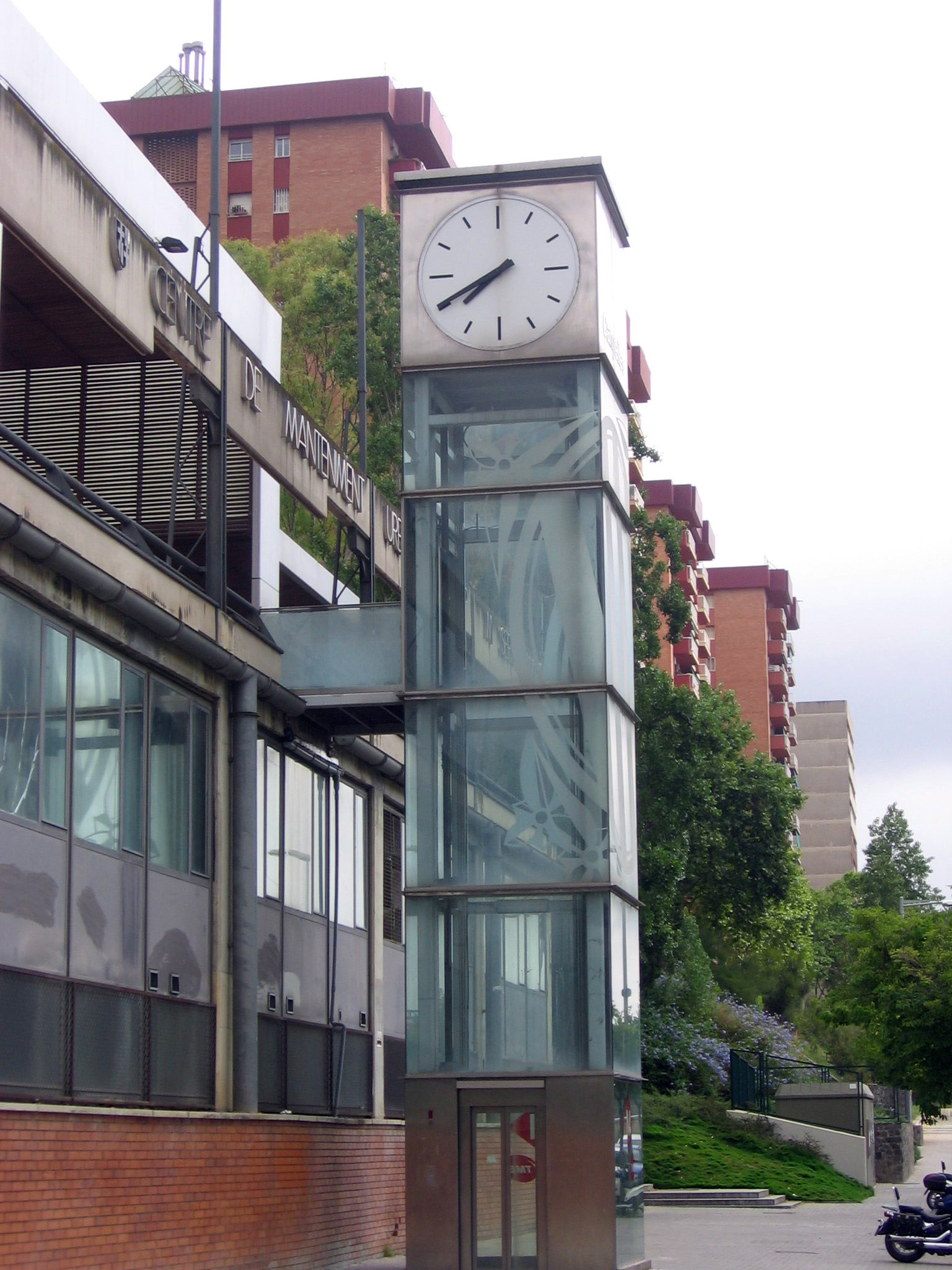
Ascensor con reloj de la Vía Favencia.

- Elementos de protección de viandantes:
  - Barandillas: sirven para delimitar espacios y actuar de pasamanos y antepechos; son generalmente de acero, con modelos como Línea, V o INOX 50/25.[16]
  - Bolardo, pilón o hito: son barreras para impedir el acceso de vehículos a zonas peatonales; pueden ser fijos, retráctiles o automatizados. Los principales modelos son Ciutat Vella, Barcelona, Universal, Gorge, Via Júlia, Sant Feliu y Esquirol.[17]
  - Límites de espacios verdes: sirven para delimitar parterres y espacios dedicados a la jardinería y suelen ser de piedra o acero y medir 20 o 30 cm de altura.[18]
  - Barreras y vallas: son elementos provisionales de protección o para impedir el paso, pueden ser fijas o portátiles, de plástico o acero.[19]

- Señalizaciones:
  - Rótulo bandera: indica determinados establecimientos, como aparcamientos; pueden sobresalir de la fachada o estar en voladizo sobre un mástil.[20]
  - Rótulos de calle: sirven para indicar el nombre de la calle, en placas de mármol fijadas en la pared o bien en letreros de chapa de acero o resina fenólica situados en un mástil.[21]
  - Indicadores de itinerario: sirven para señalar la dirección, en placas de chapa de acero o aluminio.[22]
  - Señales de tráfico: indican símbolos de regulación viaria, con o sin señales luminosas.[23]
  - Información de obras o señalizaciones en el pavimento: tales como guías de invidentes, carril-bici, placas identificadoras de árboles o losetas de la Ruta del Modernismo.[24]

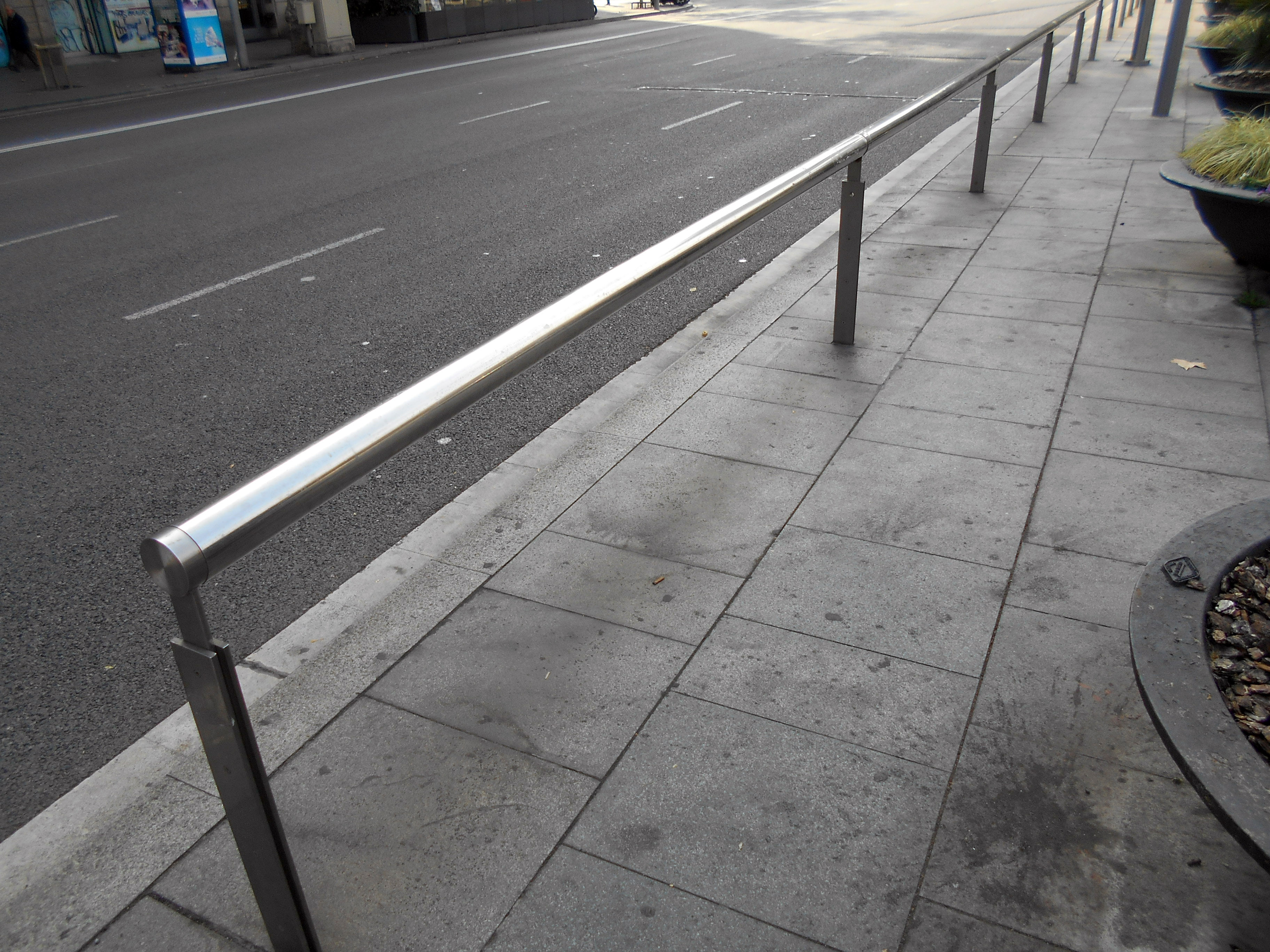
Barandilla.
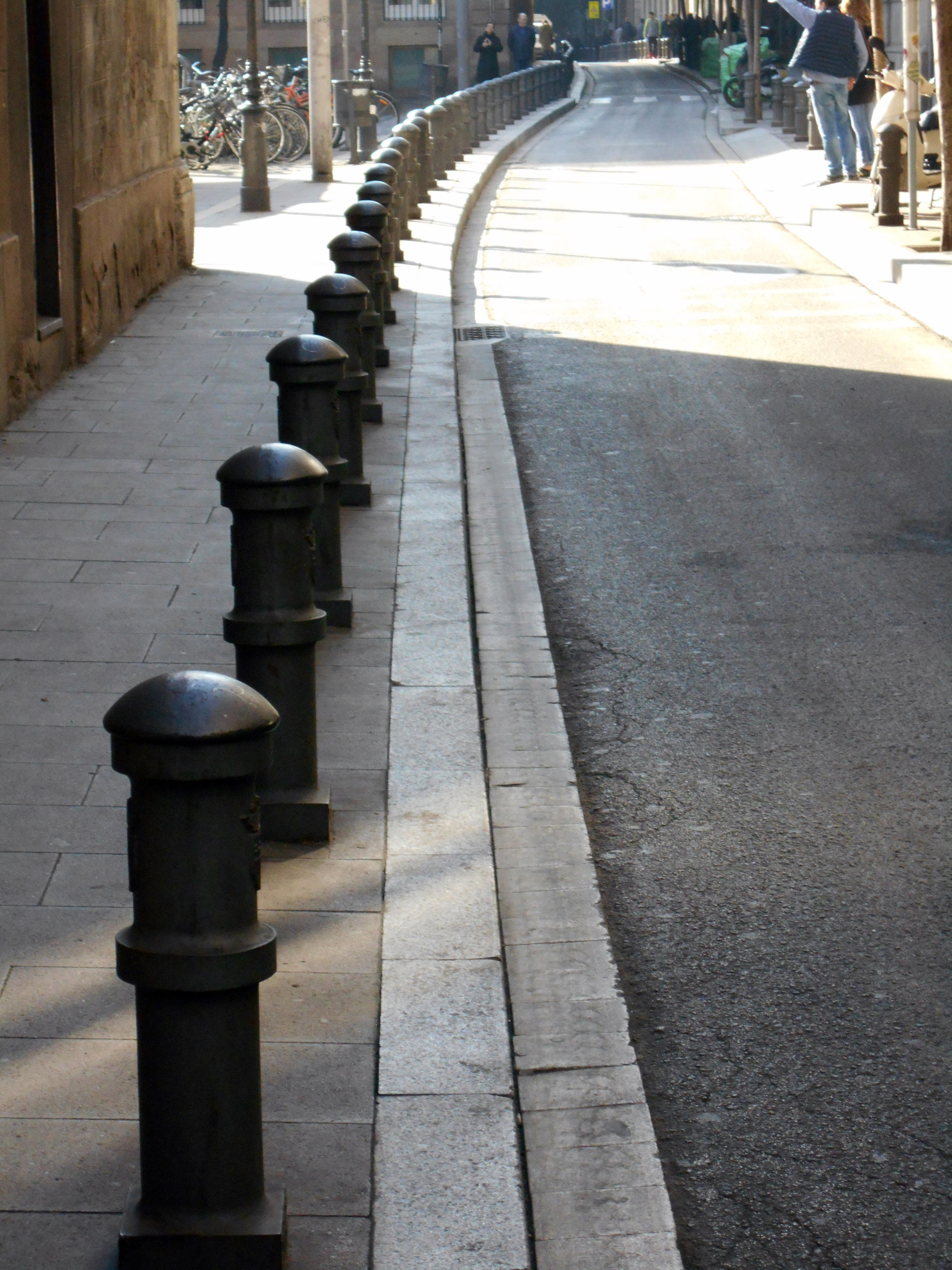
Bolardos.
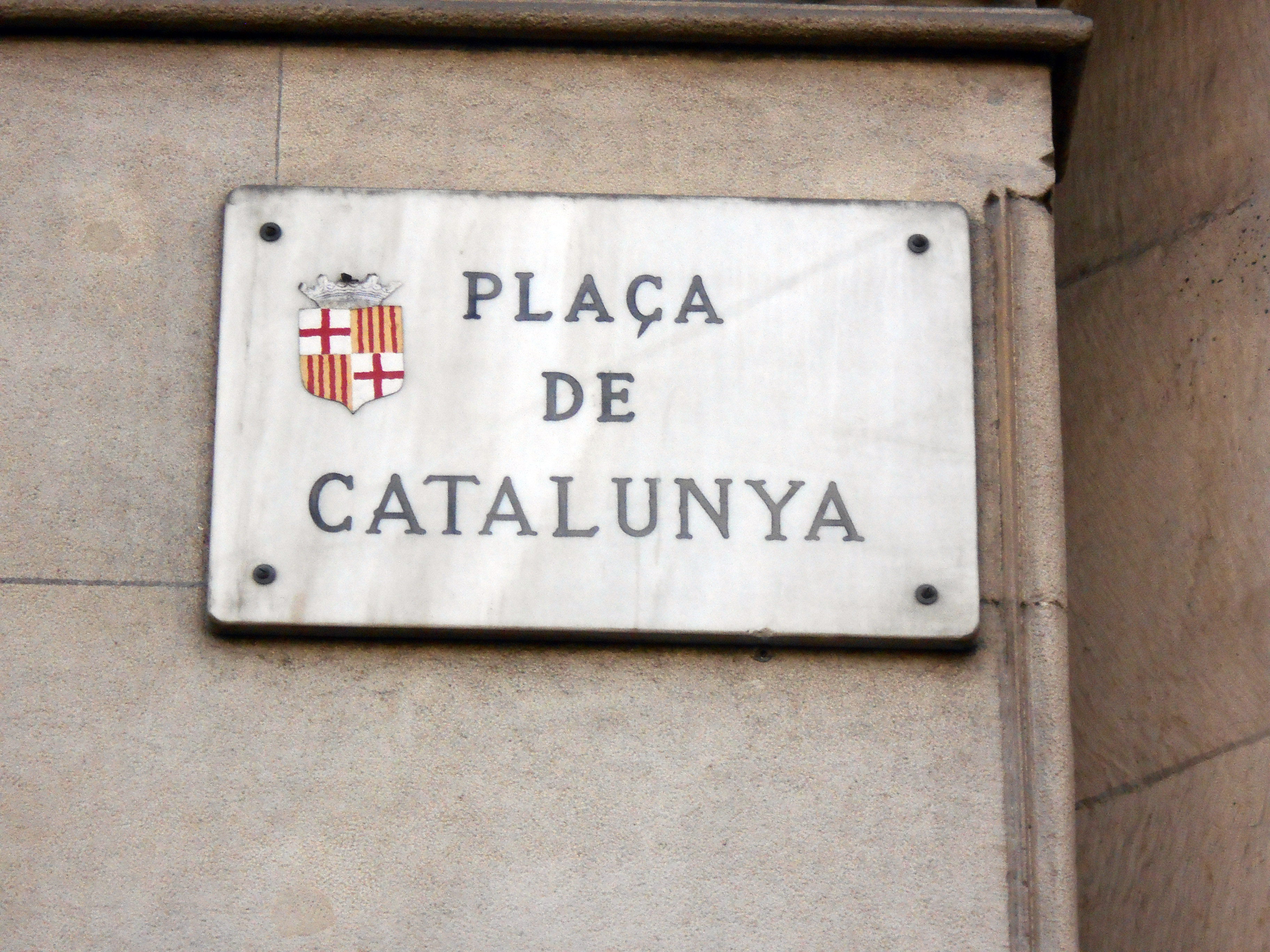
Rótulo de la plaza de Cataluña.
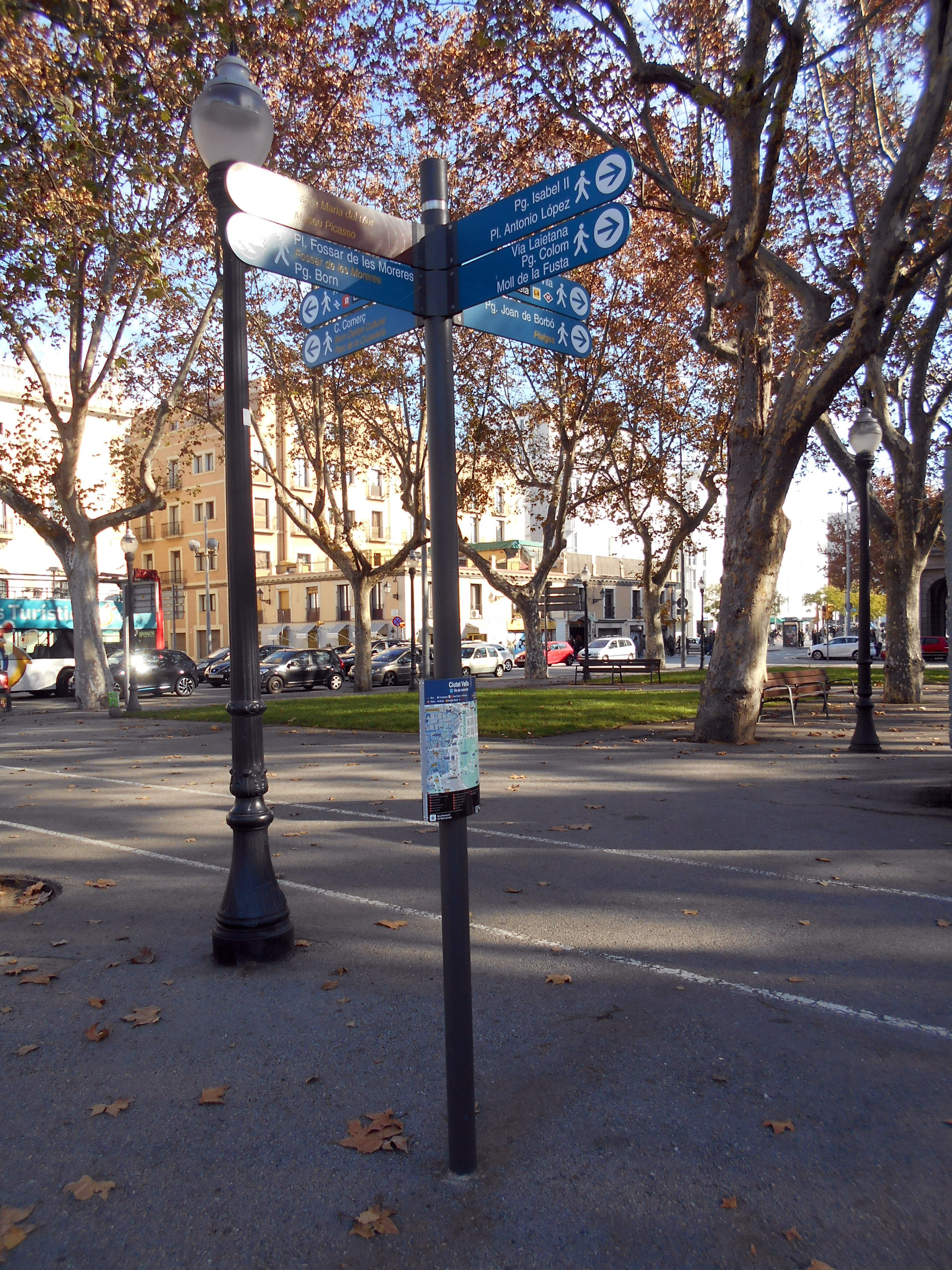
Indicador de itinerario.
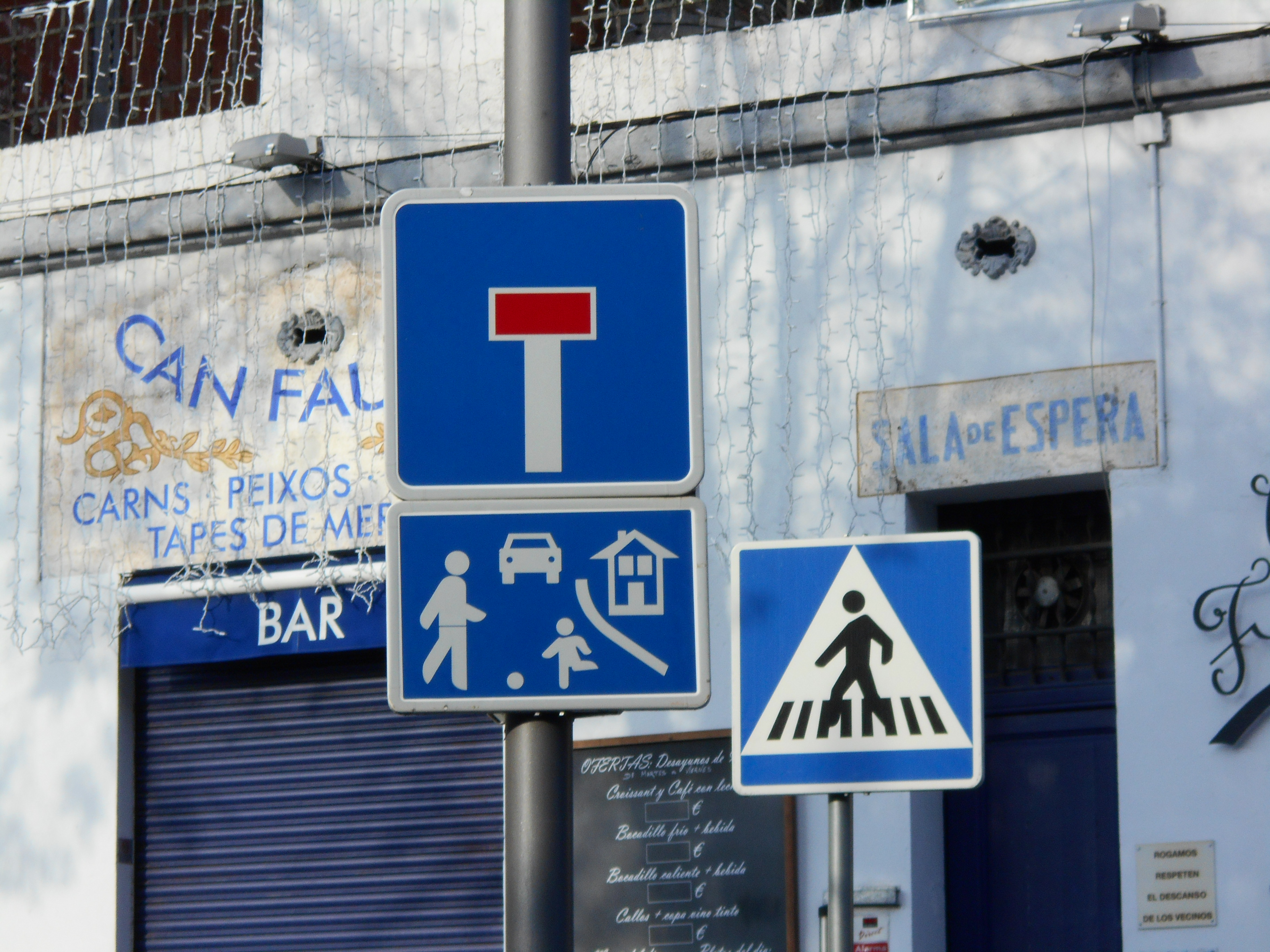
Señales de tráfico.
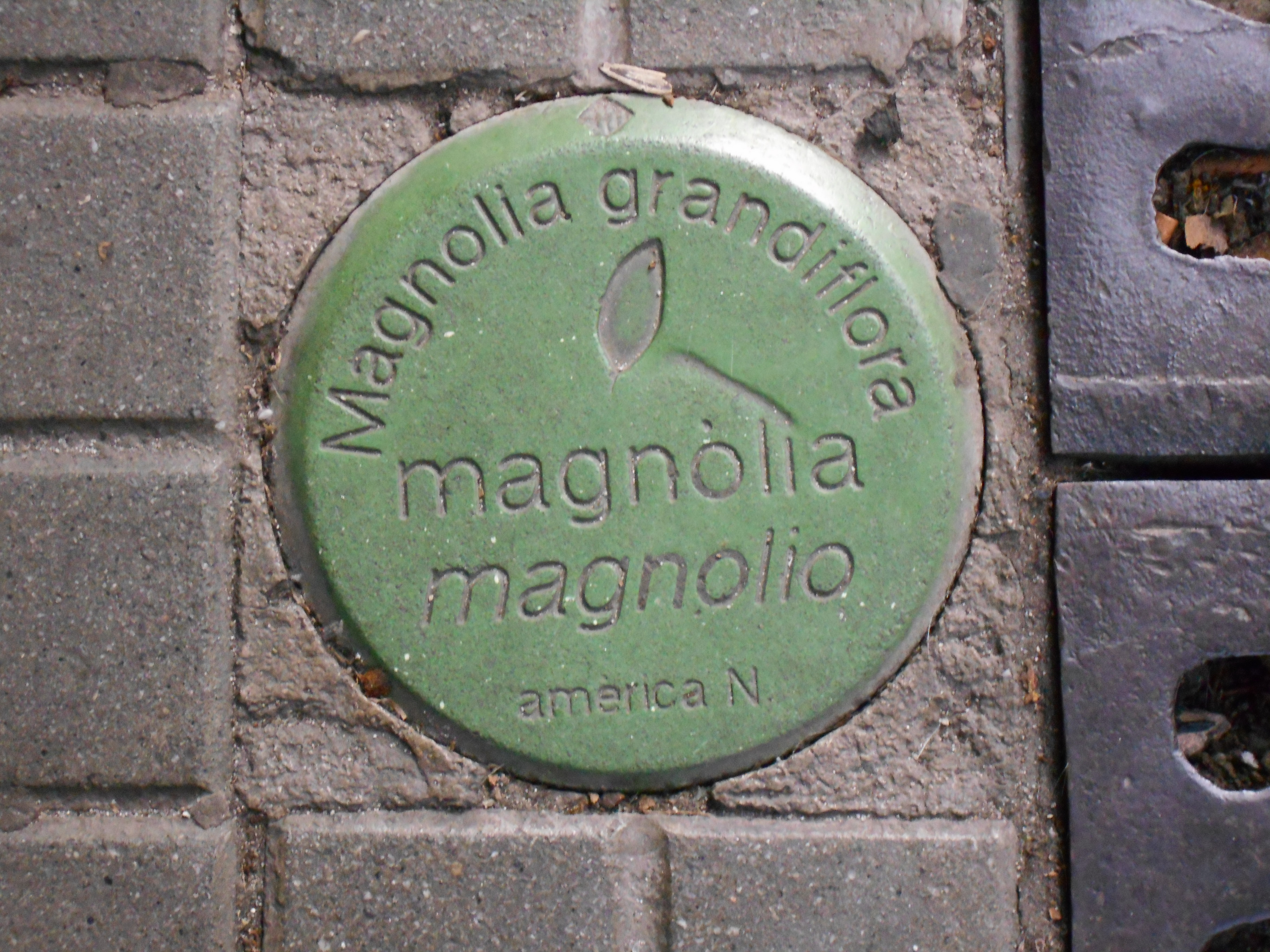
Placa identificadora de árbol.
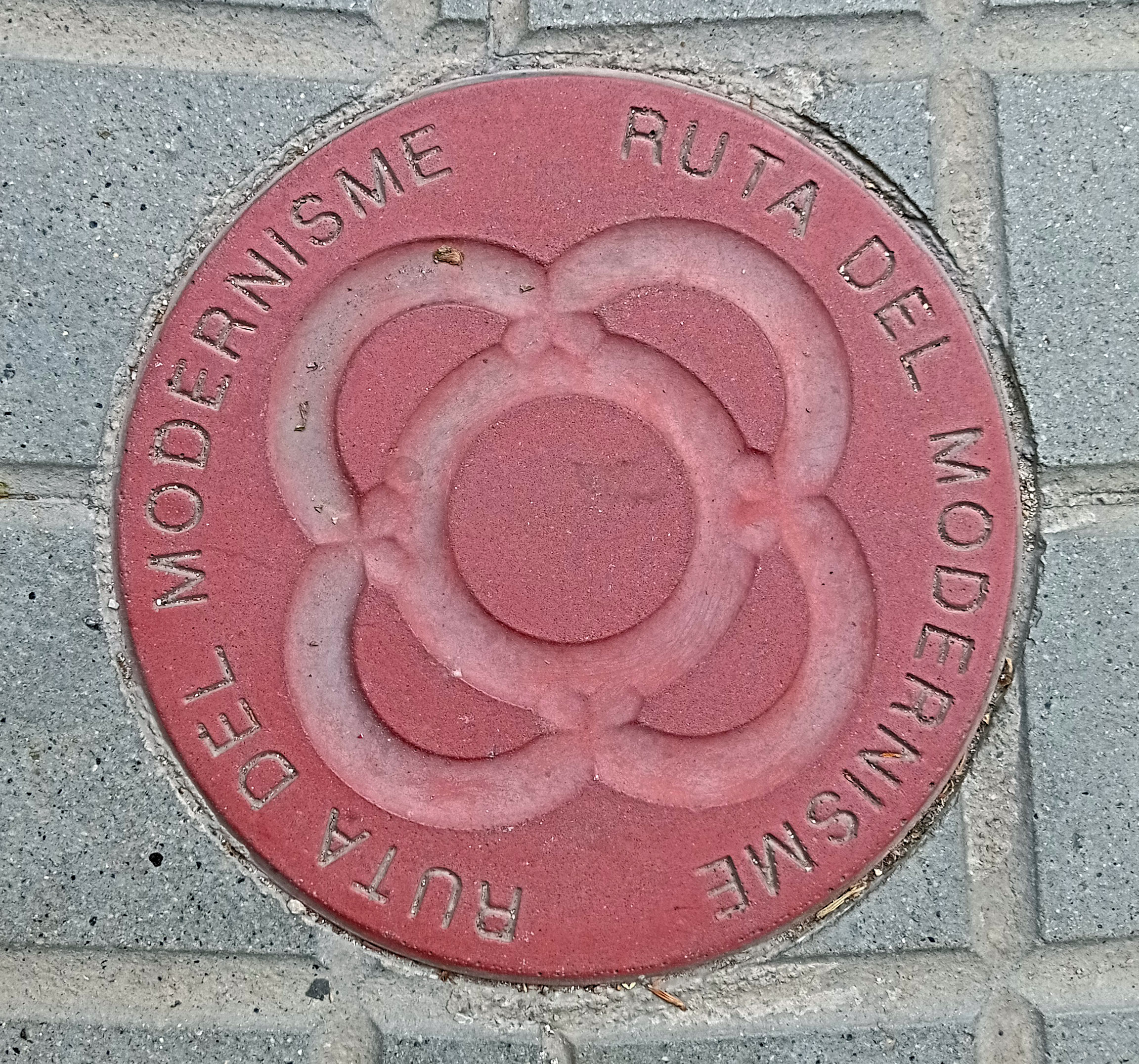
Loseta de la Ruta del Modernismo.

- Iluminación y control del tráfico: 
  - Farolas: pueden ser faroles de pared, farolas de pie o candelabros. Los principales modelos son Lamparaalta, Eixample, Alguer, Lampelunas, Línia Z, Plus, Roma, Andrea, Pagode, Venus y Galdana.[25]
  - Columnas de iluminación: son elementos verticales de entre 6 y 16 m que incorpora lámparas en su parte superior; los modelos más corrientes son: Kanya, Pep, Micra, Pechina, Stick, C.S.V., Prim, Nikolson, Ful y Nou Barris.[26]
  - Báculos: son columnas de iluminación curvadas, con modelos como BC1, Arco, Pelayo, Gran Via, Paral·lel y 22@.[27]
  - Balizas, apliques (suspendidos o encastados en suelos o paredes), llaves de suelo y proyectores.[28]
  - Semáforos: sirven para regular el tráfico, y pueden ser de bombilla o led; algunos llevan una señal acústica para invidentes.[29]
  - Armarios de instalación: son paneles de soporte técnico para semáforos y otros elementos de naturaleza electrónica.[30]

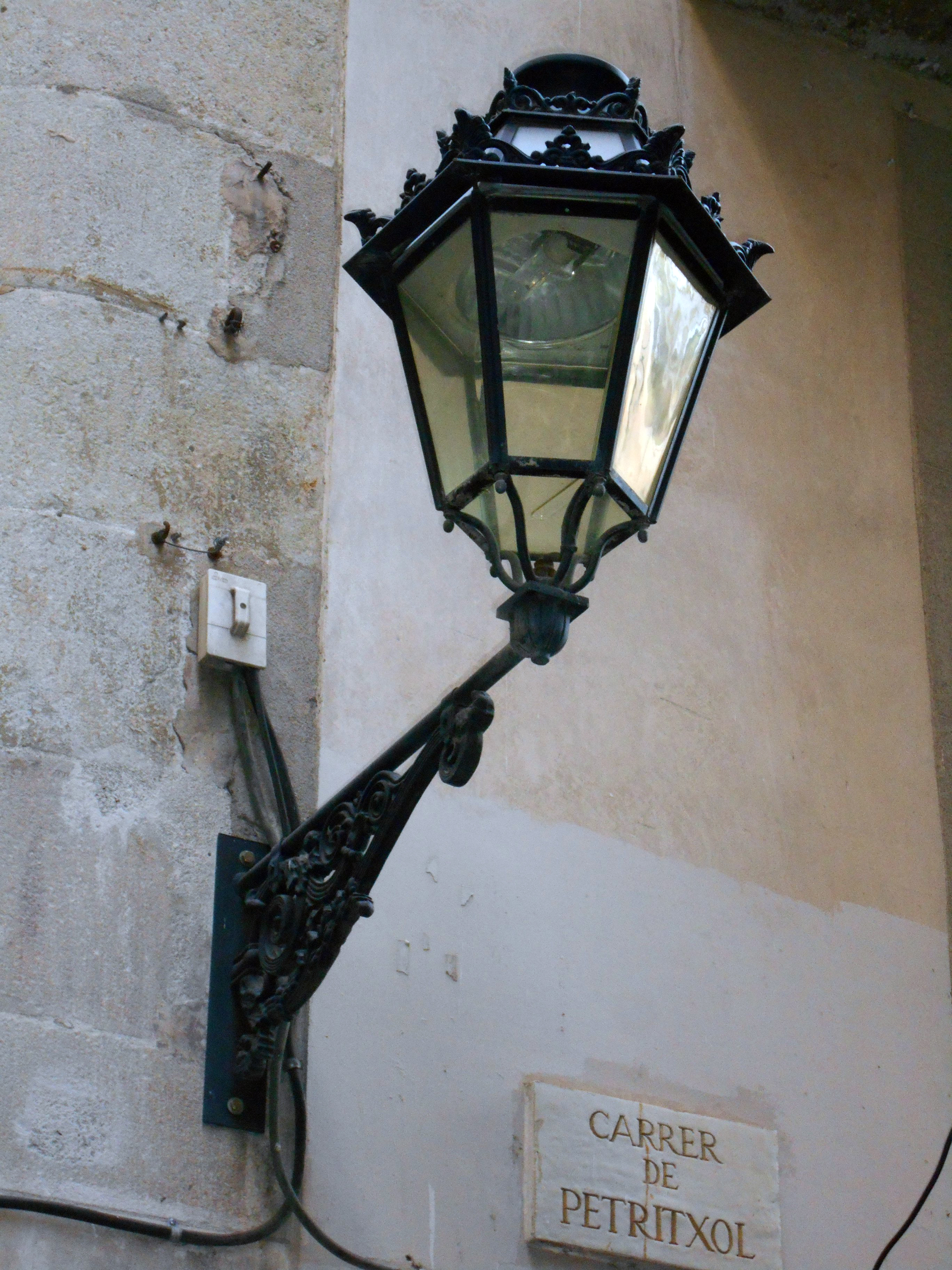
Farol de pared, calle Petritxol.
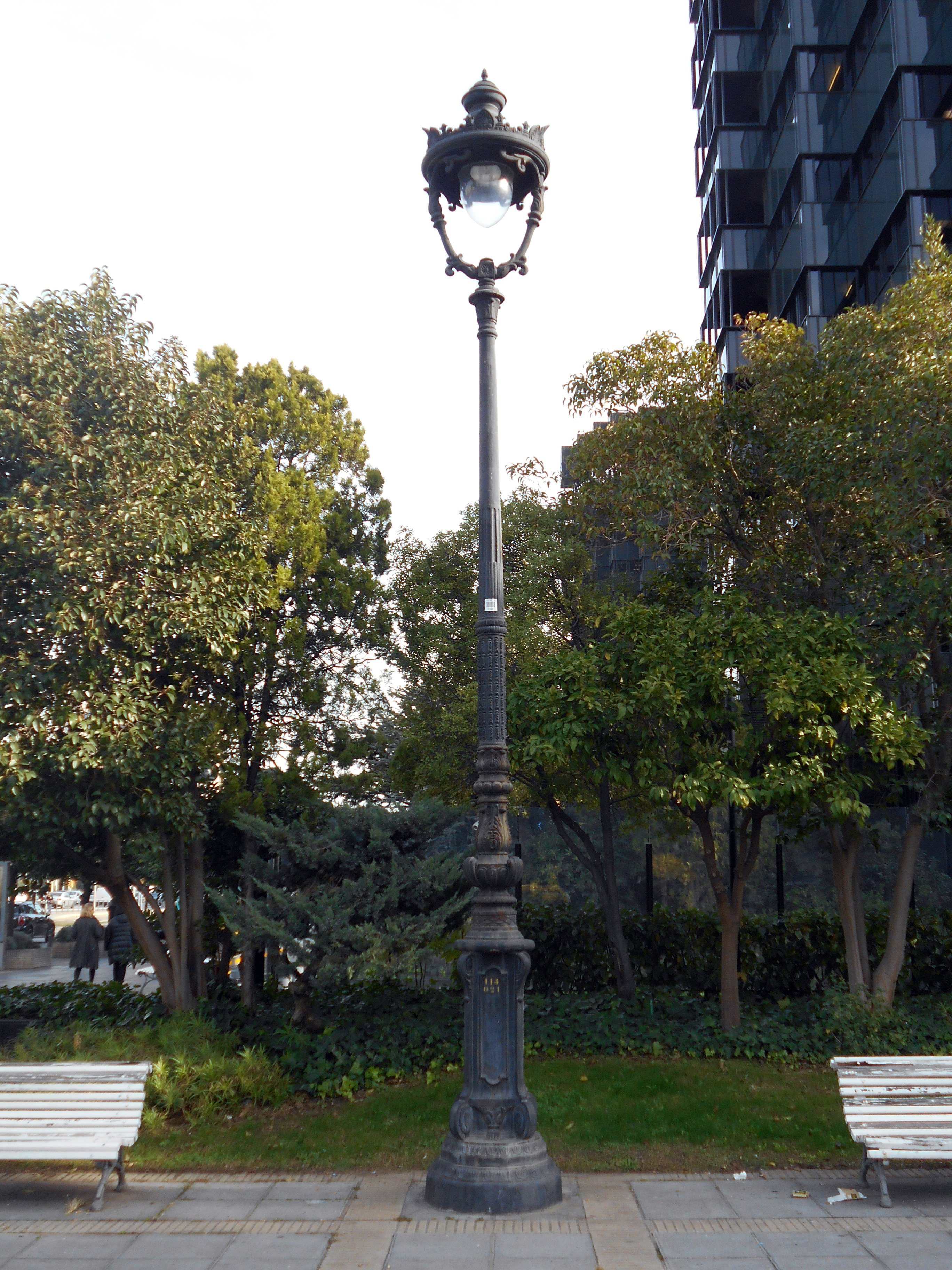
Farola de pie tipo Lira, avenida Diagonal.
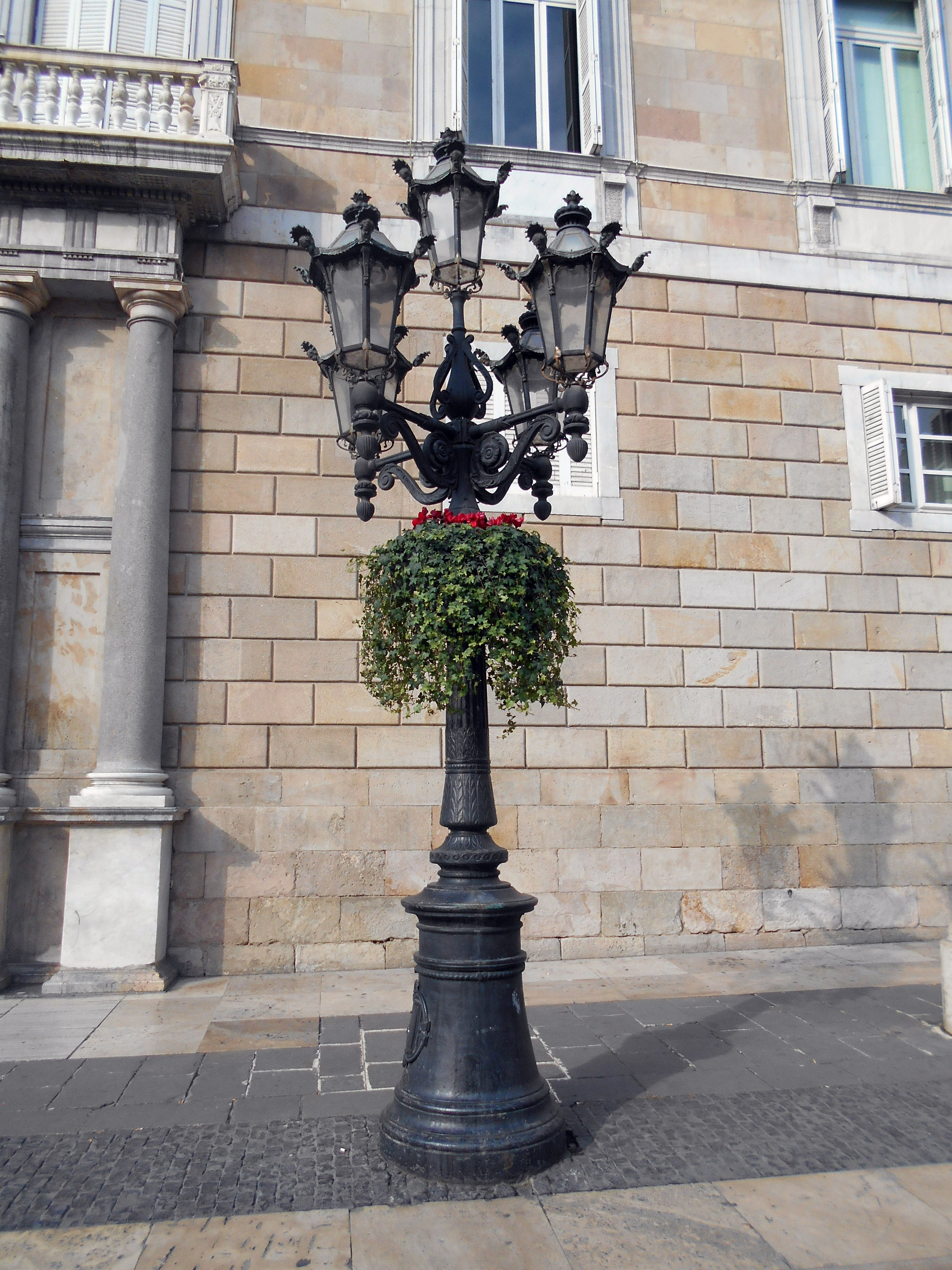
Candelabro de la plaza de San Jaime.
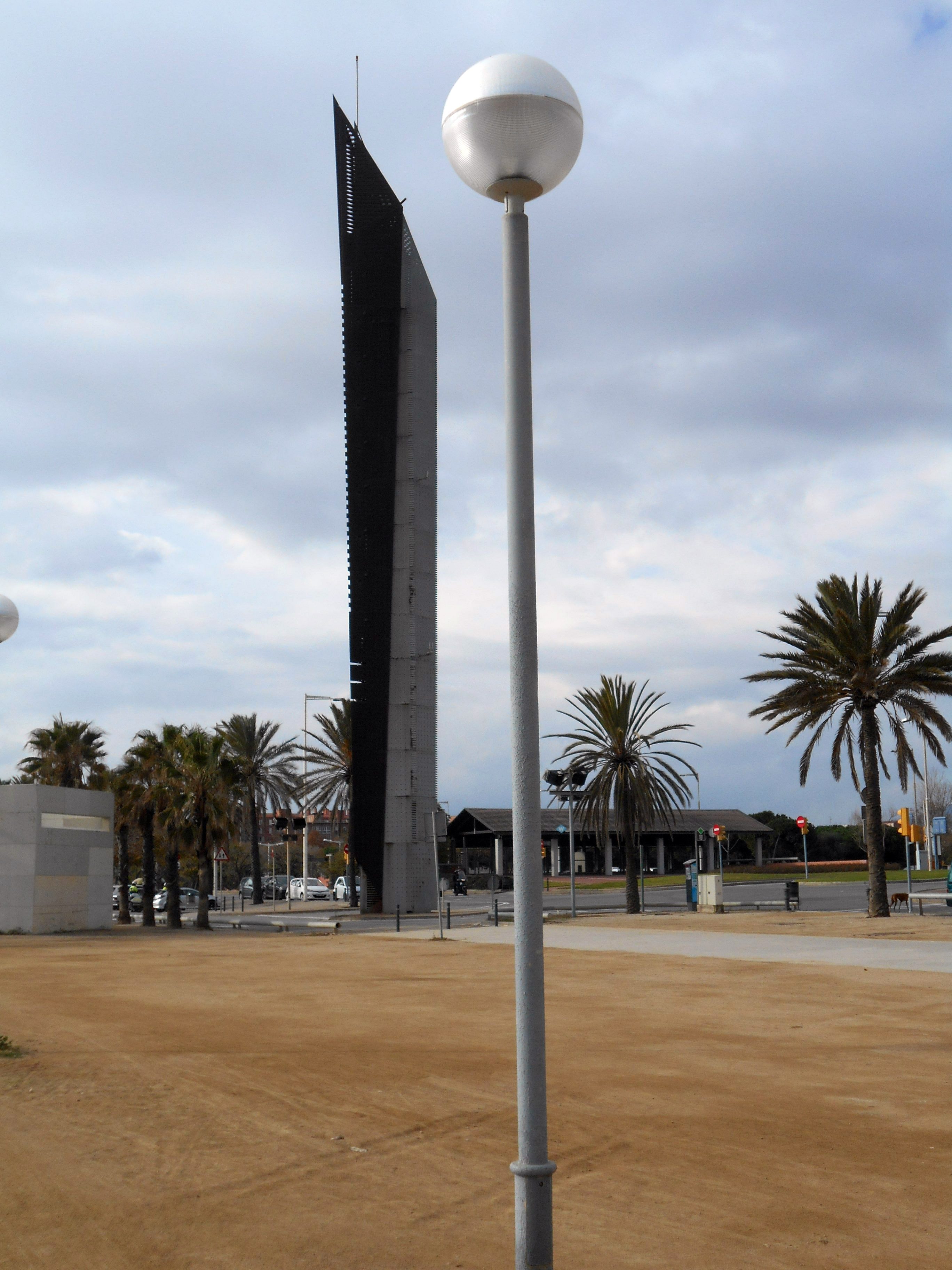
Columna Nikolson, playa de Bogatell.
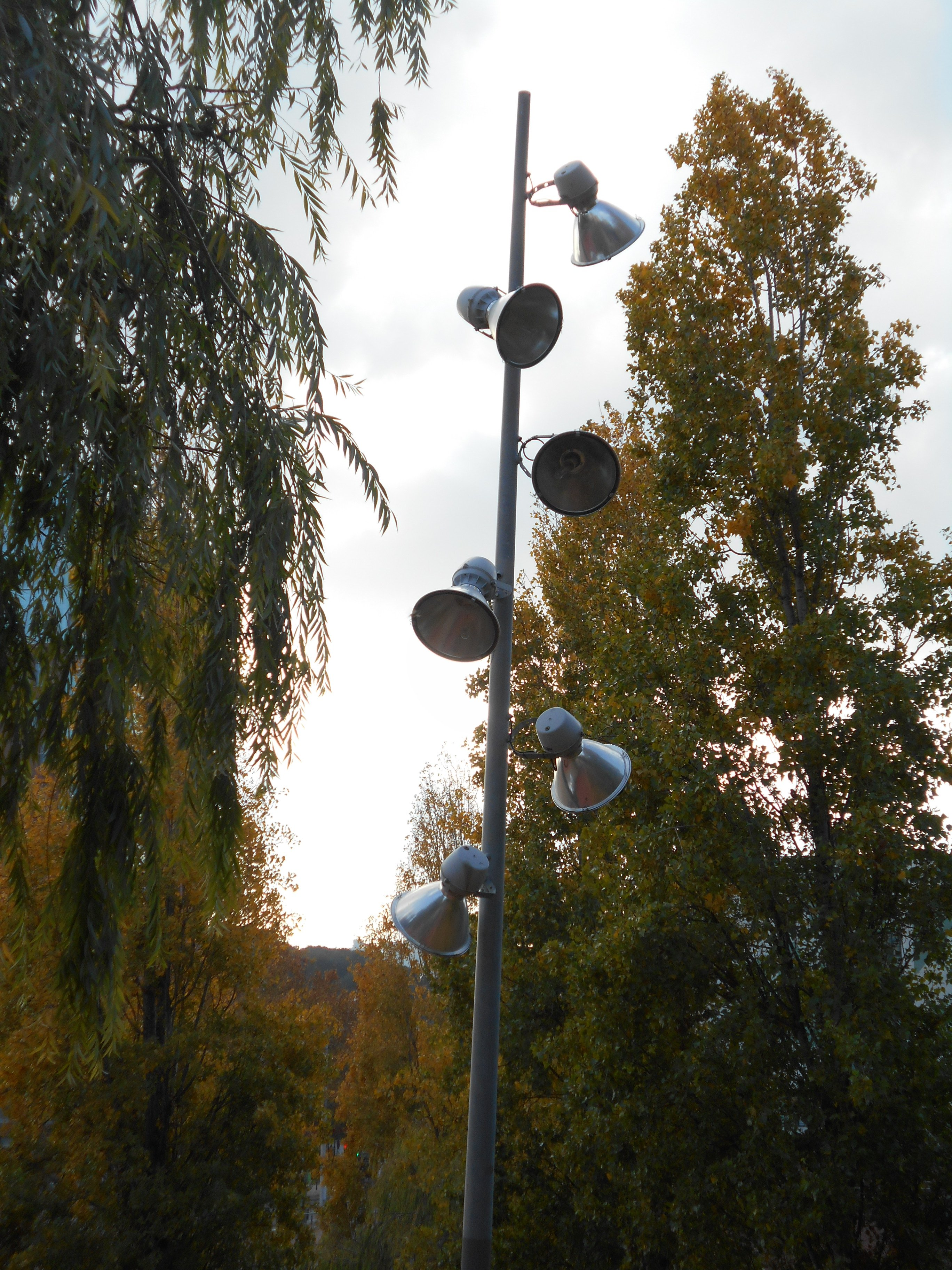
Columna modelo Kanya, parque Central de Nou Barris.
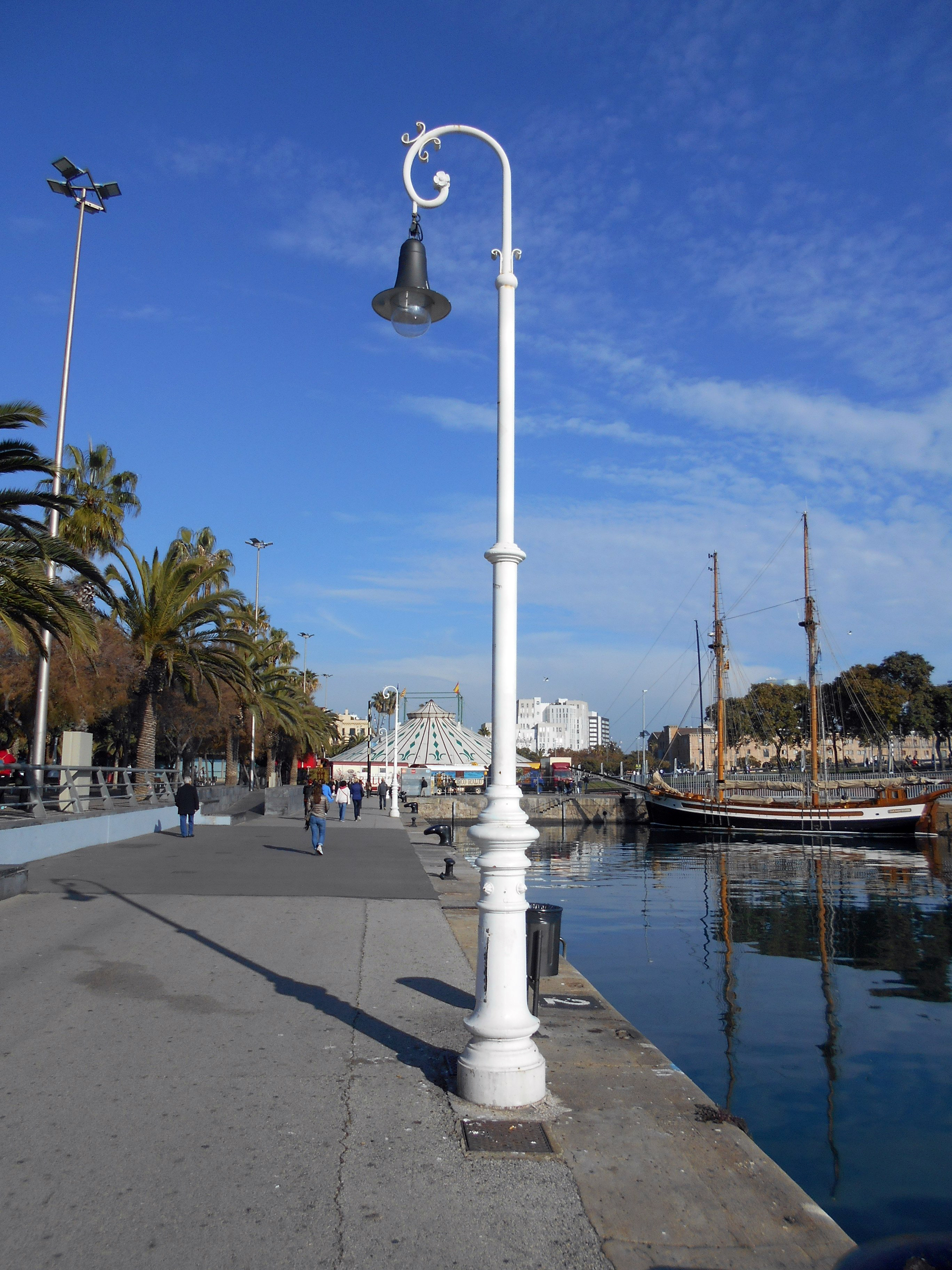
Báculo clásico, muelle de Bosch i Alsina.
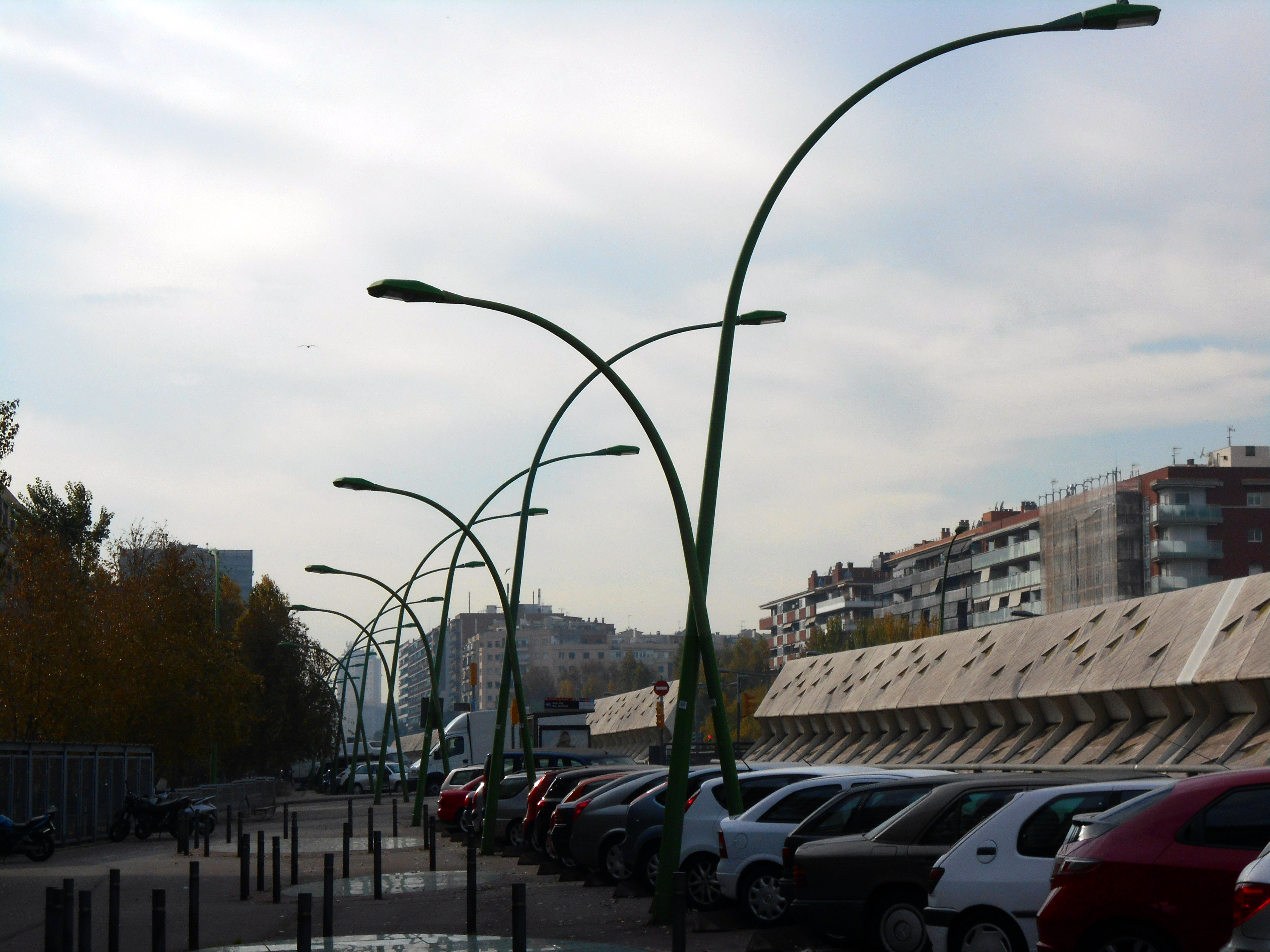
Báculo moderno, Gran Vía de las Cortes Catalanas.
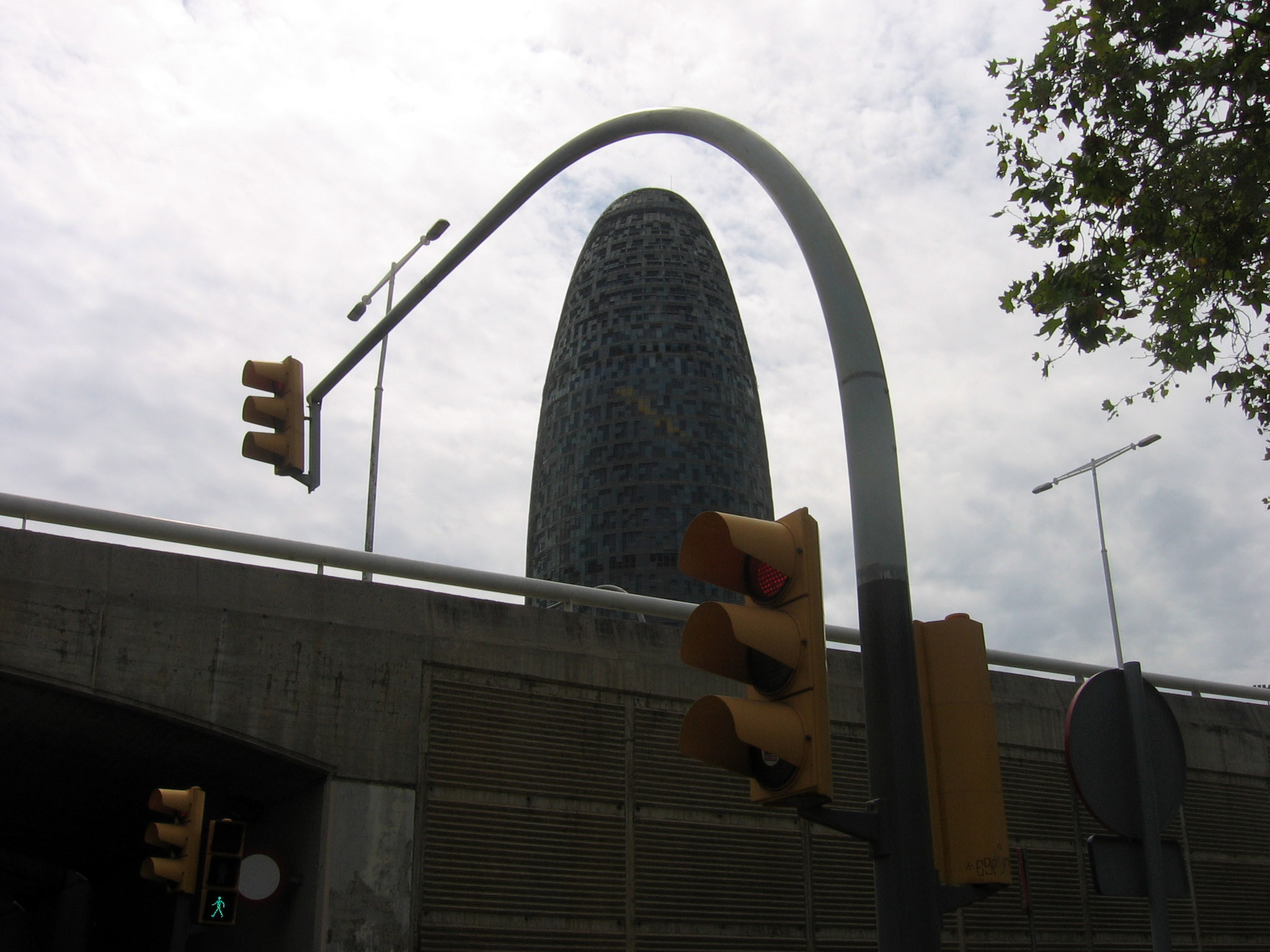
Semáforo, plaza de las Glorias Catalanas.

- Mobiliario urbano:
  - Bancos: sirven para sentarse e incluye bancos, banquetas (bancos sin respaldo), butacas, sillas (butacas sin respaldo), taburetes y tumbonas. Pueden ser de piedra, madera, hierro u hormigón, con modelos como Romántico, Neorromántico, Neobarcino, Mediterráneo, Catalano, Montseny, Levit, U, Cadira Nigra, Boston, Sumo, Nu, Marina, Diputació, Koro, G, Alpino, Sócrates, Hebi, Lungomare, Sillarga, Sicurta o Modular.[31]
  - Fuentes: son dispensadores de agua, generalmente de hierro colado, con modelos como Barcelona, Canaletes, Capilla, Urbana, Badalona, Georgina, Atlántida, Villa Olímpica, Sarastro, Lama, Caudal y Egea.[32]
  - Papeleras: es un contenedor para desechos; las más comunes son los modelos Barcelona (circular y semicircular), Prima Línea, Paperegena y Bina.[33]
  - Jardineras: son los recipientes para plantas; los más comunes son los modelos Plaza, Barcina, Tram, Urbana, Lineal, Marisha, Morella, Icaria, Vida, Nomo y Test.[34]
  - Áreas recreativas: pueden ser de juegos infantiles, instalaciones deportivas (fútbol, baloncesto, voleibol, aparatos de gimnasia), zonas de pícnic, mesas de ping-pong, pistas de petanca y de skateboarding.[35]
  - Áreas para perros (pipicán).[36]

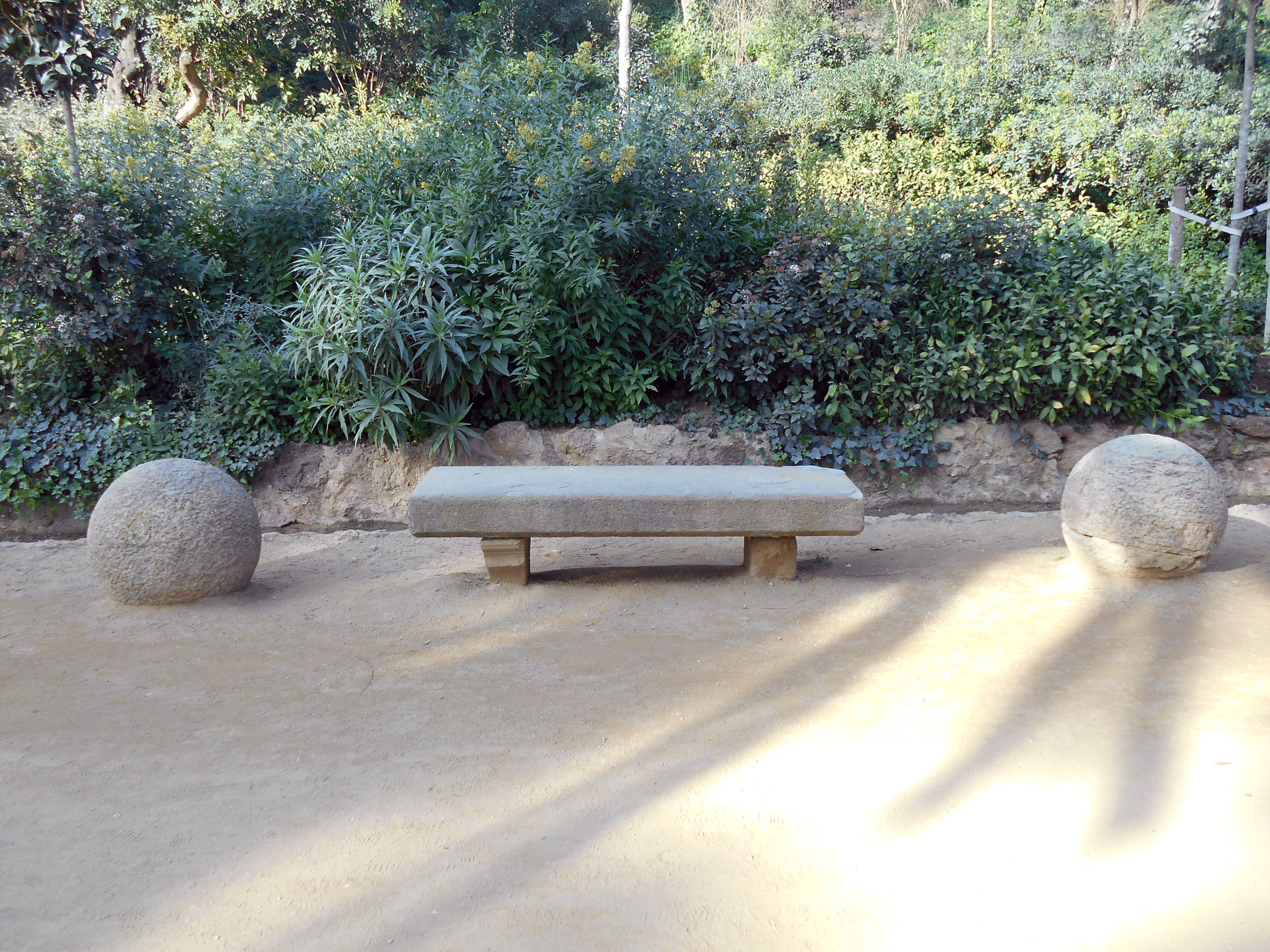
Banco del parque Güell.
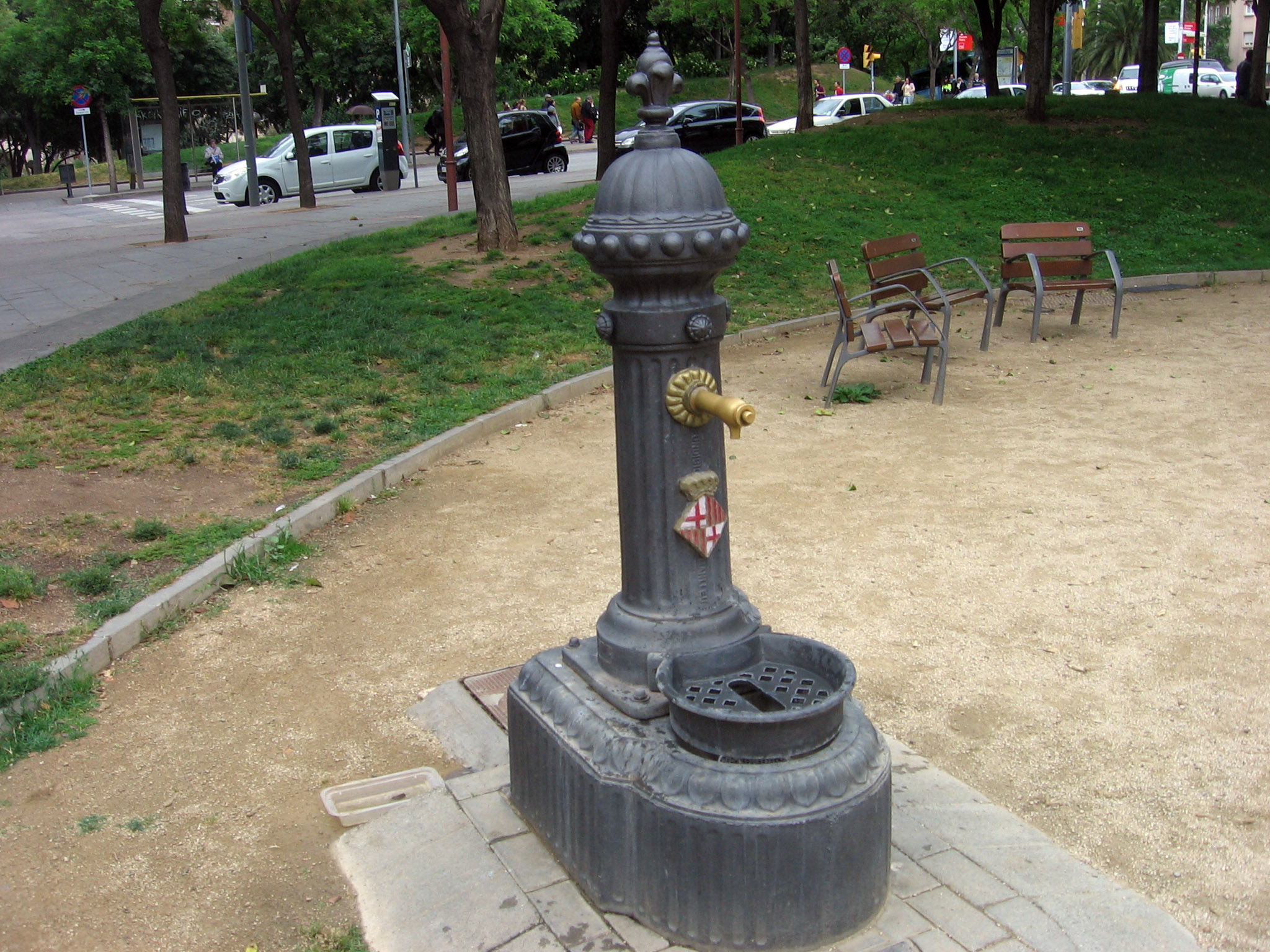
Fuente modelo Barcelona, plaza de Pablo Neruda.
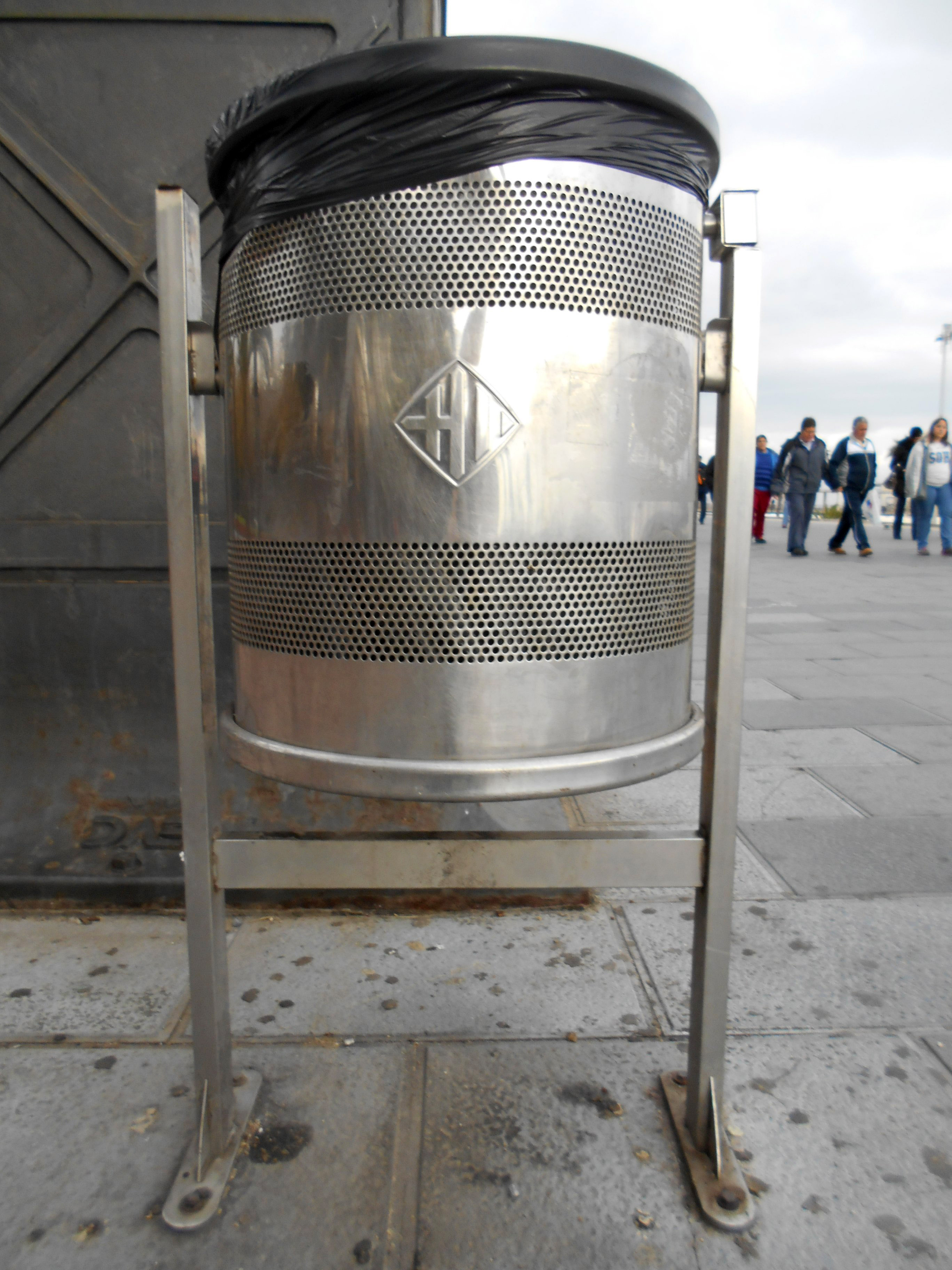
Papelera.
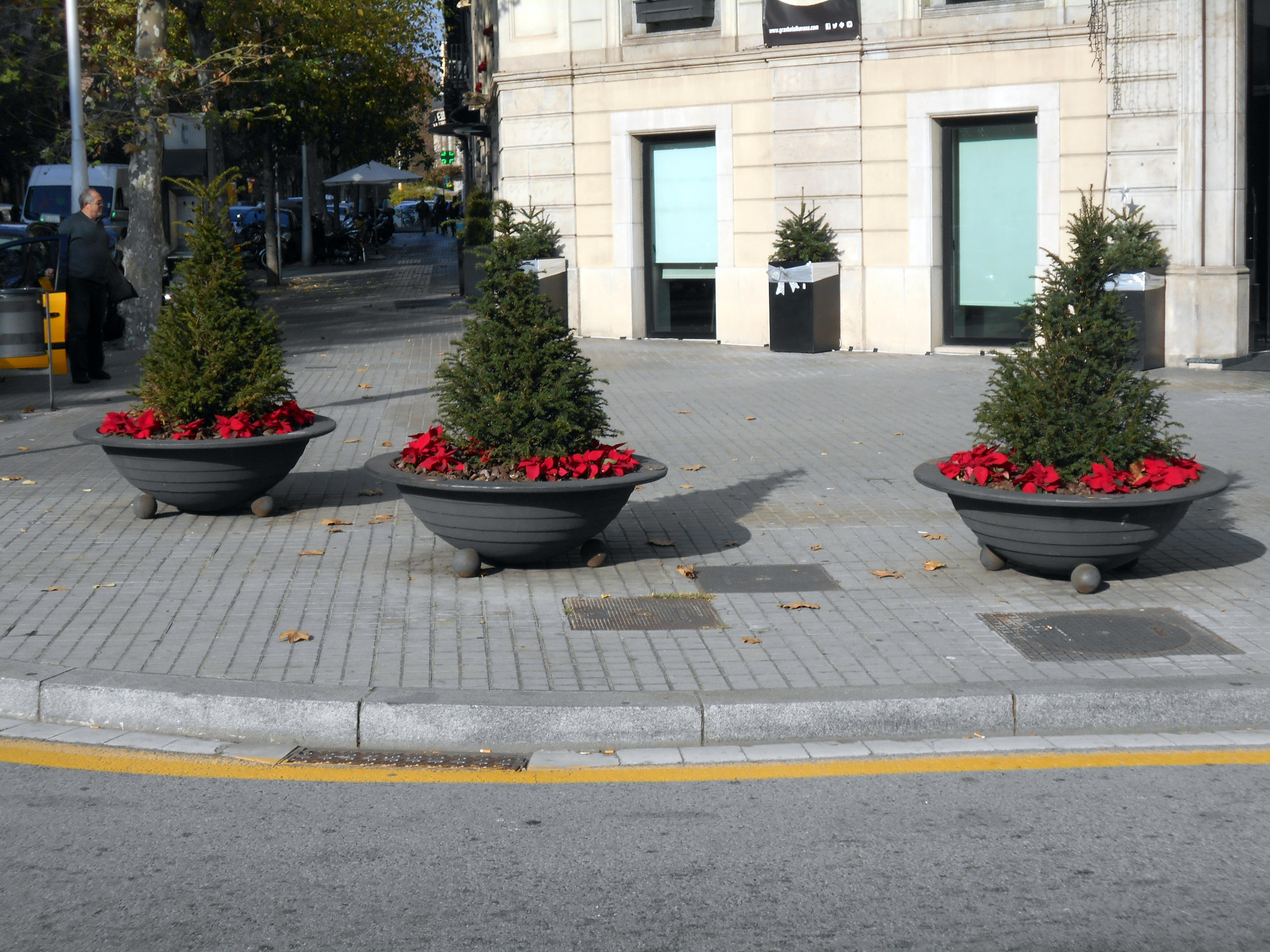
Jardineras.
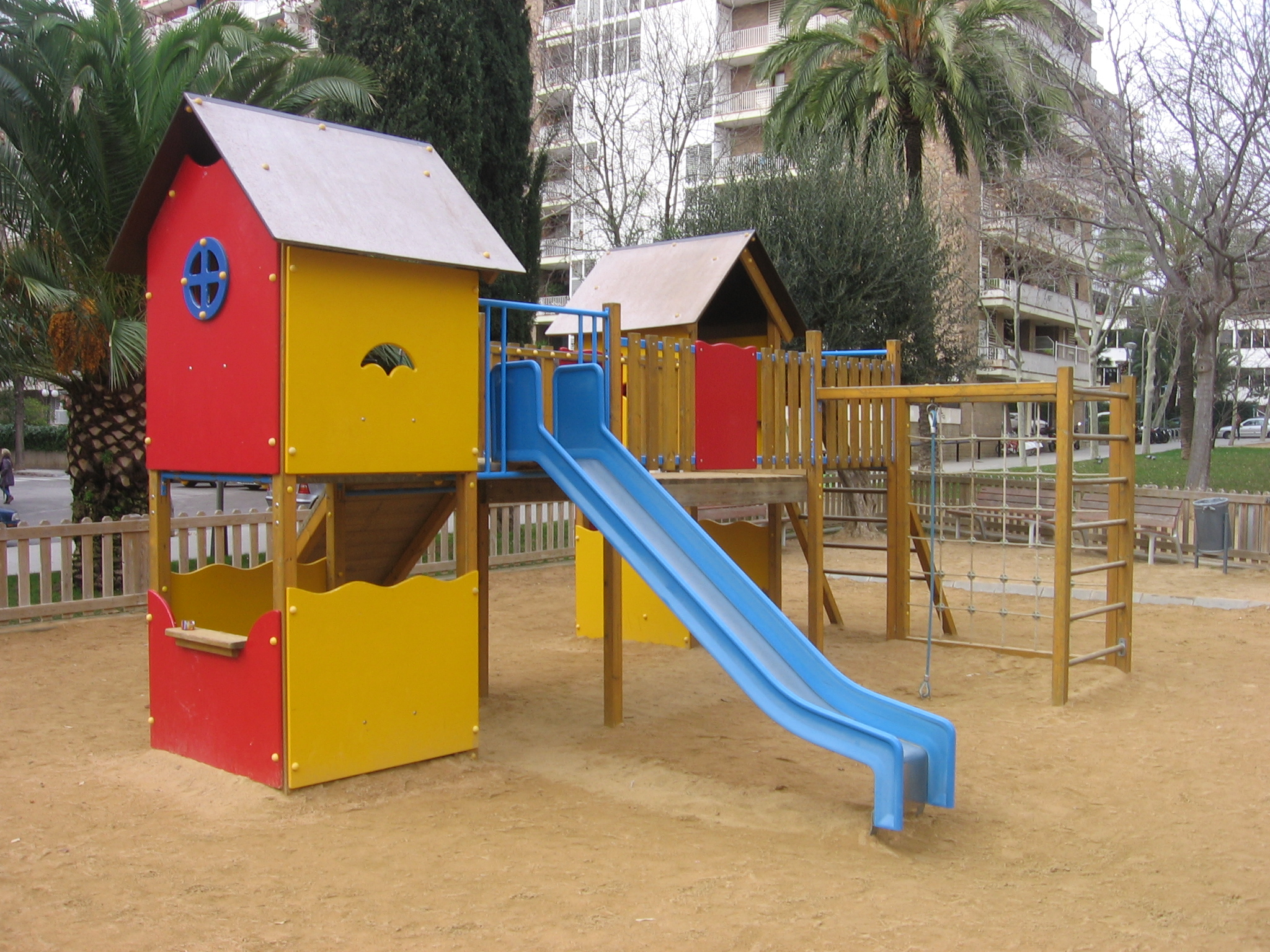
Área de juegos infantiles.
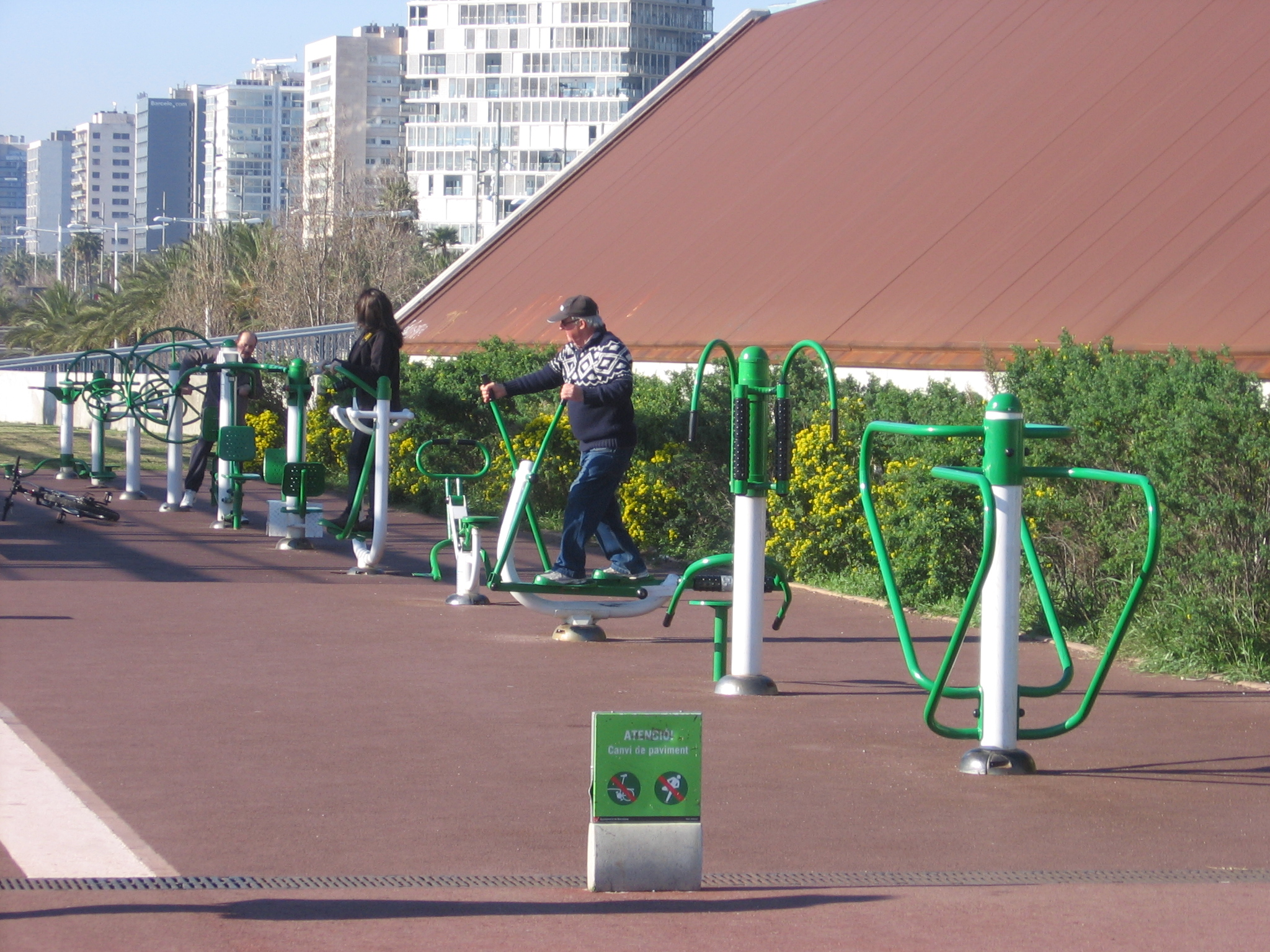
Aparatos de gimnasia, parque del Camp de la Bota.
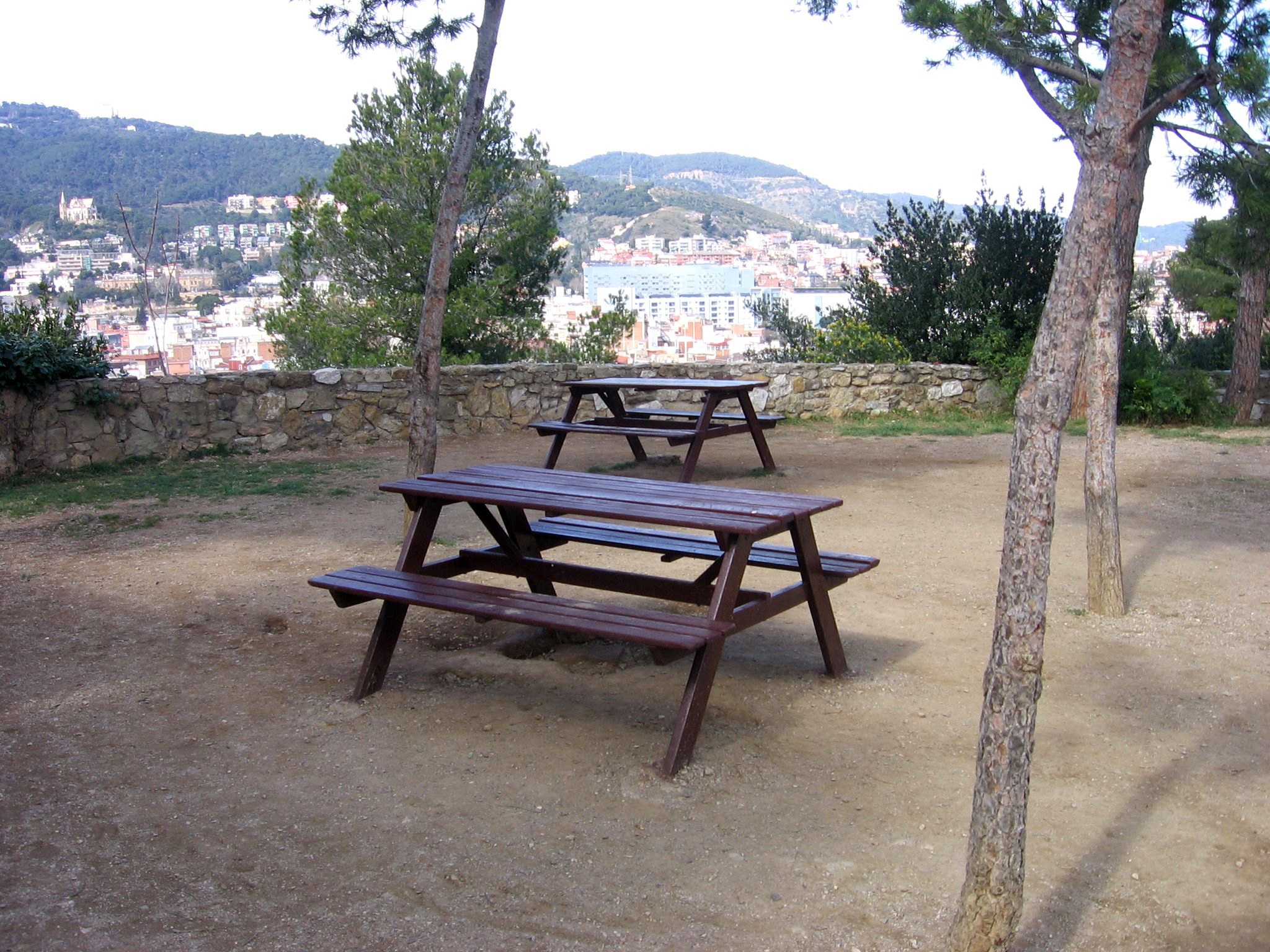
Zona de picnic, parque del Putget.

- Elementos de servicio público:
  - Marquesinas de autobús: son cubiertas para proteger de las inclemencias del tiempo mientras se espera el autobús, incluye información del servicio y publicidad; los principales modelos son Pal·li y Foster.[37]
  - Mástiles de parada de bus y metro.[38]
  - Andenes de autobús: plataforma de prolongación de la acera en la calzada para acceso de los peatones al bus, generalmente de hormigón con una reja de aluminio.[39]
  - Edículos de salida de viandantes de aparcamientos y estaciones de metro.[40]
  - Anclaje para bicicletas: sirve para aparcar bicicletas, el modelo más común es el Bici-N.[41]
  - Parquímetros: sirven para el pago de estacionamiento de vehículos.[42]
  - Cabinas telefónicas: están para efectuar llamadas telefónicas de pago.[43]
  - Buzones: sirven para depositar el correo, hay de color amarillo para uso normal, verde para uso exclusivo de carteros y rojo para correo urgente.[44]
  - Contenedores: sirven para recoger la basura; hay también de recogida selectiva de residuos (papel, plástico, vidrio, pilas, ropa) y de recogida neumática. Pueden ser contenedores de superficie (de 3200 o 1100 litros) o soterrados.[45]
  - Lavabos públicos: aún queda alguno fijo, generalmente subterráneo, pero en la actualidad la mayoría son cabinas portátiles.[46]
  - Duchas y torres de vigilancia para playas.[47]

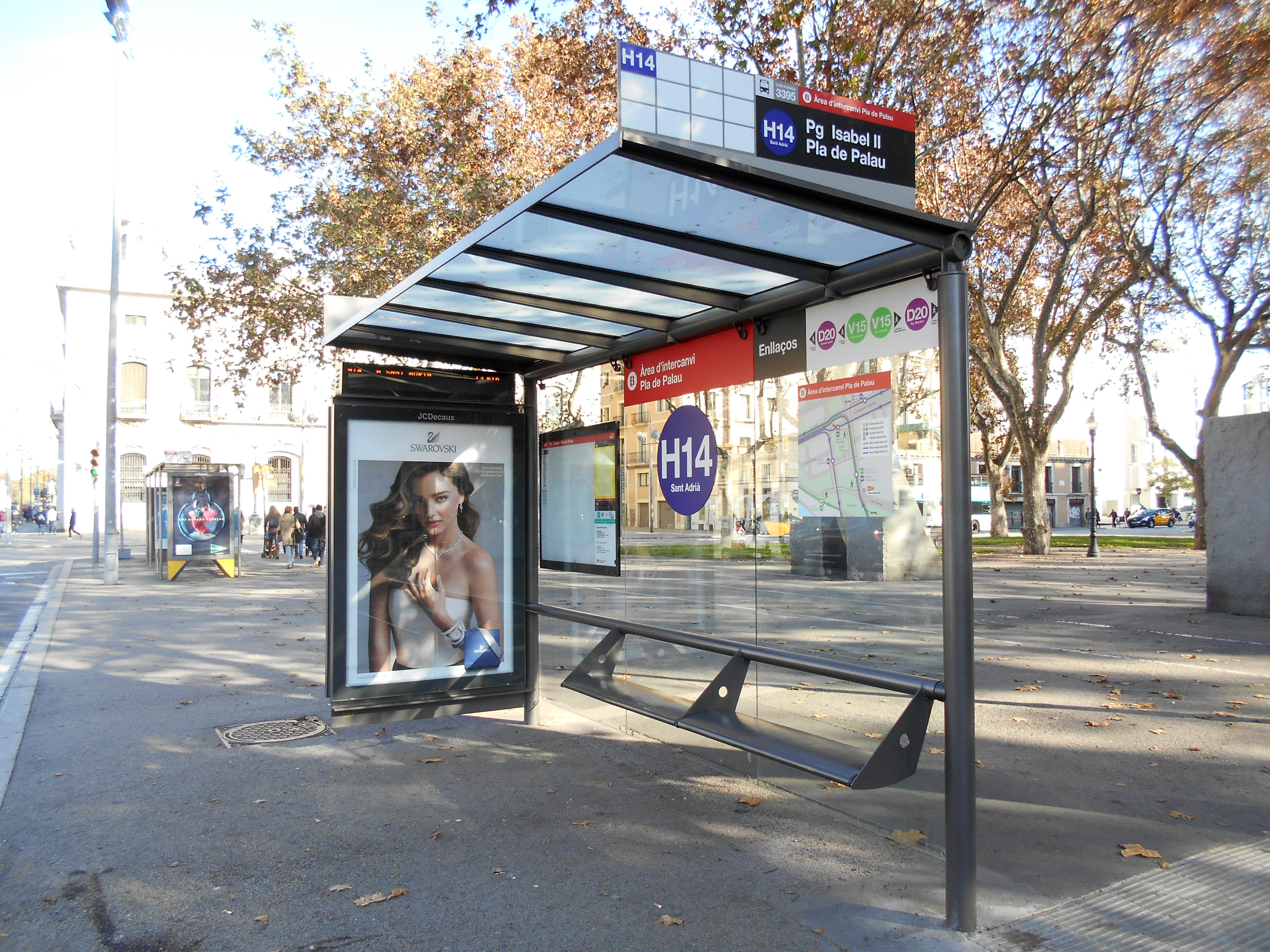
Marquesina Foster.
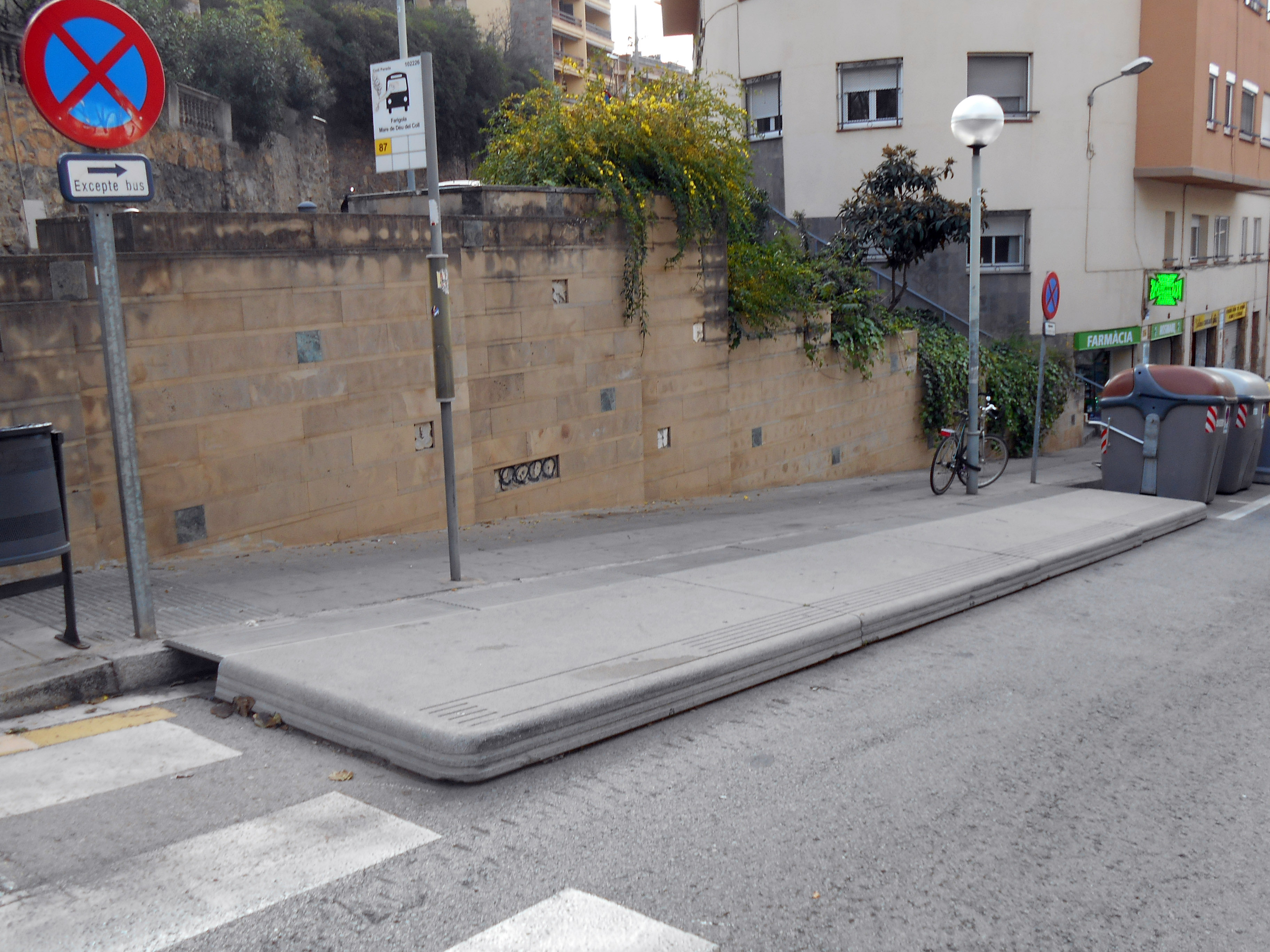
Andén de autobús.
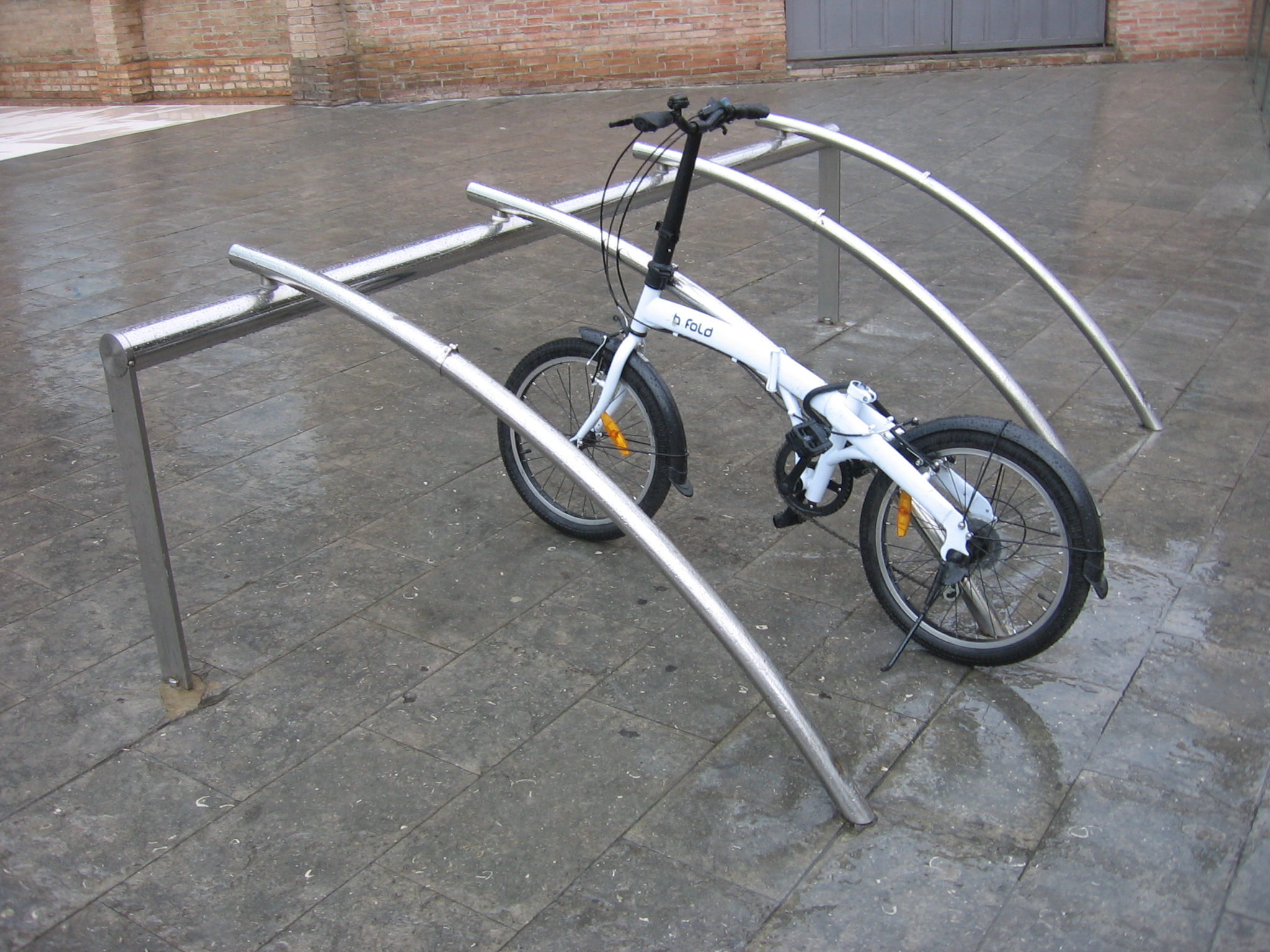
Anclaje para bicicletas.
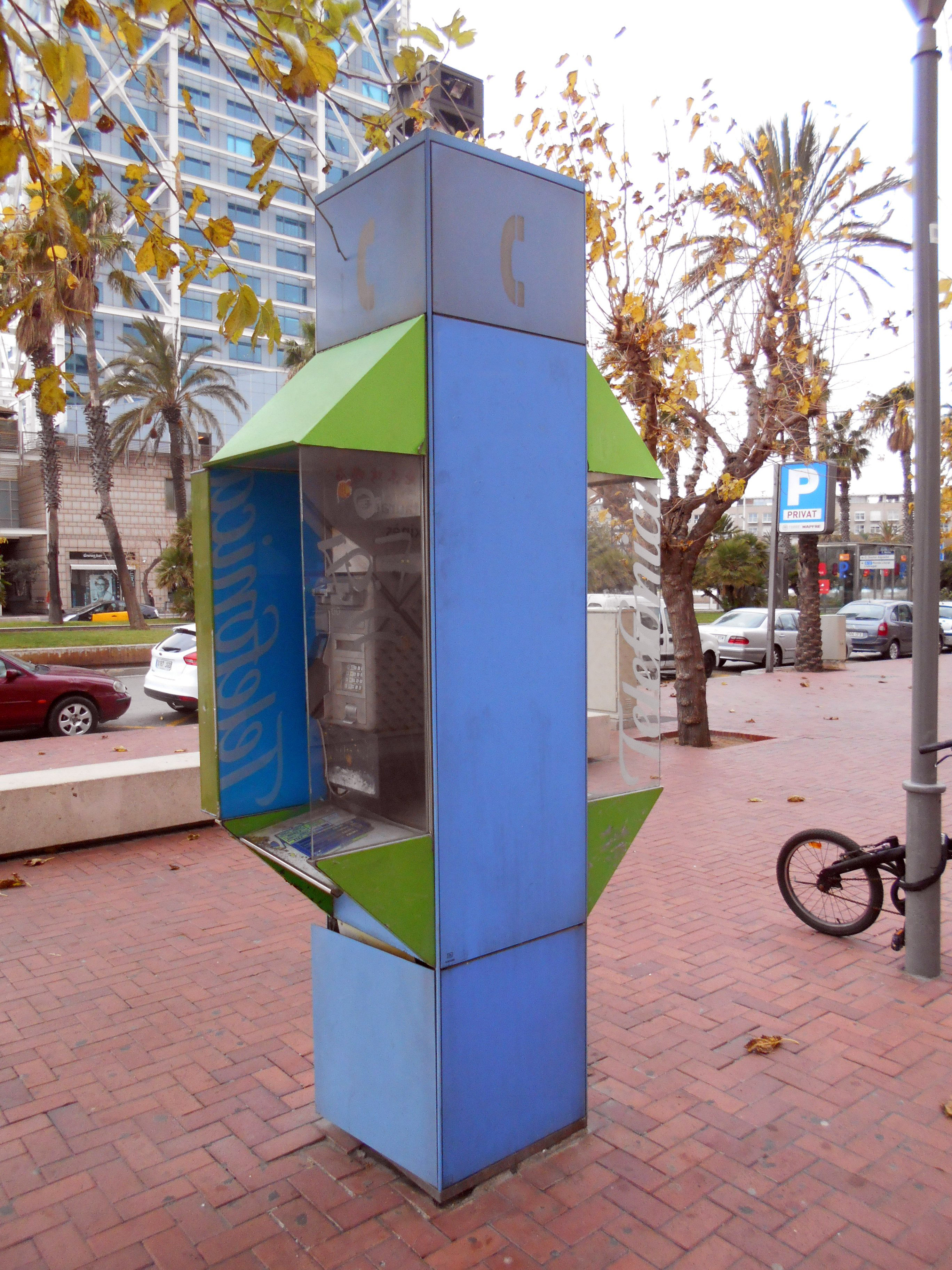
Cabina telefónica.
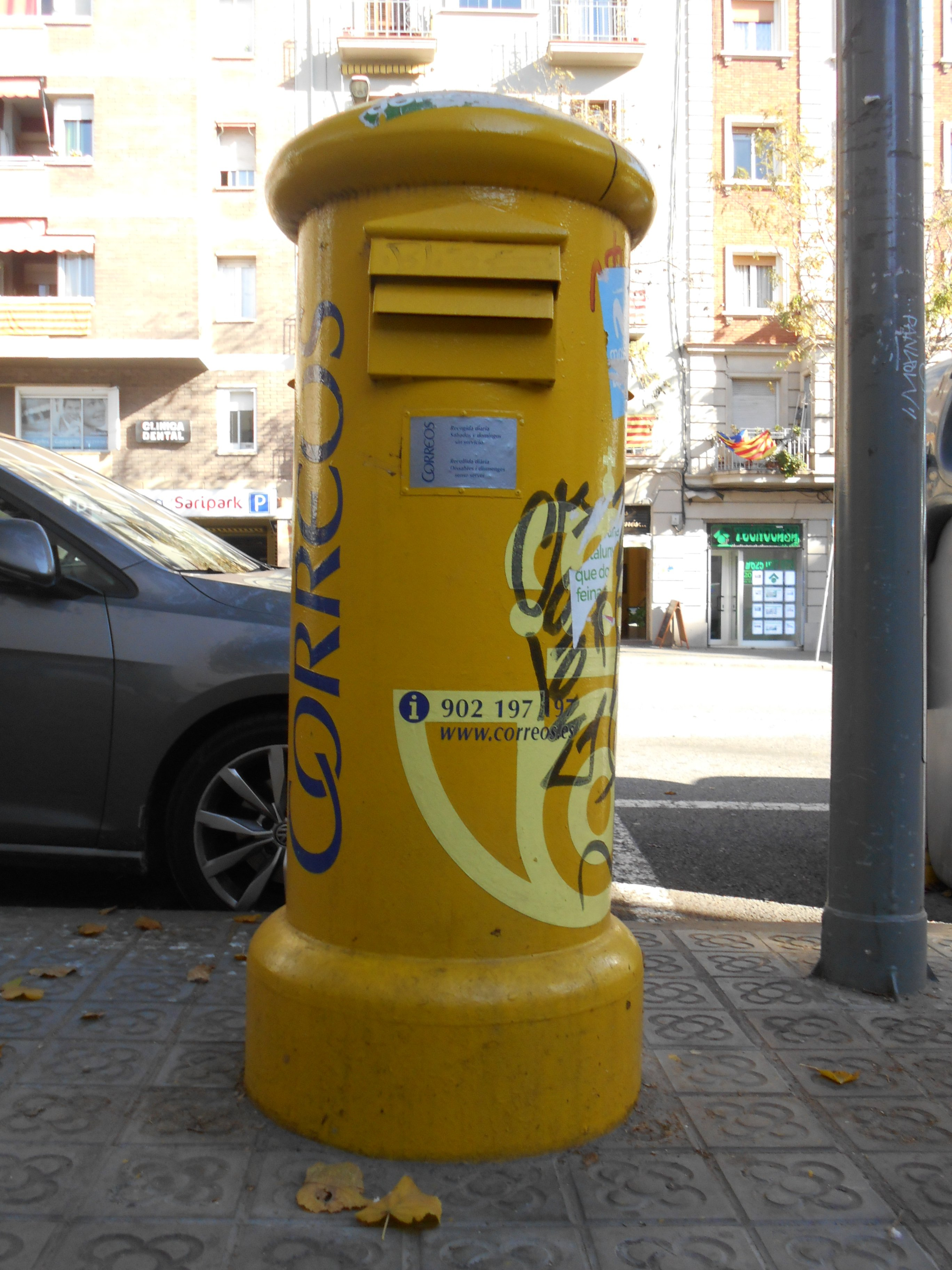
Buzón.
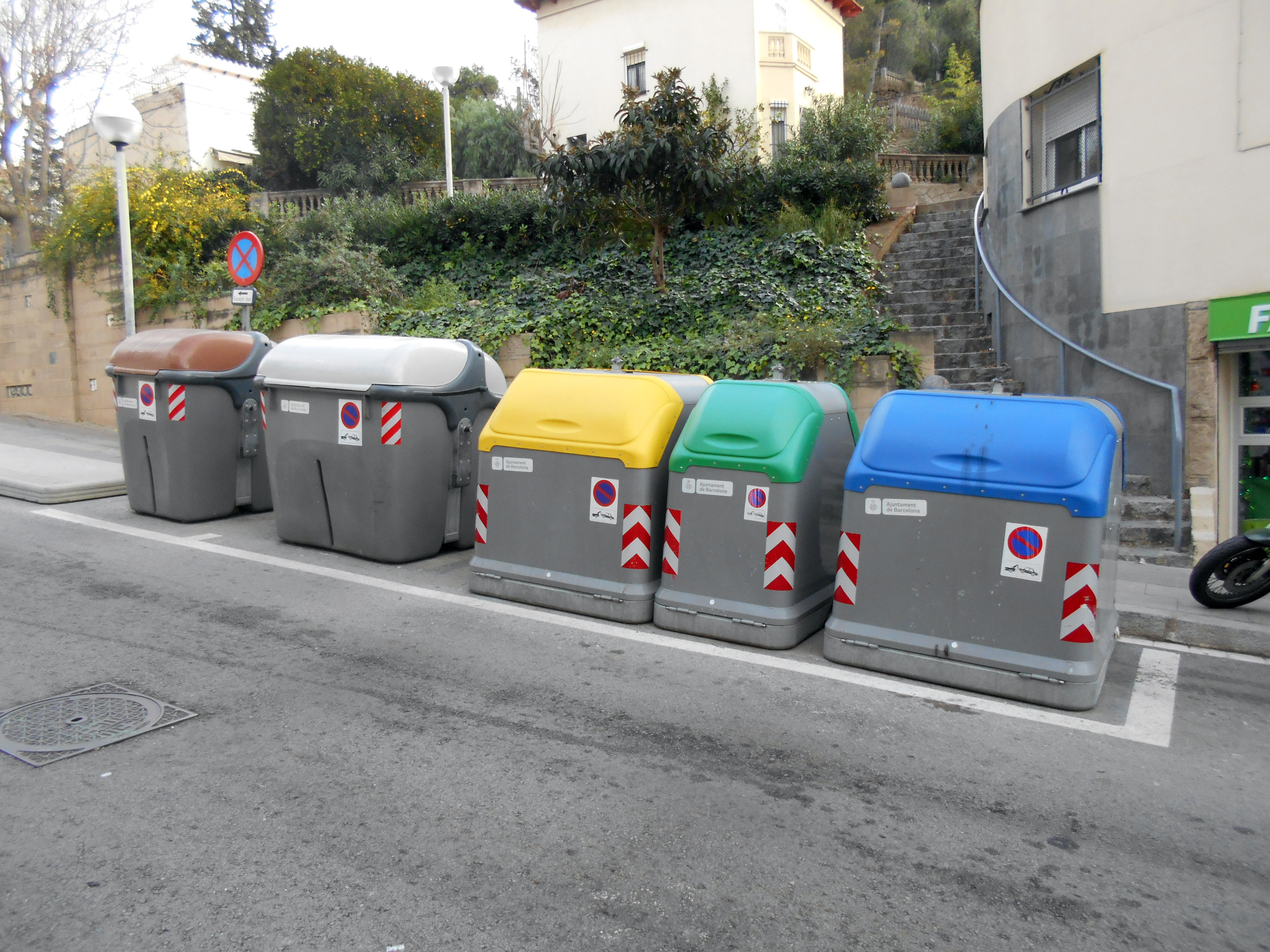
Contenedores de basura y de recogida selectiva.
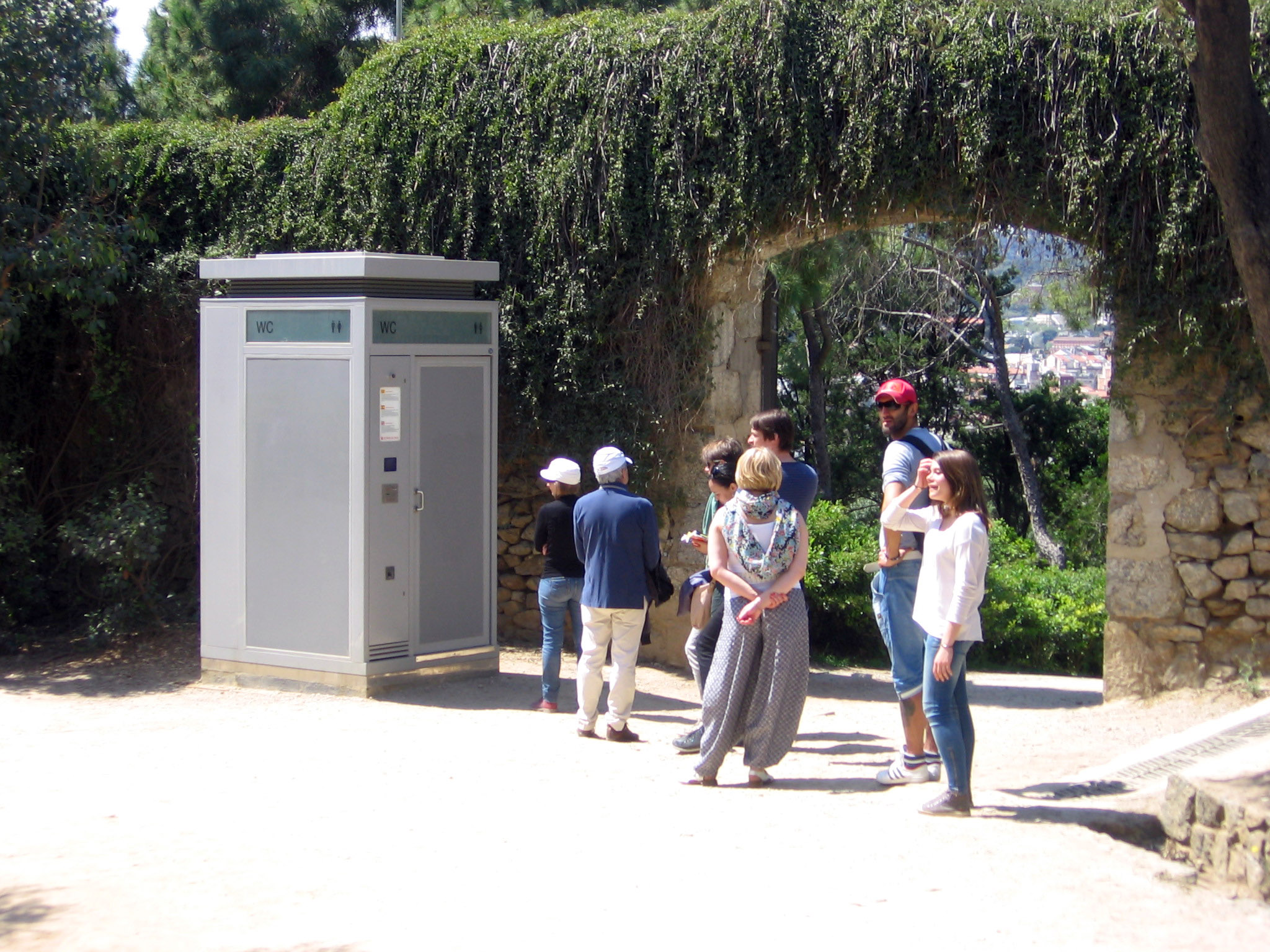
Lavabo público, parque Güell.

- Elementos de información y propaganda:
  - Banderolas: banderas de lona colocadas en columnas o mástiles, se usan generalmente para anunciar exposiciones o acontecimientos culturales.[48]
  - Columnas anunciadoras: sirven para colocar publicidad, el modelo más empleado es Expresión Libre.[49]
  - PIM-OPI (Panel de Información Municipal-Objeto Publicitario Iluminado): es una vitrina con iluminación interior para la colocación de información municipal o publicidad.[50]
  - TAM (Tablón de Anuncios Municipales): vitrina de información municipal, generalmente se encuentran en edificios públicos.[51]

- Elementos comerciales:
  - Terrazas de bar y restaurante: son una prolongación al exterior de los servicios ofrecidos por este tipo de establecimientos; suelen incluir elementos como sillas, mesas, sombrillas, jardineras, ceniceros y calefactores.[52]
  - Quioscos: casetas para la venta de productos como prensa, flores, lotería o restauración; dentro del último, productos tales como bebidas, helados, castañas o golosinas.[53]

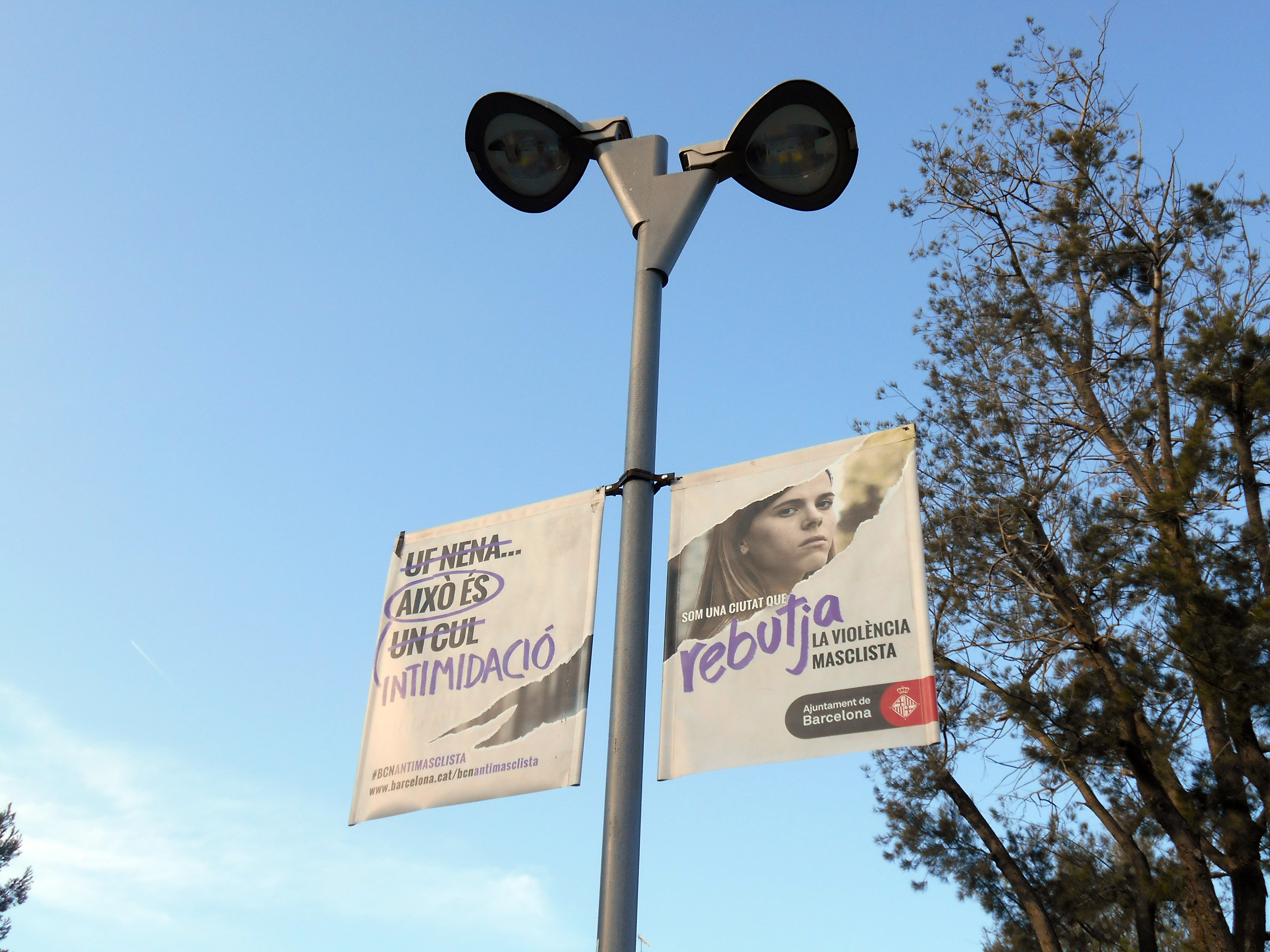
Banderola.
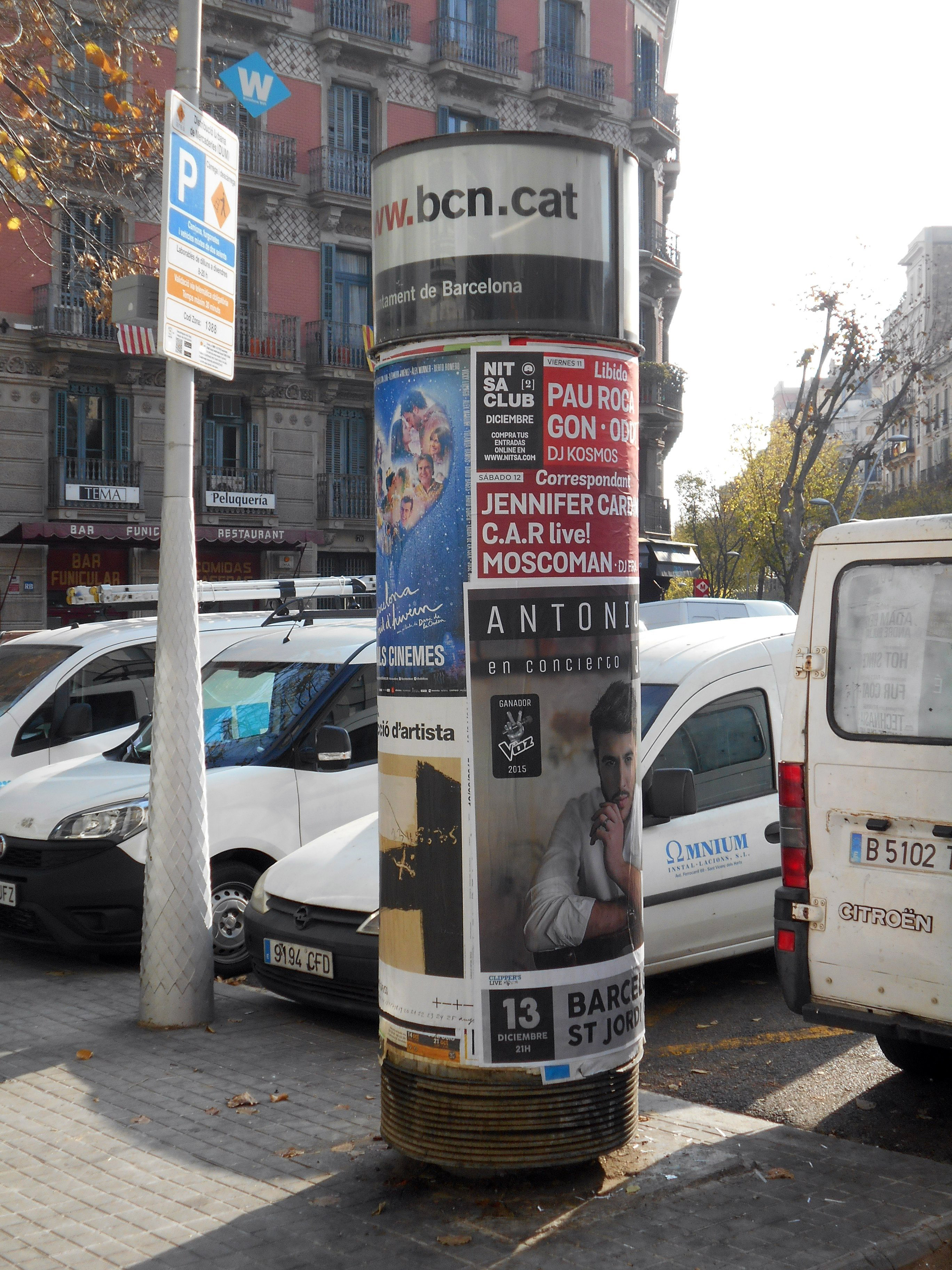
Columna Expresión Libre.
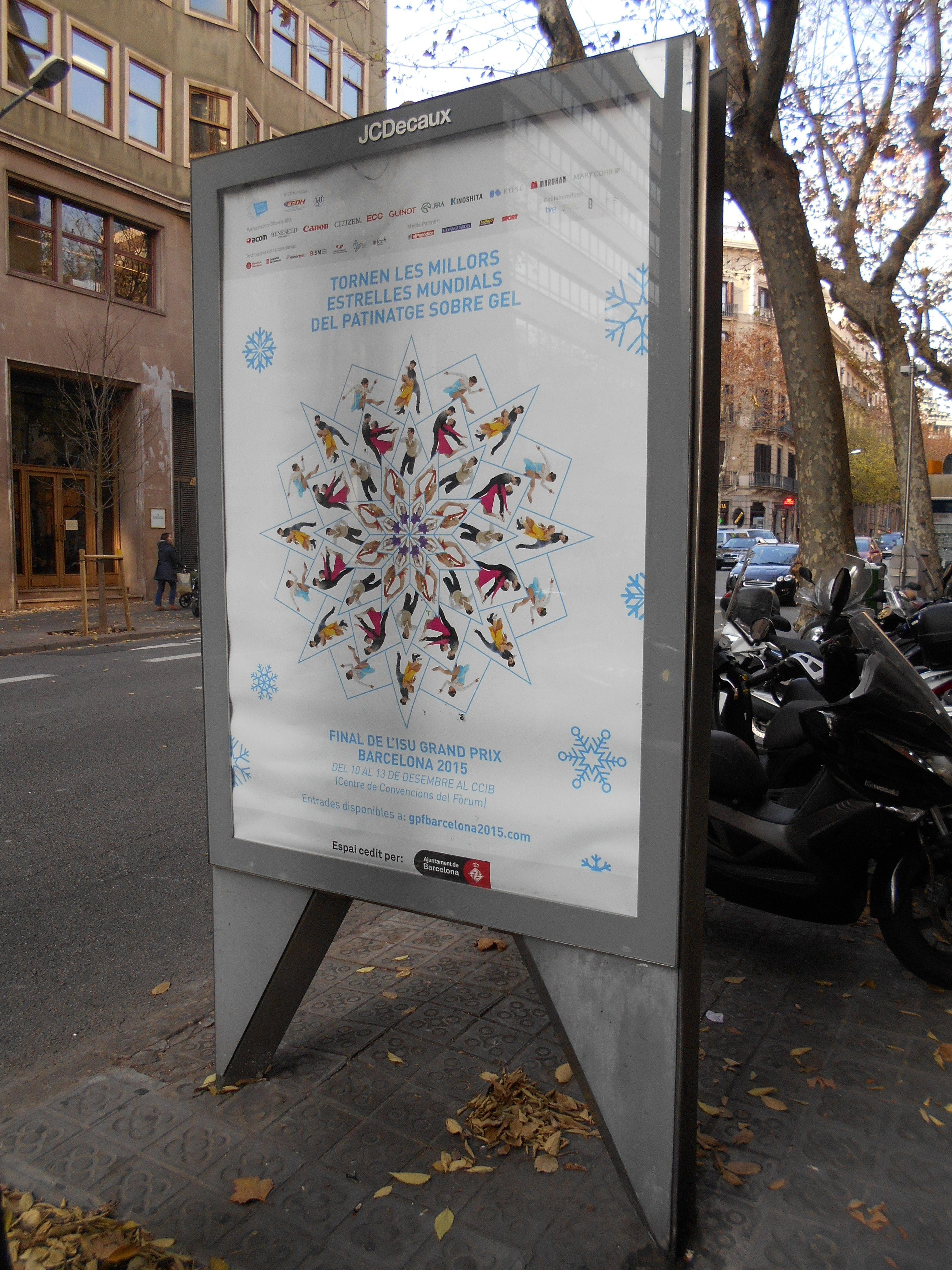
PIM-OPI.
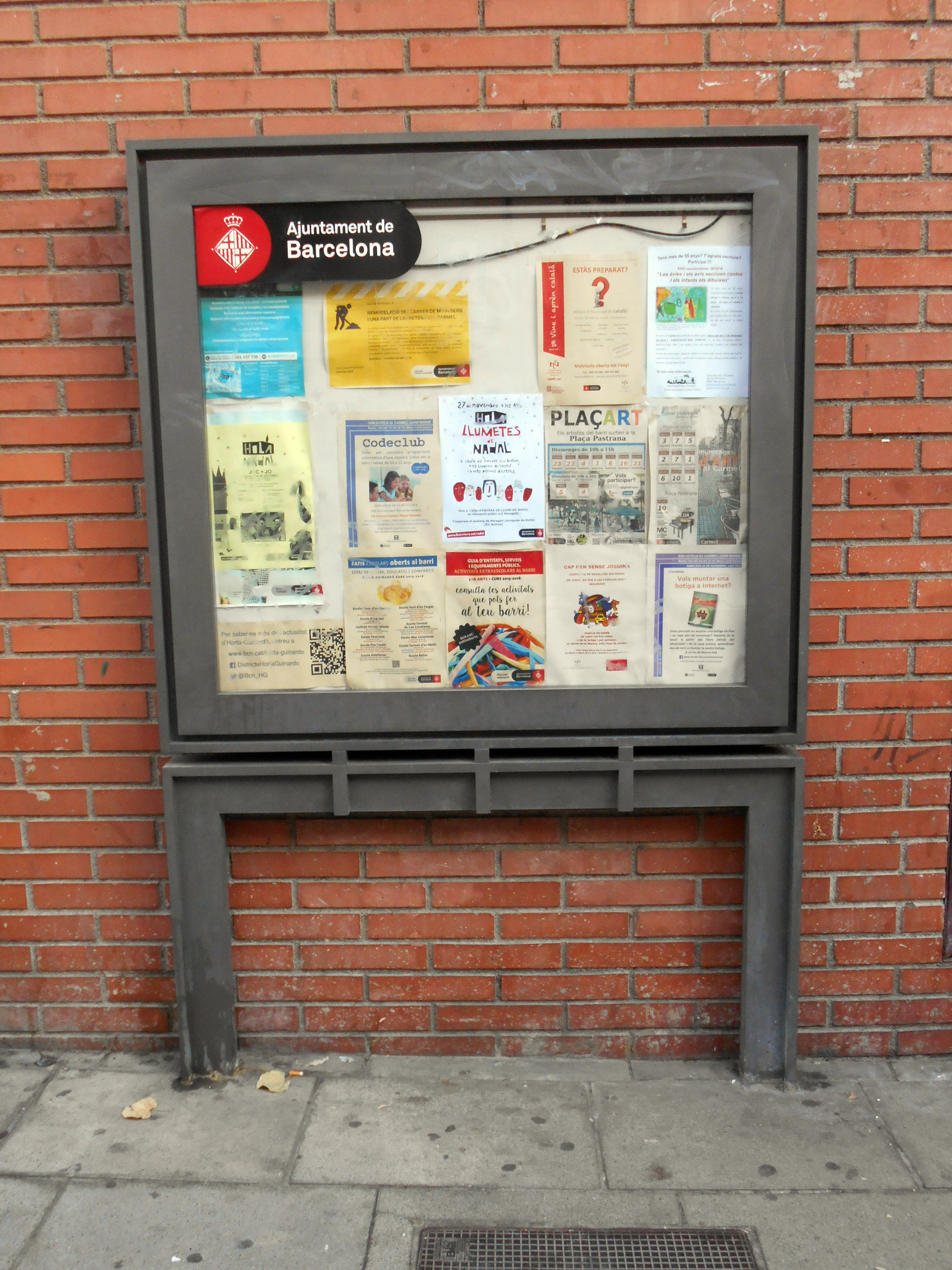
TAM.
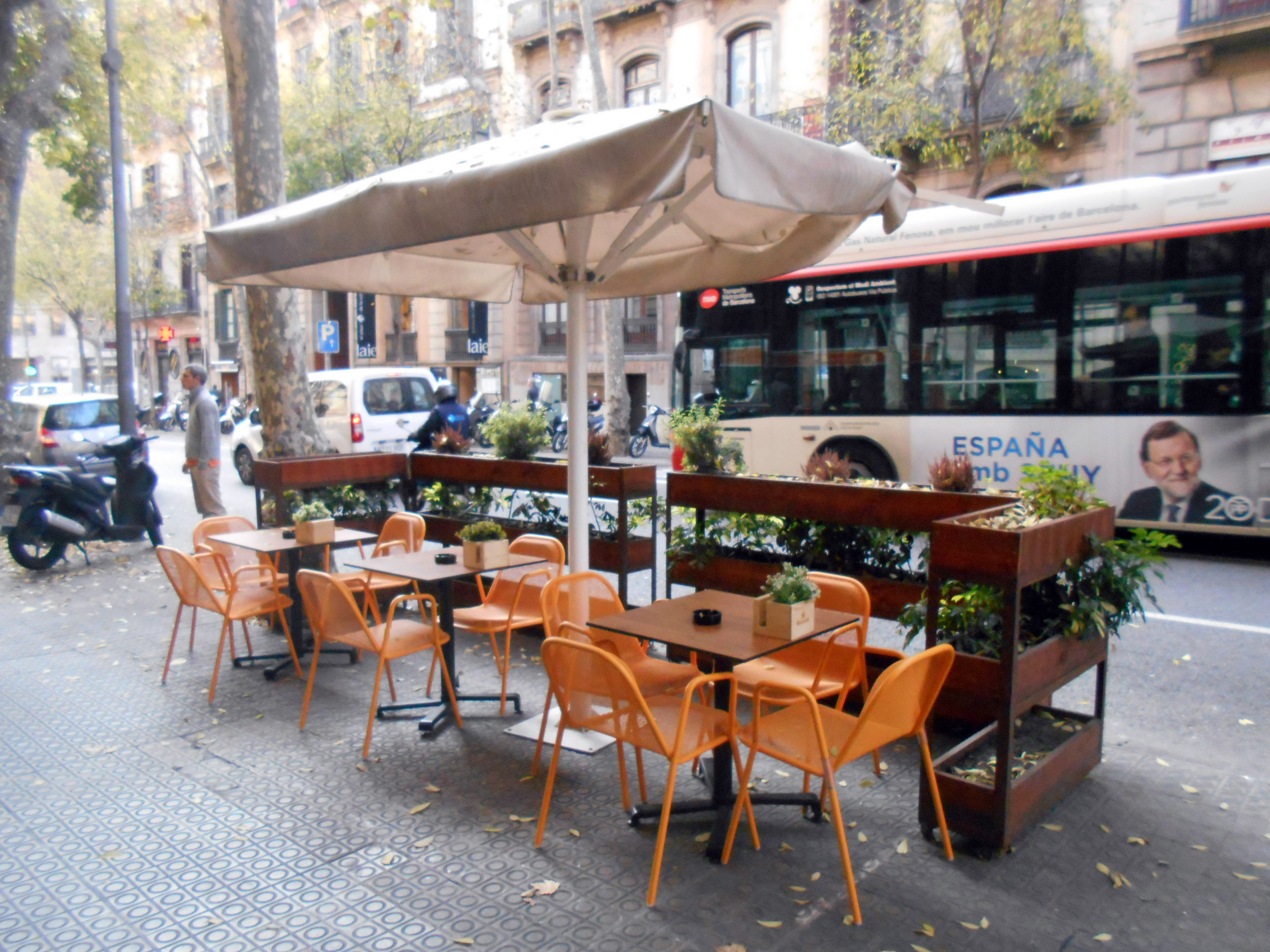
Terraza de bar.
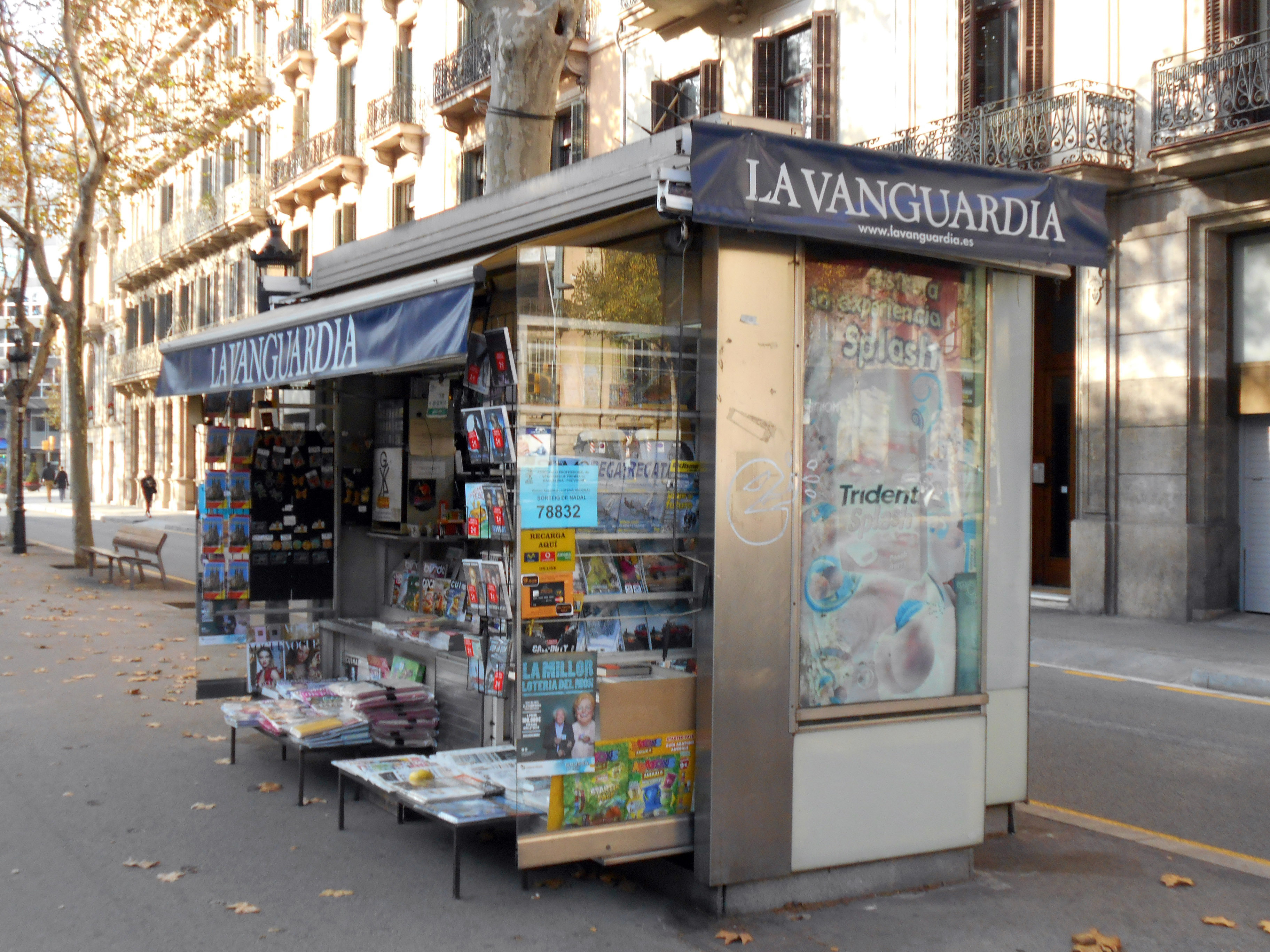
Quiosco de prensa.
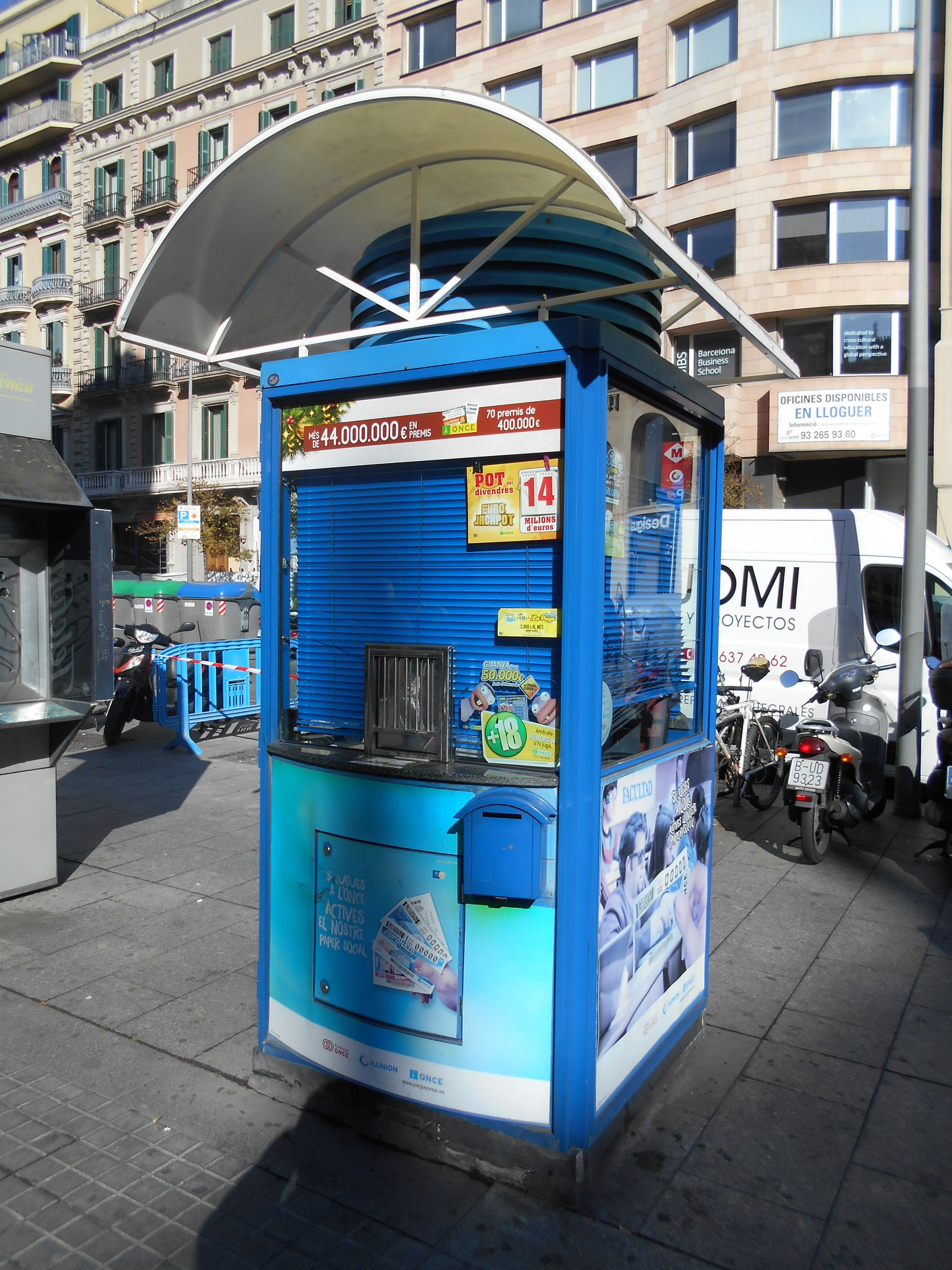
Quiosco de lotería.
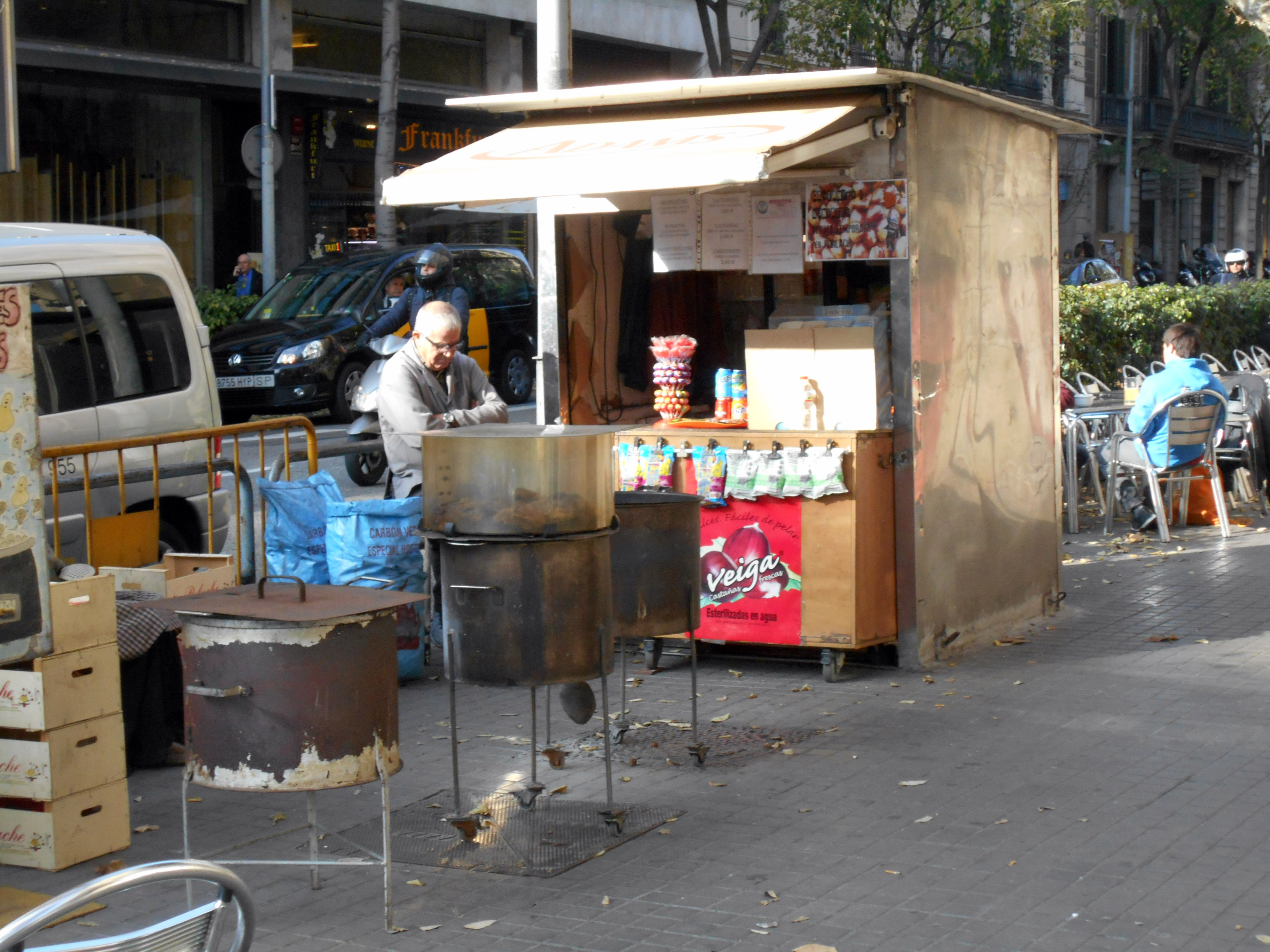
Quiosco de castañas.

## Evolución histórica

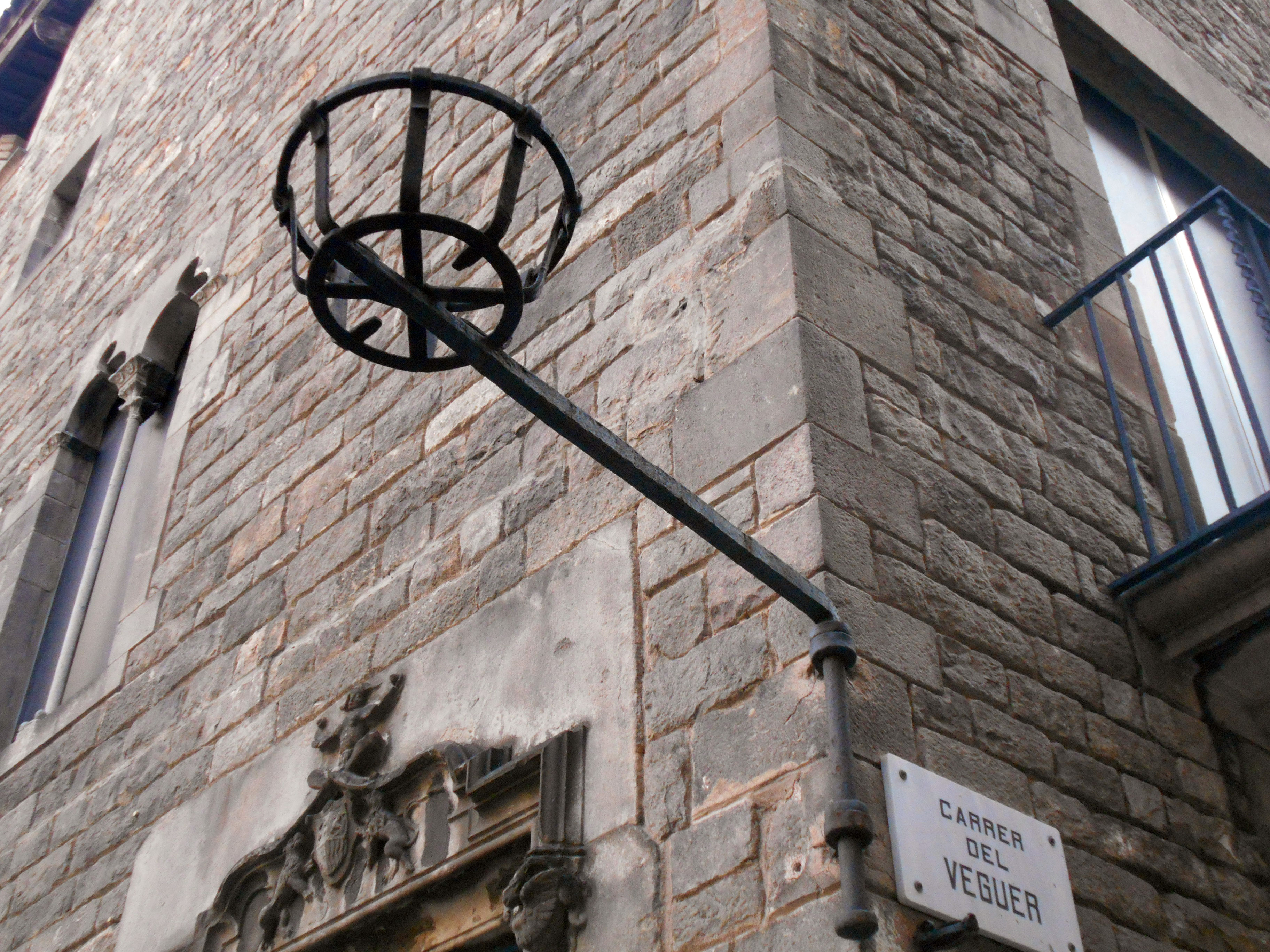
Tedero de la plaza del Rey.

### Antecedentes
El concepto de mobiliario urbano es relativamente contemporáneo por lo que no es extrapolable a épocas pasadas, tiempos en los que no se ponía un especial interés en los elementos comunes de la convivencia ciudadana. De la época medieval o moderna subsisten algunas fuentes, que si bien eran de uso público eran de construcción individualizada, por lo que no se puede hablar de un proyecto sistematizado de regulación de su uso y distribución. Algunos ejemplos son: la fuente de Santa Ana, en la avenida del Portal del Ángel con Cucurulla (1356); la de San Justo, en la plaza homónima (1367); la de Santa María, en la plaza homónima (1403) y la de Puertaferrisa, en la calle homónima (1680).
Otro antecedente de los elementos de ámbito público es la iluminación nocturna, que se efectuaba mediante tederos instalados en las vías públicas, con combustible de madera resinosa o alquitrán. En 1599 Barcelona tenía 60 tederos en sus vías públicas, de los que aún se conserva alguno, como los de la plaza del Rey o los de la iglesia de Santa María del Mar. Posteriormente se evolucionó a los faroles de aceites combustibles, de los que en 1752 había 1500 esparcidos por la ciudad; por su coste, solo se encendían en las noches oscuras.
La atención a los elementos urbanos comenzó incipientemente en el siglo XVIII, época en que empezó a considerarse el entorno urbano como digno de embellecimiento y de acomodación a las necesidades del ciudadano, y se inició la regulación de aspectos como el alcantarillado y las redes de saneamiento, o la separación entre transeúntes y tránsito rodado.

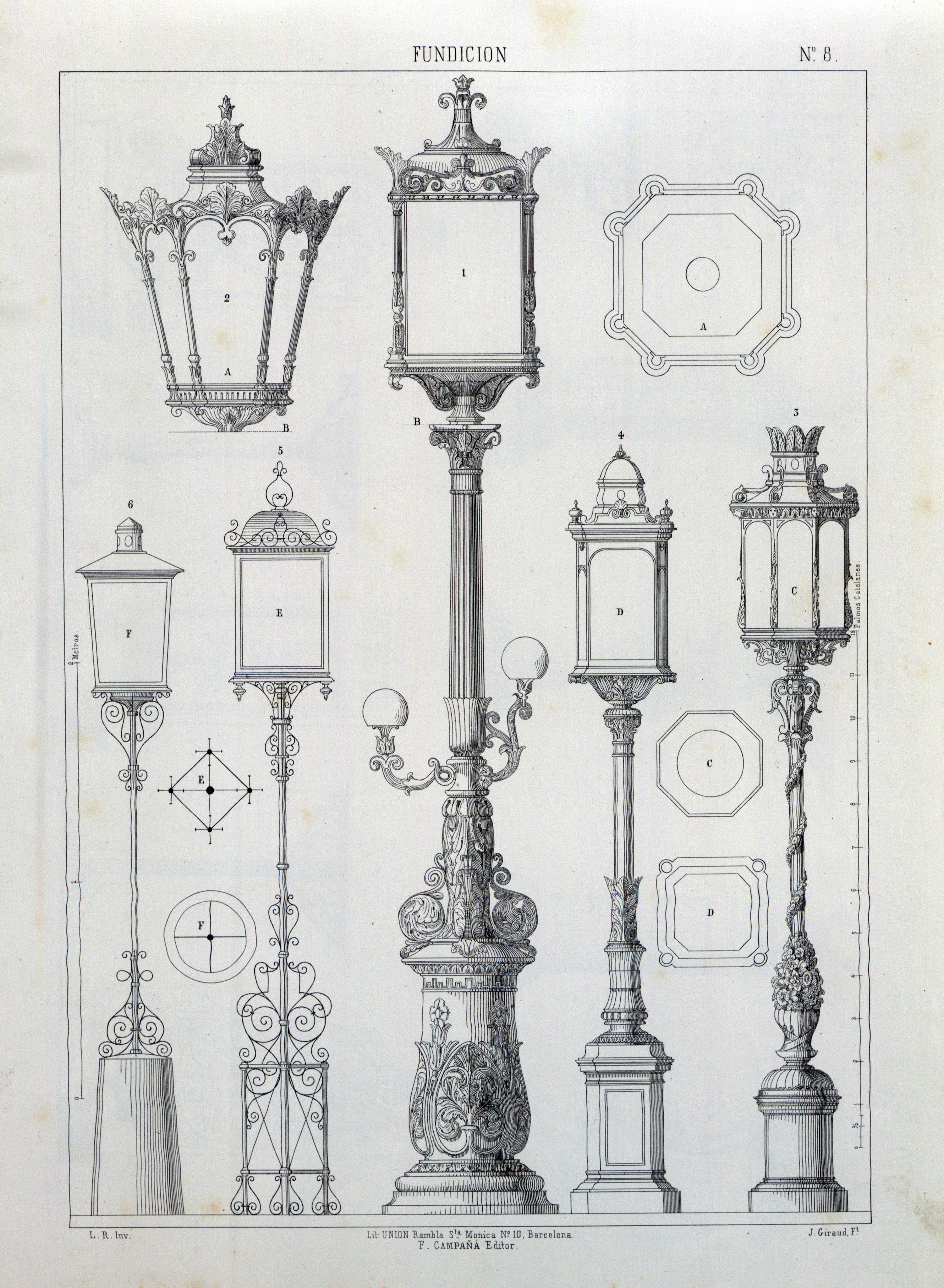
Modelos de farolas, del Album enciclopédico-pintoresco de los industriales (1857), de Lluís Rigalt.

Sin embargo fue en el siglo XIX cuando el mobiliario urbano se consolidó como una parte consustancial a cualquier planificación urbanística de la ciudad y a ser objeto de diseño y de una especial planificación para su construcción de acuerdo a unas necesidades preestablecidas y una ubicación predeterminada. Para ello coadyuvaron especialmente factores como los nuevos procesos de fabricación industrial surgidos en esa época y la utilización de materiales como el hierro, que permitía su fabricación en serie y resultaba de mayor resistencia y durabilidad.

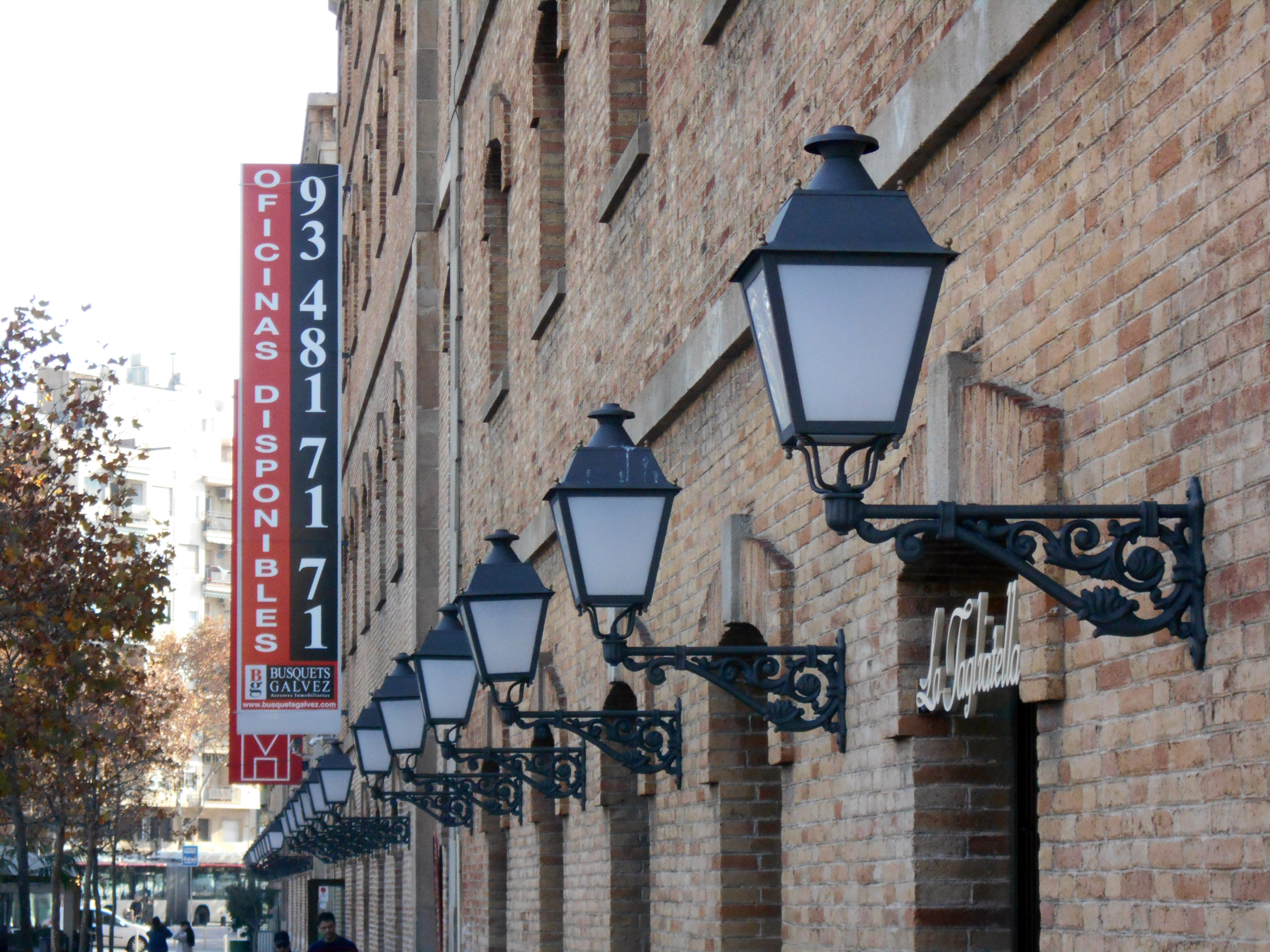
Faroles tipo Montmartre, uno de los primeros modelos en instalarse en Barcelona.

Durante ese siglo se estableció la separación definitiva de las vías públicas entre calzada y acera para peatones, la cual ofrecía una plataforma perfecta para la colocación de toda una serie de elementos destinados a la regulación de las actividades ciudadanas y a la acomodación del espacio a las necesidades de la población. Entre los primeros elementos instalados se encuentran los bancos, de los que los primeros públicos fueron unos de piedra instalados en el paseo de San Juan (1797), el jardín del General (1815) y diversas plazas situadas en los solares dejados por conventos quemados o desamortizados en 1835-1836; las fuentes, que en estas fechas proliferaron gracias a la canalización de las aguas de Moncada realizada por el marqués de Campo Sagrado, aunque eran fuentes individualizadas y que aún no se construían en serie, como más adelante sería habitual; y los quioscos, ya fuesen para venta de prensa, flores, mascotas, lotería, bebidas u otros productos —incluyendo los ocasionales, como los de petardos para la verbena de San Juan, los de helados en verano o los de castañas en otoño—, de los que los más paradigmáticos son los situados en la Rambla, aparecidos a mediados del siglo XIX.
Esta eclosión de elementos urbanos se vio favorecida por el desarrollo de las nuevas tecnologías, como la iluminación de gas, iniciada en 1842 por la compañía Sociedad Catalana para el Alumbrado por Gas, siendo la primera ciudad española en su utilización. Las primeras calles iluminadas fueron la Rambla, la calle de Ferran y la plaza de San Jaime. En 1845 había ya 500 faroles de gas, y en esa fecha aparecieron las farolas de pie. En 1880 apareció la iluminación eléctrica, que fue sustituyendo paulatinamente a la de gas en las vías públicas: en 1882 se colocaron las primeras farolas en la plaza de San Jaime, y entre 1887 y 1888 se electrificaron la Rambla y el paseo de Colón. Durante un tiempo, entre 1885 y 1912, convivieron la luz de petróleo, de gas y la eléctrica: en 1905 había 711 farolas de petróleo, 13 378 de gas y 228 eléctricas; en 1913 desapareció el petróleo, y en 1967 el gas. La generalización de la luz eléctrica no se produjo hasta inicios del siglo XX, con la invención de la bombilla, y no se concluyó hasta 1929.

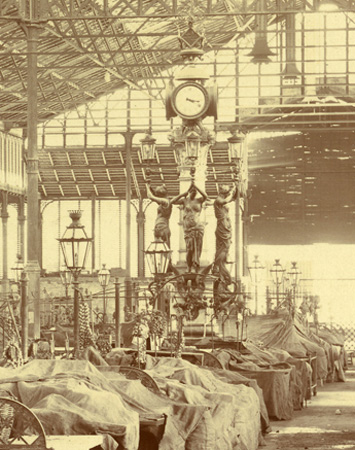
Fuente-farola-reloj del mercado del Borne, de Josep Fontserè (1875).

En Barcelona, como en el resto de Europa y a diferencia de las ciudades estadounidenses, el mobiliario urbano fue controlado en exclusiva por el ayuntamiento, que estableció cuidadosas reglamentaciones para su instalación. Los nuevos productos urbanos fueron entrando en el mercado a través de catálogos o de su difusión en las exposiciones internacionales que solían efectuarse en aquella época, como la celebrada en la misma Ciudad Condal en 1888. Empresas como las francesas Durenne o Val d'Osne, o la alemana Mannesmann, colocaron sus productos por toda Europa, y ayudaron a hacer del mobiliario urbano un objeto de moda y de apreciación tanto práctica como estética.

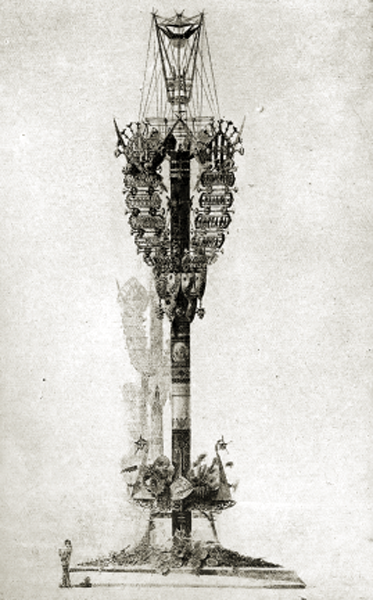
Proyecto de farola para la Muralla de Mar (1880), de Antoni Gaudí.

La introducción del mobiliario urbano en Barcelona fue favorecida por Ildefonso Cerdá, que en su Plan de Ensanche ya incluía muchos de estos elementos como partes integrantes del tejido urbano. Seguramente influyó en ello su visita a París, donde eran comunes elementos como quioscos, relojes, fuentes y otros elementos urbanos, que eran objeto de una planificación especial. La influencia parisina fue preponderante en esta primera etapa del mobiliario urbano barcelonés, no solo en cuanto a inspiración sino también en cuanto a encargos específicos a empresas francesas, como las farolas tipo Ville de Paris encargadas en 1866 a la fundición Val d'Osne, o los faroles murales con linterna tipo Montmartre, de los que aún quedan varios en el casco antiguo.
Otro pionero en la introducción de mobiliario urbano fue Josep Fontserè, autor del proyecto del parque de la Ciudadela (1872), que incluía algunos elementos de diseño innovador, algunos de los cuales fueron proyectados por su ayudante, un joven Antoni Gaudí que trabajaba como delineante para costearse los estudios. Obra suya fue también una fuente-farola-reloj en el mercado del Borne (1875), realizada en hierro fundido; tenía una base con una fuente con caños que salían de unas figuras de cisnes, sobre los que se encontraban cuatro esculturas de nereidas que sostenían sendas farolas de gas, con un reloj en la parte superior. Este diseño era muy parecido al coronamiento de una fuente monumental diseñada por Gaudí para la plaza de Cataluña como proyecto de carrera del curso 1876-1877 en la Escuela de Arquitectura de Barcelona, por lo que hace pensar que la autoría podría ser del arquitecto reusense, que por aquel entonces trabajaba como delineante de Fontserè.
Del mismo Gaudí cabe mencionar uno de sus primeros proyectos nada más titularse, los quioscos Girossi, un encargo de un comerciante que habría consistido en veinte quioscos repartidos por toda Barcelona, cada uno de los cuales habría incluido unos retretes públicos, un puesto de flores y unos paneles de cristal para publicidad, además de reloj, calendario, barómetro y termómetro; sin embargo no llegó a realizarse. Otro proyecto no realizado de Gaudí fue el de iluminación eléctrica para la Muralla de Mar (1880), que habría consistido en ocho grandes farolas de hierro decoradas con motivos vegetales, frisos, escudos y nombres de batallas y de almirantes catalanes. Aun así, el arquitecto modernista realizó dos modelos de farolas que aún perduran: las de la plaza Real (1878) y las de Pla de Palau (1889).
Por otro lado, en el terreno del diseño cabe destacar la colección de dibujos titulada Album enciclopédico-pintoresco de los industriales (1857), de Luis Rigalt, un compendio de dibujos de diversos diseños de corte industrial realizados en la época en los campos de la jardinería, la fundición, los trabajos en mármol y piedra, la ebanistería, la joyería, la arquitectura y las artes aplicadas.

### Desarrollo y planificación

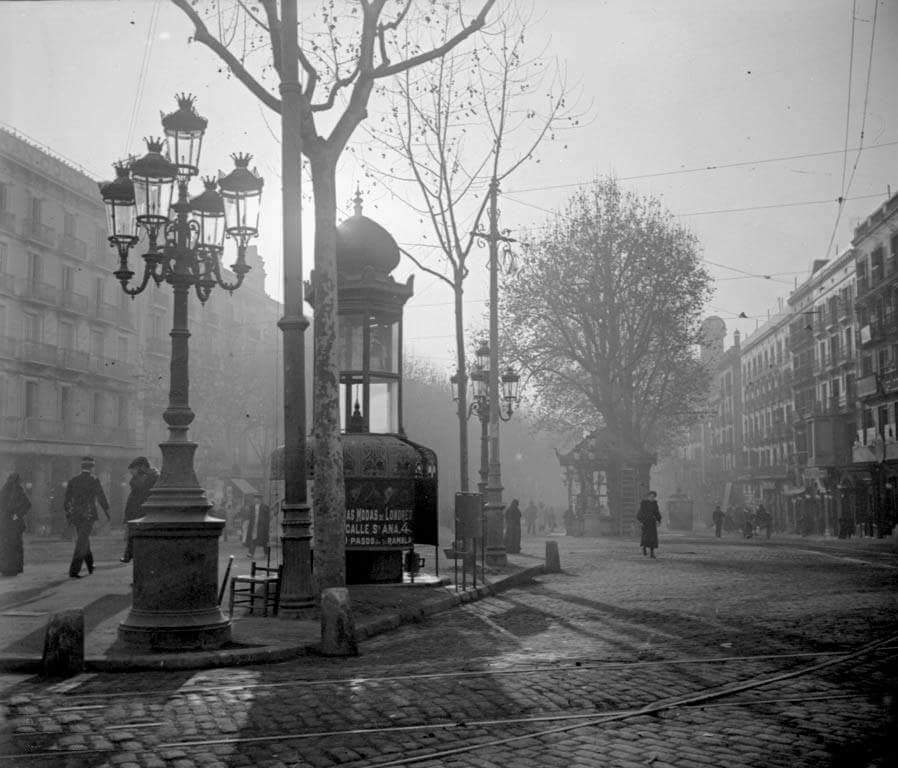
Urinario tipo vespasiano, cruce de la calle de Pelayo con la plaza de Cataluña.

Pese a estos primeros antecedentes, el mobiliario urbano no empezó a ser objeto de una planificación sistemática hasta la designación en 1871 de Antoni Rovira i Trias como responsable de Edificaciones y Ornamentación del Ayuntamiento. Este arquitecto fue el primero en poner un especial empeño en aunar estética y funcionalidad para este tipo de aderezos urbanos. Hasta el año de su fallecimiento, en 1889, fue el responsable de una gran cantidad de productos instalados en la vía pública. Algunos de ellos eran de importación, generalmente de Francia: en 1876 sustituyó el surtidor de la plaza Real por una fuente ornamental fabricada por la empresa francesa Durenne, la fuente de las Tres Gracias; en 1877 inició la instalación de unos urinarios públicos de origen también parisino conocidos como vespasiano (vespasienne), realizados en metal con un cuerpo circular con capacidad para seis personas, sobre el que se elevaba una sección hexagonal destinada a publicidad, coronada por una cupulita. Sin embargo, también diseñó personalmente una gran cantidad de estos elementos: en 1875 diseñó una mesa de hierro y palastro para la venta de flores en la Rambla, donde también situó un quiosco de madera para bebidas en 1877, el quiosco de Canaletas; el mismo 1877 diseñó una fuente para la plaza de Jonqueres que más tarde se extendió por toda la ciudad, elaborada en serie por La Maquinista Terrestre y Marítima; en 1882 colocó unos urinarios públicos en el paseo Nacional (actual paseo de Juan de Borbón), y al año siguiente diseñó otro modelo de urinario inspirado en un modelo de la empresa neoyorquina Mott Iron Works, que fue repartido por toda la ciudad; entre 1882 y 1886 diseñó la barandilla sobre los muros de contención de la zanja del ferrocarril de la calle de Aragón, así como las barandillas, bancos de piedra, farolas y jarros de hierro del paseo de Colón; y en 1886 se encargó también de las barandillas, jarros ornamentales y detalles de acabamiento del Salón de San Juan (actual paseo de Lluís Companys).

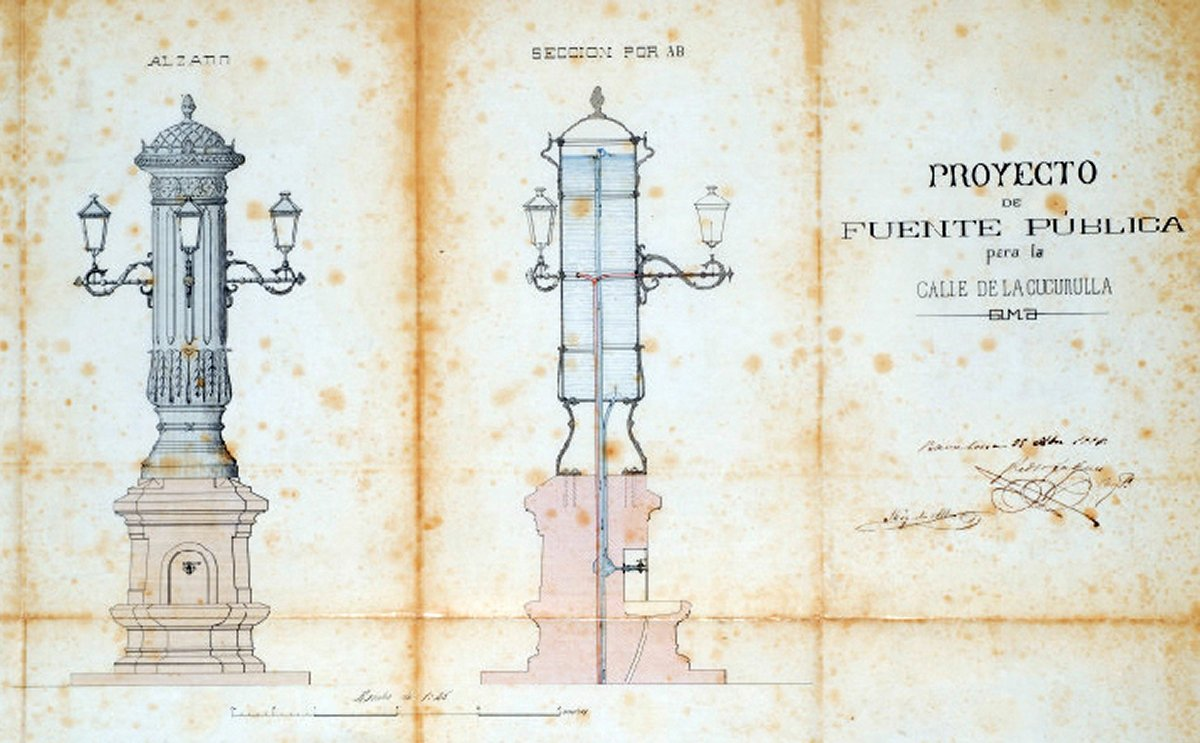
Proyecto de fuente pública para la calle Cucurulla (1886), de Pedro Falqués.

El sucesor de Rovira fue Pedro Falqués, quien siguió embelleciendo la ciudad con diseños originales de gran valor artístico, en consonancia con el estilo modernista de moda en el momento. Así, en 1889 diseñó una fuente-farola para Canaletas, en el inicio de la Rambla cerca de la plaza de Cataluña, que se ha convertido en un icono de la ciudad; el modelo se extendió luego a otros lugares del municipio. Cerca de la fuente de Canaletas instaló en 1890 un quiosco de bebidas, que sustituía al de madera de Rovira. En 1893 ideó otra fuente-farola para la plaza de San Pedro, de inspiración gótica. En 1896 diseñó un quiosco de descanso y parada de coches con reloj y teléfono público, situado en la esquina de la Gran Vía con el paseo de Gracia. En 1905 diseñó los bancos-farola del paseo de Gracia, así como las farolas de la plaza del Cinco de Oros, que hoy día se encuentran en la avenida de Gaudí.

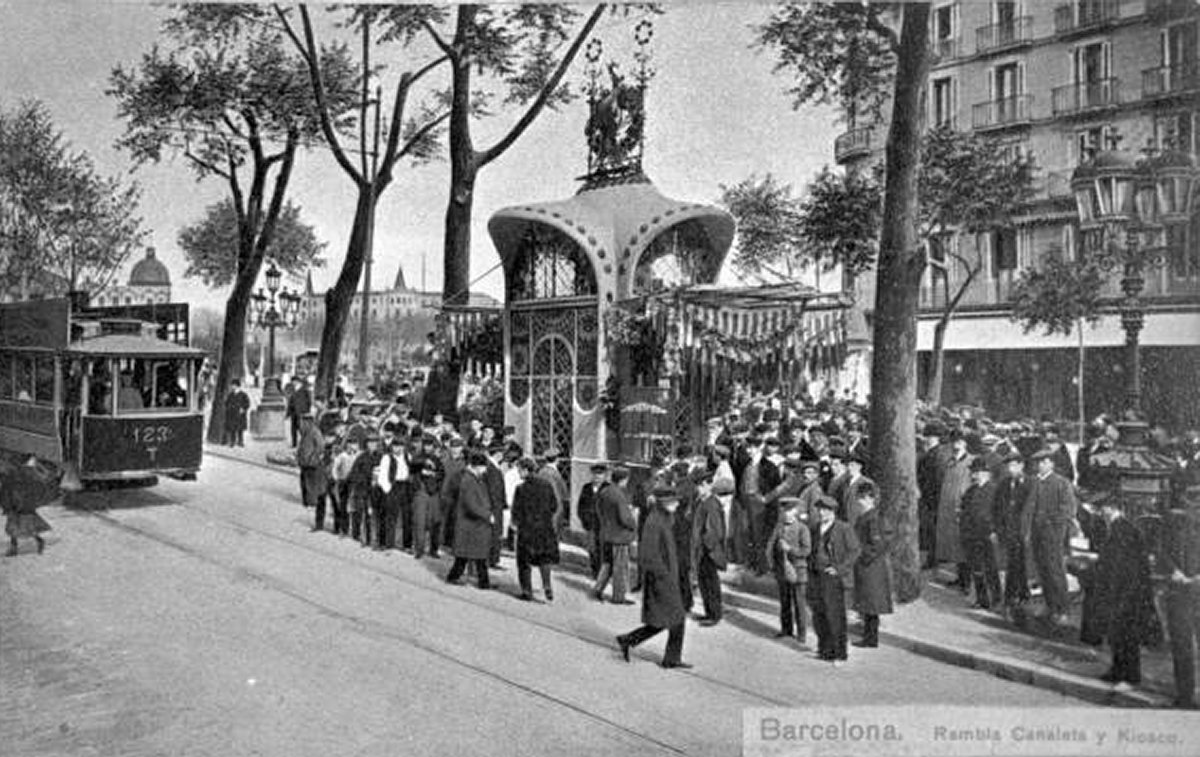
El quiosco de Canaletas en 1909.

Durante este período surgieron numerosos modelos de faroles murales, farolas de columna y candelabros, con diversas tecnologías que evolucionaron del gas a la electricidad. Faroles murales los había de linterna (cuadrada o hexagonal) o con globo colgante (uno, dos o tres); las farolas podían tener columna y luminaria de linterna (circular, cuadrada o hexagonal), globo o con un remate tipo «lira»; y los candelabros podían tener de dos a seis faroles, circulares, hexagonales o de lira. Hubo también un modelo de farola de columna con buzón incorporado, sito en la Vía Layetana y desaparecido en 1913. Otros modelos tuvieron por un tiempo soportes para cables de tranvía.
A finales del siglo XIX se empezó a urbanizar las calles con aceras de losetas y calzada de adoquines, sustituidos en los años 1960 por asfalto. Los adoquines solían ser de piedra de Montjuic, de 25 cm de diámetro, mientras que las losetas para aceras solían ser de mortero de cemento, en baldosas de 20 x 20 cm, con diversos diseños entre los que destacan uno de flores creado por Josep Puig i Cadafalch o uno de motivos marinos ideado por Antoni Gaudí (loseta Gaudí). En 1906 el Ayuntamiento aprobó seis tipos de losetas para aceras, confeccionadas desde 1916 por la casa Escofet, realizados en cemento hidráulico. En 1916 aparecieron también unas losetas con letras, que permitían escribir el nombre de las calles en las aceras; se dejaron de instalar en los años 1960, fecha desde la cual han ido desapareciendo paulatinamente, aunque aún quedan algunos ejemplos, como en las calles Londres y París.

### Mantenimiento y producción en serie

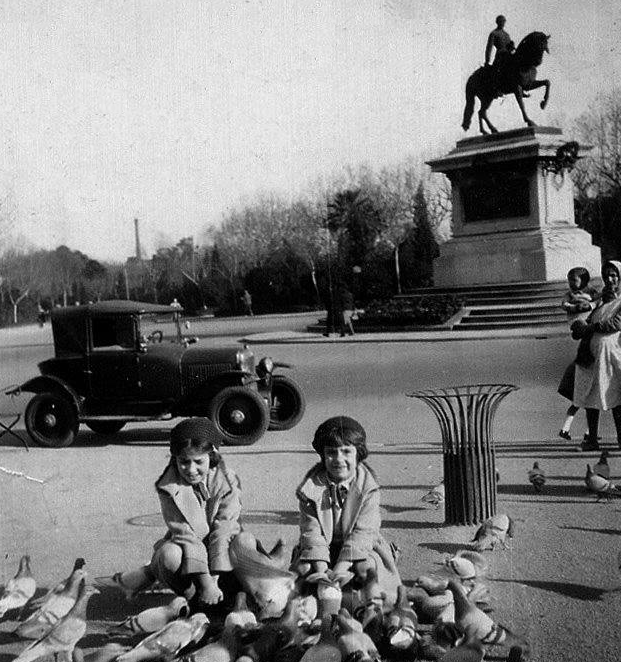
Papelera modelo Tulipa, abajo a la derecha.

Pasado el período de esplendor del mobiliario urbano protagonizado por Rovira y Falqués, los sucesivos consistorios que gobernaron la ciudad no pusieron un especial interés en este terreno, más allá del mantenimiento de los elementos existentes o su sustitución por otros de escasa creatividad. Excepciones puntuales fueron la urbanización de la avenida Diagonal o la renovación del paisaje urbano con motivo de la Exposición Internacional de 1929.
En los años 1920 se instalaron varios lavabos públicos subterráneos, en sustitución de las antihigiénicas vespasianas, como los de las plazas Cataluña, Urquinaona y Teatro. Los de la plaza de Urquinaona (1920-1998) incluían también duchas y diversos servicios, como peluquería, manicura, limpiabotas, perfumería y escribanía, además de un puesto de lotería y cabinas telefónicas.

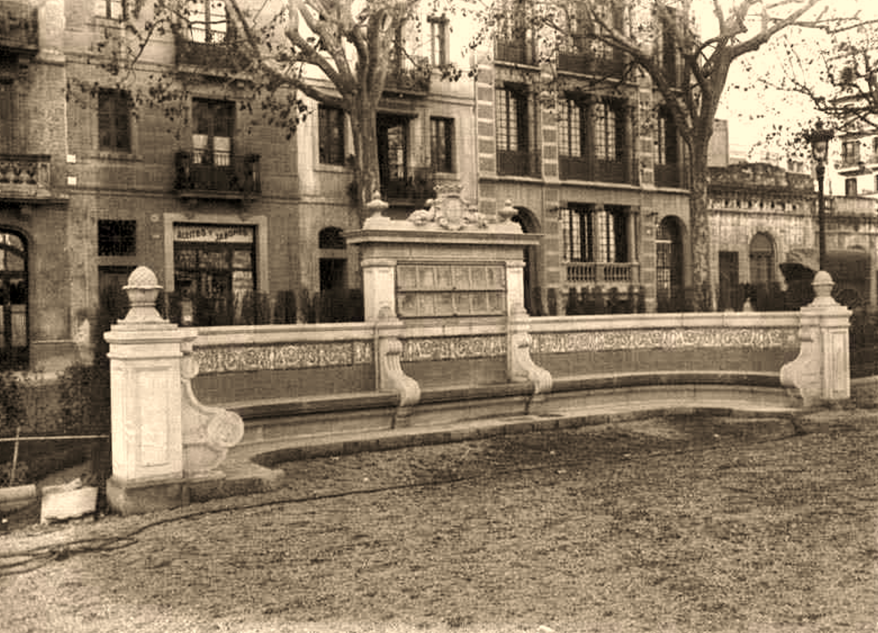
Banco-biblioteca del paseo de San Juan.

En 1928, en vistas a la celebración de la Exposición Internacional, se instalaron las primeras papeleras públicas, del modelo Tulipa, formadas por un cilindro metálico de barras verticales que se abrían como una flor en su parte superior. Fueron toda una novedad en la época, ya que la concienciación hacia la limpieza de las calles no estaba muy desarrollada por aquel entonces. Para la Exposición se instalaron también algunos faroles provisionales llamados «bailarina», situados en medio de las calles suspendidos de unos cables con tensores colocados de fachada a fachada. Con posterioridad al evento fueron retirados, aunque en 1990 se volvieron a instalar algunos en la avenida del Tibidabo.
Cabe señalar que en 1929 se instalaron los primeros semáforos para regular el tráfico de vehículos: el primero se situó en el cruce de las calles Balmes y Provenza, y a finales de año había diez funcionando por toda la ciudad, regulados por agentes de la Guardia Urbana. La Guerra Civil supuso un parón en la instalación de semáforos, que fue reactivada en los años 1950. En 1958 se produjo la primera sincronización, en la Vía Layetana. En 1984 se abrió el Centro de Control de Tránsito, que en 2004 controlaba 1500 cruces semafóricos.

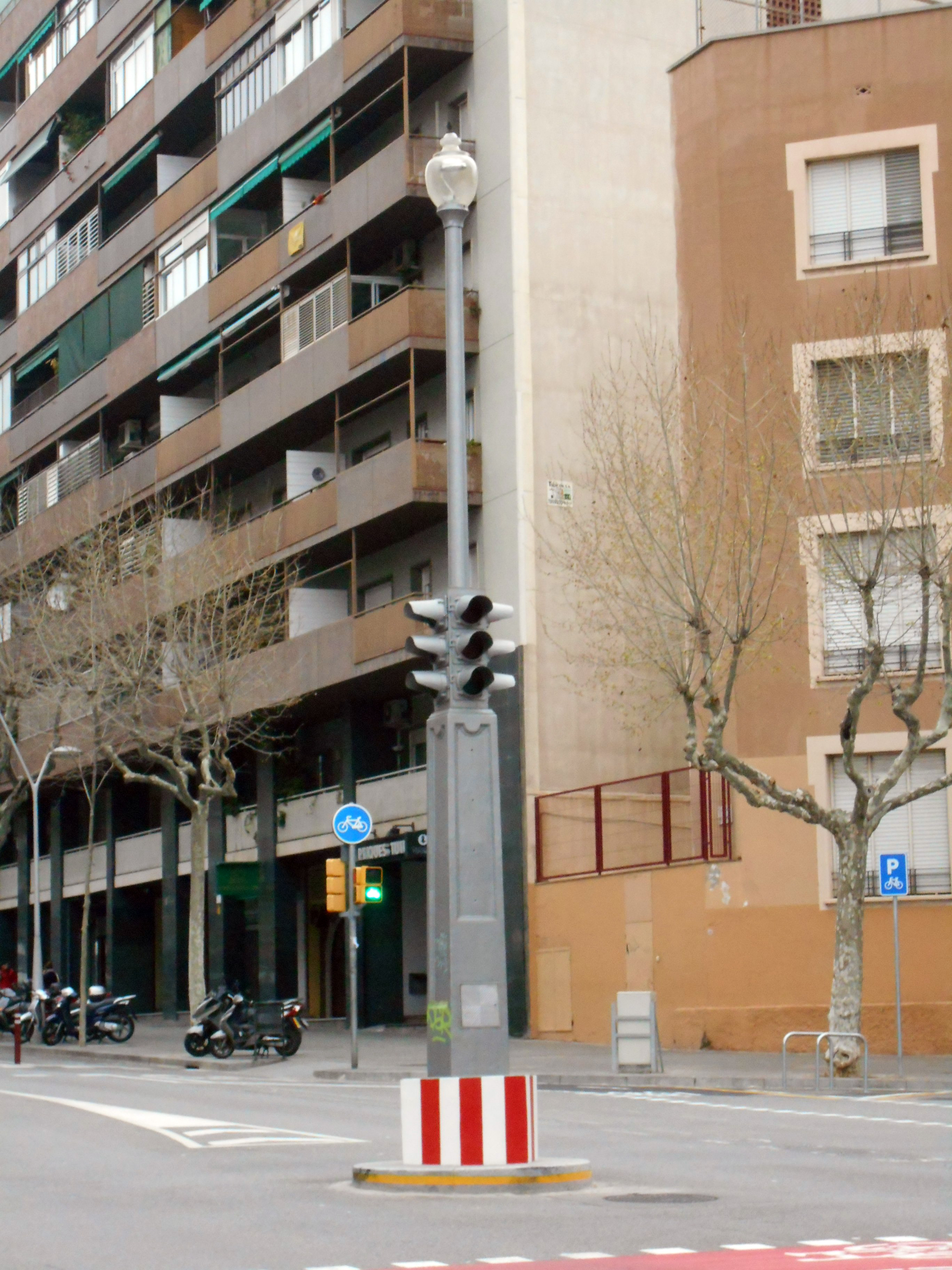
Semáforo a cuatro vientos del cruce de las calles Conde de Urgel/Londres, de una serie que funcionó por toda la ciudad entre 1953 y 1968 y de la que solo quedan dos en funcionamiento, en Urgel con Londres y Buenos Aires.

En 1930 se instalaron en el paseo de San Juan unos curiosos bancos diseñados por Félix de Azúa que contenían libros en su interior, los llamados «bancos-biblioteca», que tenían unas vitrinas de vidrio sobre su respaldo central en cuyo interior albergaban libros de lectura libre y gratuita, dispensados por un funcionario. Tras la Guerra Civil los bancos perdieron esta función, y en los años 1950 desaparecieron en una reforma del paseo.

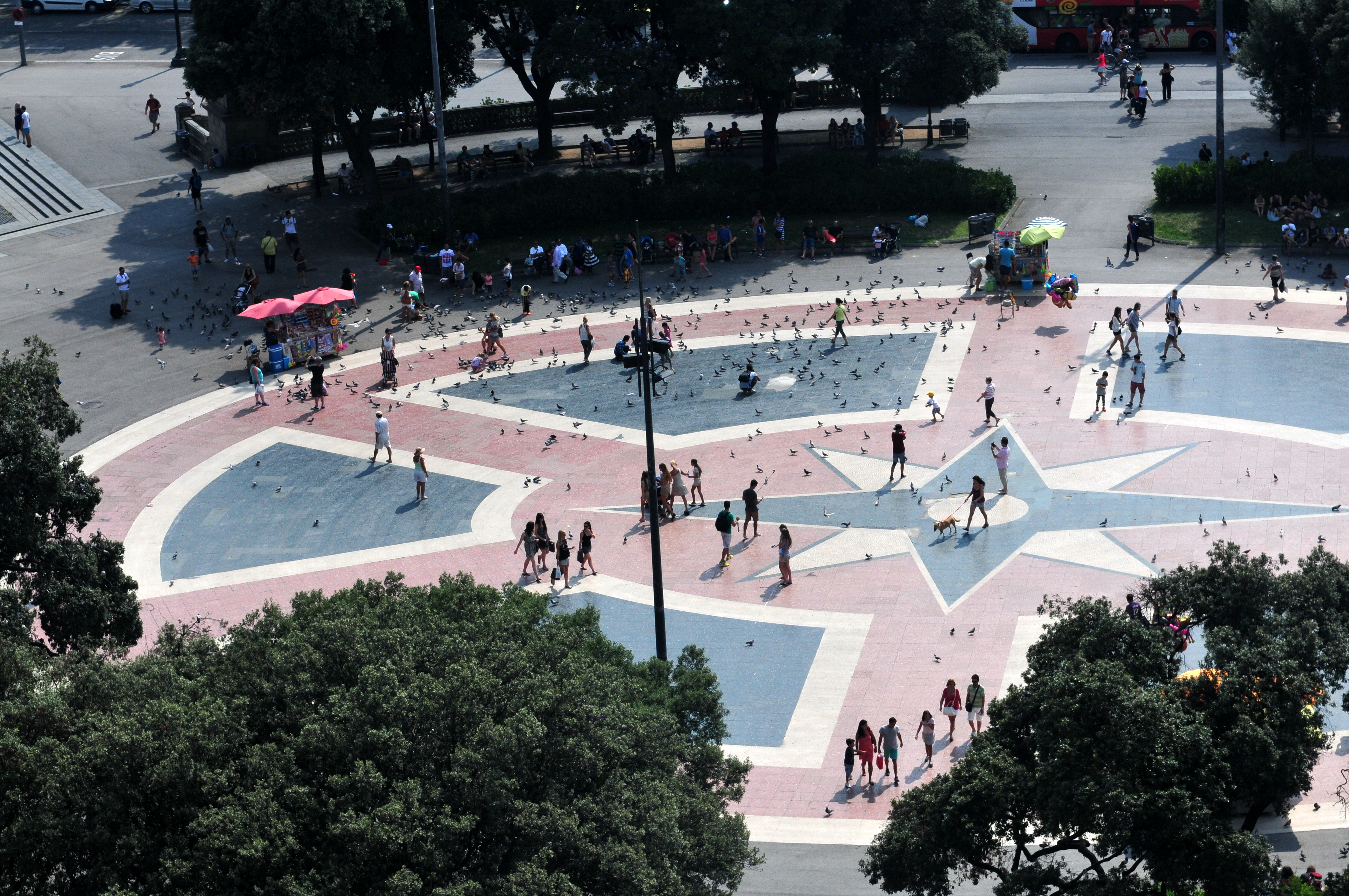
Pavimento de la plaza de Cataluña.

Durante la etapa franquista predominaron los criterios pragmáticos y económicos sobre los estéticos, unido a la falta de coordinación en la colocación de estos elementos en el espacio público. Entre las pocas novedades que hubo en estos años se pueden mencionar las fuentes de chorro continuo, de las que existieron dos variedades principales: entre los años 1940 y 1960 se instalaron varias fuentes de piedra artificial, con una base tripartita, fuste octogonal y taza circular con relieves florales, de la que salía un chorro vertical que caía sobre la misma taza; la segunda se dio entre los años 1960 y 1970, hechas de conglomerado de color rosado, con base circular y fuste de sección cónica.
Durante los años 1950 y 1960 el arquitecto municipal Adolfo Florensa puso un especial empeño en el diseño de nuevos pavimentos para diversas zonas de la ciudad, especialmente del distrito de Ciutat Vella. Fruto de ello fueron los pavimentos de diversos lugares emblemáticos de la ciudad: el de la plaza de San Jaime (1953), realizado con basalto oscuro en combinación con piedra caliza blanca, que forma un entramado de cuadrados que inscriben un rectángulo en el perímetro de la plaza; el de la plaza de Cataluña (1959), que con losas de terrazo de diferentes colores (blanco, granate, verde y crema) forma un dibujo oval con seis trapezoides en su interior y una estrella o rosa de los vientos en el centro; y el pavimento de la Rambla, elaborado con vibrazo de formas ondulantes (1968).
En 1974 se hizo una reforma del paseo de Gracia en la cual se añadieron unos bancos-jardinera elaborados de cerámica de trencadís, a imitación de los bancos modernistas diseñados por Pedro Falqués. Ese mismo año Òscar Tusquets y Lluís Clotet diseñaron el banco modelo Catalano, realizado en acero, con un asiento de deployé pintado con resina de poliéster de color plata, y con un perfil ergonómico inspirado en el banco ondulante del parque Güell diseñado por Gaudí; fue el primer exponente de un cambio de actitud y de una apuesta por el diseño y la innovación en el mobiliario urbano.

### Innovación y diseño

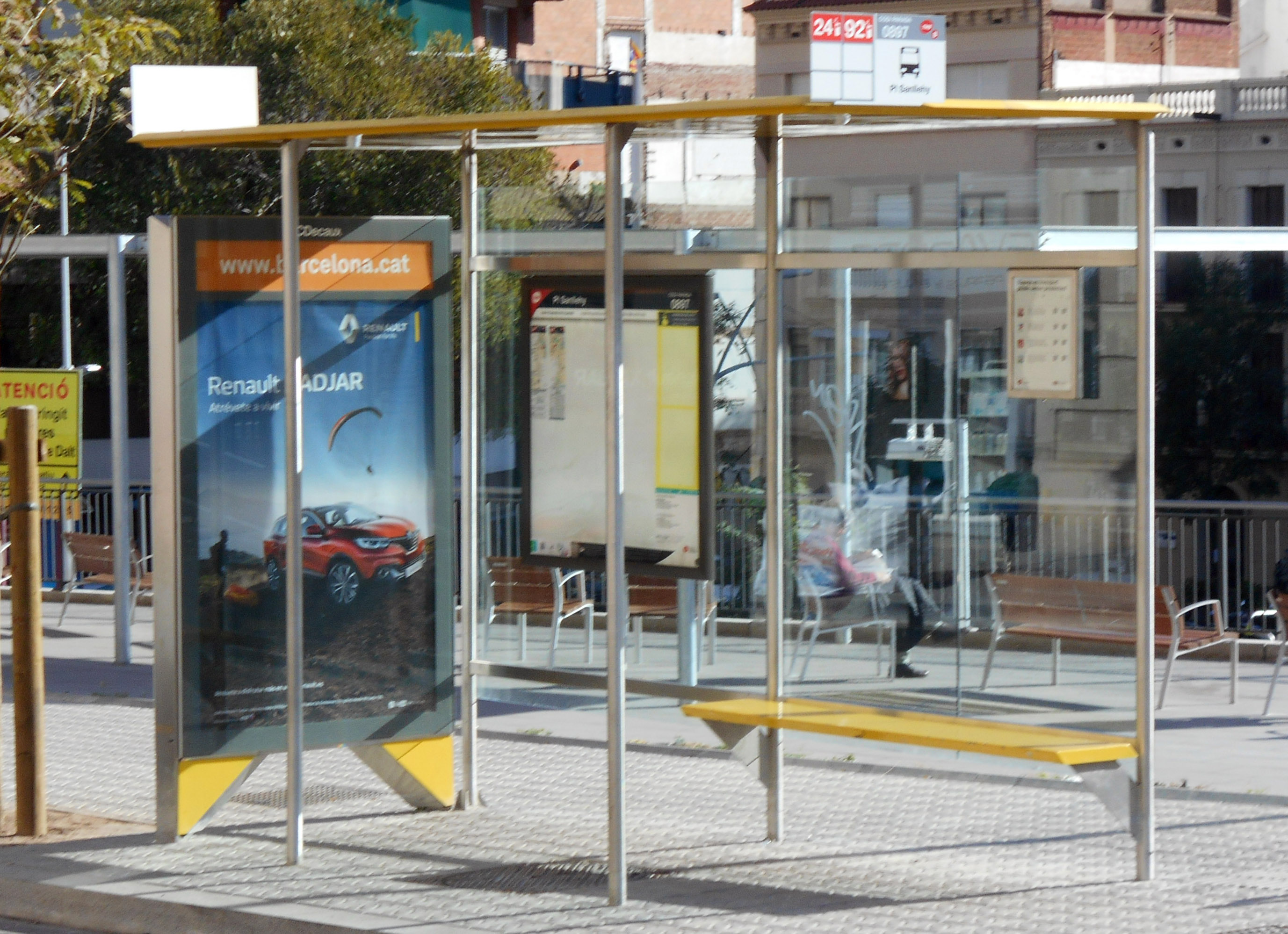
Marquesina modelo Pal·li, de Josep Lluís Canosa, Elías Torres y José Antonio Martínez Lapeña.

La situación cambió con la llegada de la democracia y los nuevos gobiernos de tipo socialista en la ciudad, que apostaron por el arte y el diseño como signo de identidad de la ciudad. Se inició entonces una campaña tanto de recuperación del patrimonio histórico como de instalación de nuevos elementos en los que predominaba el diseño como factor definitorio de los nuevos complementos urbanos. Para ello se creó en 1991 el Servicio de Elementos Urbanos, dependiente del área de Proyectos y Obras del Ayuntamiento de Barcelona, que tenía por principales objetivos fijar unos criterios de selección, colocación, normalización y renovación de elementos urbanos con una clara apuesta por el diseño y la modernidad. Se tomaron tres primeras directrices principales: recuperar los antiguos diseños originarios del siglo XIX, como los bancos románticos, las fuentes y farolas de hierro colado; tomar la iniciativa municipal como principal promotor de los proyectos urbanísticos; y diseñar un mobiliario urbano específico para cada proyecto, como un elemento más de cualquier intervención urbanística. Al frente del nuevo departamento estuvo Màrius Quintana, responsable de la selección de mobiliario urbano y su adjudicación mediante concursos públicos a nuevos diseños elaborados por los más prestigiosos arquitectos y diseñadores. Los proyectos urbanos de este período, según Quintana, «significaron un aumento del nivel de diseño y una apuesta por la modernidad y la innovación tanto en los espacios como en el mobiliario urbano».

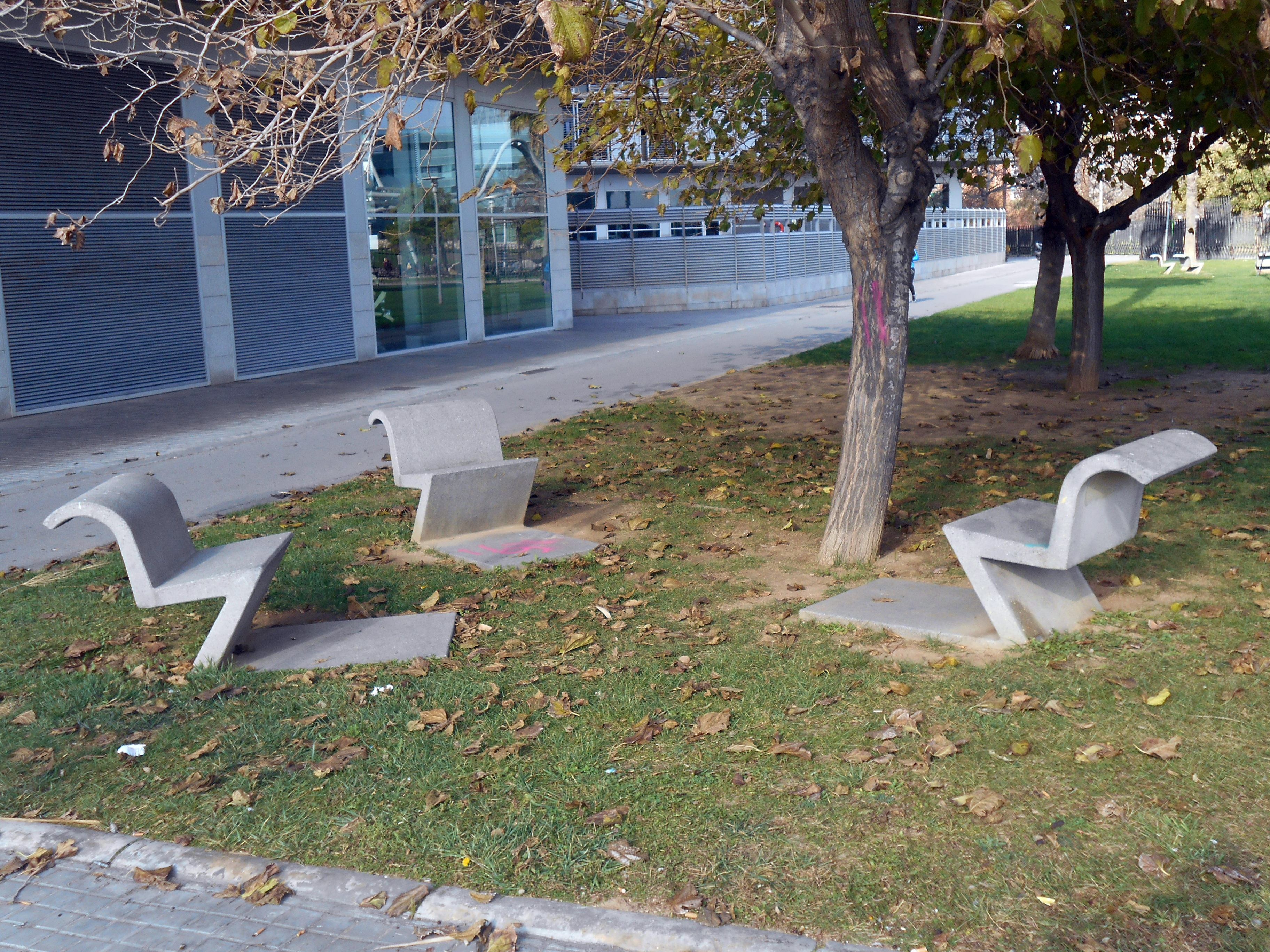
Bancos modelo U, de Albert Viaplana y Helio Piñón.

Un claro ejemplo fue la adjudicación en 1986 de las nuevas marquesinas (modelo Pal·li) para paradas de autobús al diseño realizado por Josep Lluís Canosa, Elías Torres y José Antonio Martínez Lapeña, un diseño práctico pero a la vez innovador, estético y de signo contemporáneo. Con forma de palio, están formadas por una estructura de acero tubular con un techo y un banco de poliéster de color amarillo. Con este modelo se compaginaba además la funcionalidad con el aspecto económico, ya que la incorporación de publicidad —gracias a la idea de Jean-Claude Decaux— permitía sufragar su mantenimiento, en un perfecto maridaje que se extendió a otros elementos de la ciudad.
Desde entonces han sido muchos los arquitectos y diseñadores que han realizado modelos diversos de mobiliario urbano para la ciudad: Jaume Bach y Gabriel Mora (jardinera Barcina, 1982); Beth Galí (farola Lamparaalta, 1983, con Màrius Quintana); Antoni Roselló (modelo Marítim de quiosco de la ONCE, 1986); Jordi Henrich y Olga Tarrasó (farola Pep, 1988; banco Nu, 1991); Albert Viaplana y Helio Piñón (banco U, 1988); Josep Maria Civit (locutorio de Telefónica, 1989); Jaume Artigues (banco Levit, 1989); Leopoldo Milá Sagnier (banco Montseny, 1990); Pedro Barragán (farola Prim, 1991); Enric Batlle y Joan Roig (fuente Atlántida, 1991); Montserrat Periel (barandilla Línea, 1993); Andreu Arriola y Carme Fiol (banco G, 1995; fuente Sarastro, 1995); Enric Pericas (Plataforma Bus, 1995); Moisés Gallego y Franc Fernández (quiosco de prensa Condal, 1996); Norman Foster (marquesina Foster, 1998); Elías Torres y José Antonio Martínez Lapeña (fuente Lama, 2004); Terradas Arquitectes (loseta Diagonal, 2014); etc.
Uno de los factores que más se han tenido en cuenta en el diseño de mobiliario urbano de estos últimos años han sido los criterios de accesibilidad, para la eliminación de las barreras arquitectónicas que dificultaban el tránsito a personas con discapacidades físicas, o bien la instalación de señalizaciones especiales para invidentes. Otro factor en consideración han sido los criterios de sostenibilidad, eficiencia energética y respeto al medio ambiente. Un exponente de ello han sido las nuevas paradas de autobús introducidas en 2010 que incorporan una placa solar, las llamadas «parada solar de información» (PSI), que incorporan un panel digital que funciona con GPS para mostrar el tiempo de espera de los autobuses.
En octubre de 2023 se colocaron en varios puntos de la ciudad unos semáforos con las figuras de Mortadelo y Filemón (Mortadelo para el verde y Filemón para el rojo) como homenaje al historietista Francisco Ibáñez, fallecido ese año.

## Elementos destacados
| Nombre                                               | Autor | Fecha     | Descripción | Foto                                                                       |
| ---------------------------------------------------- | --- | --------- | --- | -------------------------------------------------------------------------- |
| Fuentes Wallace                                      | Charles-Auguste Lebourg                                                                                        | 1872      | En 1872 se instalaron en distintos puntos de la ciudad las conocidas como fuentes Wallace, realizadas por Charles-Auguste Lebourg por encargo del filántropo inglés sir Richard Wallace, y repartidas por múltiples ciudades europeas como acto de hermandad. En Barcelona quedan dos de una docena inicial: en la Rambla (tocando con el pasaje de la Banca) y en la Gran Vía esquina con el paseo de Gracia. Todas ellas presentan cuatro figuras de cariátides que sostienen una cúpula semiesférica con cuatro peces encima, entre las que cae un chorro de agua. En 1999 se instalaron varias réplicas de estas fuentes, situadas en la Rambla (frente a la plaza Real), Gran Vía esquina con Marina y Diagonal esquina con Roger de Flor, elaboradas en serie y con peor calidad. |                                                                            |
| Fuente de las Tres Gracias                           | Antoine Durenne                                                                                                | 1876      | En la plaza Real se ubicó en 1876 la Fuente de las Tres Gracias, proyectada por el arquitecto Antoni Rovira i Trias sobre un diseño original de Antoine Durenne, inspirado a su vez en unas figuras de Germain Pilon elaboradas hacia 1560 y conservadas en el Museo del Louvre, que representan las Tres Gracias. Está compuesta por un estanque circular en cuyo centro se alza una taza con seis mascarones que arrojan agua, sobre la que se ubican las tres estatuas que le dan nombre, rematadas por otra taza superior. |                                                                            |
| Candelabros del parque de la Ciudadela               | Antoni Gaudí                                                                                                   | 1876-1877 | En su época de estudiante, Gaudí trabajó como delineante para Josep Fontserè, autor del proyecto del parque de la Ciudadela. Al parecer, bajo sus directrices el genio modernista diseñó la reja de entrada al parque, que incluía unos candelabros de hierro forjado con un elaborado diseño: en la base tienen unos relieves de leones, sobre la que se sitúa el fuste del candelabro con el escudo de Barcelona y un conjunto de siete u ocho globos de iluminación, sobre los que se yergue un mástil rematado por un yelmo con corona y un murciélago. Hoy día se encuentran en bastante mal estado. |                                                                            |
| Farolas de la plaza Real                             | Antoni Gaudí                                                                                                   | 1878      | Gaudí recibió el encargo de unas farolas para la plaza Real en febrero de 1878 cuando había aprobado la carrera de arquitecto pero aún no se había expedido el título, que recibió en marzo de ese año. Se trata de dos farolas de hierro forjado y base de mármol, con seis brazos, y una decoración con el escudo de Barcelona y un remate con dos culebras enroscadas y un casco alado, que representa el caduceo de Mercurio, símbolo del comercio. |                                                                            |
| Mástiles de la Exposición Universal de 1888          | Antoni Rovira i Trias                                                                                          | 1888      | Se trata de un conjunto de cuatro mástiles situados frente al Arco de Triunfo, al inicio del Salón de San Juan (actual paseo de Lluís Companys), que era la entrada principal al recinto de la Exposición de 1888. Elaborados en hierro, en su parte inferior presentan el escudo de Barcelona, mientras que en la superior tienen una corona y un yelmo. |                                                                            |
| Farolas del Pla de Palau                             | Antoni Gaudí                                                                                                   | 1889      | Además de las farolas de la plaza Real, Gaudí diseñó otro modelo para el Pla de Palau del que subsisten dos ejemplares situados junto a la Antigua Aduana de Barcelona (actual Delegación del Gobierno), mientras que otros dos que había junto a la Facultad de Náutica han desaparecido. Están elaborados en hierro forjado y son una versión simplificada de los de la plaza Real, con solo tres brazos, y un remate en forma de corona invertida con dos cabezas de serpiente. |                                                                            |
| Fuente de Canaletas                                  | Pedro Falqués                                                                                                  | 1892      | Situada en la Rambla con la plaza de Cataluña, es una de las fuentes más famosas de Barcelona. Forma parte de un conjunto de cuatro fuentes-farola ubicadas en diversos sitios de la ciudad, proyecto que fue encargado a Pedro Falqués; posteriormente se amplió el proyecto a catorce fuentes, adjudicadas a Jaume Rodelles. Realizada en hierro colado, la fuente tiene una base circular sobre la que se alza una estructura en forma de copa con cuatro grifos que vierten el agua sobre cuatro sendas pilas circulares; sobre esta copa se levanta una columna rematada por cuatro farolas. |                                                                            |
| Fuente-farola de la plaza de San Pedro               | Pedro Falqués                                                                                                  | 1893-1896 | Situada frente al monasterio de San Pedro de las Puellas, es de hierro forjado, de estilo neogótico modernista, con una base circular sobre la que se alza una estructura formada por cuatro brazos con una columna central que contiene cuatro grifos que vierten el agua sobre una pila igualmente circular; la parte superior presenta una placa con el nombre de la plaza y el escudo de la ciudad, así como dos farolas laterales. |                                                                            |
| Loseta Gaudí                                         | Antoni Gaudí                                                                                                   | 1904      | Gaudí diseñó para la casa Batlló un tipo de baldosas hexagonales de mosaico hidráulico para situar en el pavimento de la calle, aunque no llegó a tiempo de instalarse y finalmente fue usada en su siguiente obra, la casa Milà. Está decorada con motivos marinos (algas, estrellas de mar y caracolas), y la fabricó la empresa Escofet. Esta baldosa fue elegida posteriormente para pavimentar el paseo de Gracia barcelonés. |                                                                            |
| Farolas del paseo de Lluís Companys                  | Pedro Falqués                                                                                                  | 1906      | Situadas en el Salón de San Juan (actual paseo de Lluís Companys), entre el Arco de Triunfo y el parque de la Ciudadela, estas farolas fueron diseñadas por Falqués junto a las del paseo de Gracia y las del Cinco de Oros. Hay un total de once farolas, elaboradas en hierro forjado sobre una base de piedra. Como en las del paseo de Gracia aúnan dos funciones, la de banco para sentarse y la de iluminación. Sobre los bancos, separados por volutas, se alza una columna estriada, a partir de la cual surgen los elementos en hierro, compuestos de dos brazos en diagonal y un mástil central decorado con relieves vegetales. |                                                                            |
| Bancos-farola del paseo de Gracia                    | Pedro Falqués                                                                                                  | 1906      | Dentro del encargo de diversas farolas, estas son las más cercanas al modernismo, mientras que las del Cinco de Oros son más clásicas, y las del paseo Lluís Companys una mezcla de ambas. La base es un banco de piedra calcárea con revestimiento de cerámica de trencadís, de formas onduladas y orgánicas, que denotan la influencia gaudiniana. Sobre este se eleva la farola de hierro forjado, con un diseño tipo coup de fuet de inspiración Art Nouveau franco-belga, con una sinuosa línea con forma de «L» al extremo de la cual pende el farol, una decoración de tipo vegetal y un remate con el escudo de Barcelona, una corona y un murciélago. |                                                                            |
| Farolas de la avenida de Gaudí                       | Pedro Falqués                                                                                                  | 1906      | El tercer encargo para Falqués fue el de unas farolas para la plaza del Cinco de Oros, en la intersección entre el paseo de Gracia y la avenida Diagonal. Era un conjunto de cinco farolas dispuestas alrededor de una rotonda situada en el centro de la plaza, por lo que recibió el apodo de «cinco de oros», ya que en vista aérea recordaba esa carta de naipe. Su diseño fue más clasicista que los otros, con una base de piedra calcárea sobre la que se eleva la farola de hierro forjado, de cuatro brazos, rematada por un alto pináculo de aspecto gótico. El aumento del tráfico en este céntrico cruce hizo que se retirasen las farolas, que más tarde fueron recolocadas en la avenida de Gaudí, entre la Sagrada Familia y el Hospital de San Pablo. |                                                                            |
| Banco ondulante del parque Güell                     | Antoni Gaudí y Josep Maria Jujol                                                                               | 1907-1913 | Este banco se encuentra en la plaza central del parque, y ondula como una serpiente de 110 m de longitud. Está recubierto de pequeñas piezas de cerámica y cristal, en una técnica conocida como trencadís. Está formado por una sucesión de módulos cóncavos y convexos de 1,5 m, con un diseño ergonómico adaptado al cuerpo humano. La base es de trencadís blanco, y se corona con una decoración cerámica que recuerda los collages dadaístas o surrealistas, con motivos generalmente abstractos, pero también algún elemento figurativo, como los signos del Zodíaco, estrellas, flores, peces, cangrejos, etc. El trencadís se construyó con materiales de desecho, baldosas, botellas y trozos de vajilla. Predominan los colores azul, verde y amarillo, que para Gaudí simbolizaban la Fe, la Esperanza y la Caridad. Jujol incluyó también rosas y frases alegóricas en homenaje a la Virgen María, en catalán y en latín. |                                                                            |
| Fuentes del Ensanche                                 | Diversos autores                                                                                               | 1911-1925 | Durante los años 1910 y 1920 se instalaron numerosas fuentes en el distrito del Ensanche, fomentadas por la Comisión de Ensanche, que realizó varios concursos para colocar diversas fuentes ornamentales. En 1911 se colocaron tres fuentes realizadas por Josep Campeny: fuente del Trinxa, fuente del Joven de los cántaros y fuente de la Rana. El segundo concurso se adjudicó en 1913 a Eduard B. Alentorn, autor de otras tres fuentes: fuente de la Palangana (o del Negrito), fuente de la Labradora y fuente de la Tortuga. El tercer concurso se efectuó en 1920, fecha en la que se aprobó tan solo una, la fuente de la Sardana, de Frederic Marès. En 1921 se encargaron dos fuentes, la de la Caperucita, de Josep Tenas, y la del Efebo, de Àngel Tarrach. Por último, en 1925 se aprobaron dos fuentes más, encargadas a Frederic Marès: la del Gallo y la del Pato. |                                                                            |
| Farola de Canaletas                                  | Félix de Azúa de Pastors                                                                                       | 1928      | En 1928 se colocó la farola de Canaletas, situada al inicio de la Rambla tocando con la plaza de Cataluña, cerca de la fuente homónima. De las ocho que estaban previstas para la plaza solo se realizó esta. Está formada por una columna de granito con un cuerpo central de bronce con cuatro farolas sobre cuerpos en forma de proa de barco y cuatro estatuillas de victorias aladas, y coronado por una linterna en forma de esfera en un estilo cercano al art déco. |                                                                            |
| Avenida de la Reina María Cristina                   | Josep Puig i Cadafalch, Guillem Busquets, Carles Buïgas, Jean-Claude Nicolas Forestier y Marià Rubió i Bellver | 1929      | La avenida de la Reina María Cristina se encuentra al pie de la montaña de Montjuïc, entre las plazas de España y de Carles Buïgas, donde se encuentra la Fuente Mágica de Montjuïc. Fue urbanizada por Josep Puig i Cadafalch y Guillem Busquets con vistas a la celebración de la Exposición Internacional de Barcelona de 1929. Se proyectó como una avenida monumental de acceso al recinto ferial donde destacaban un conjunto de surtidores de agua, obra de Carles Buïgas, y unas farolas tipo vitrolux, unas columnas de vidrio iluminadas por luz eléctrica de diversos colores, de estilo art-déco, diseñadas por Jean-Claude Nicolas Forestier y realizadas por el ingeniero Marià Rubió i Bellver. Conocidas como «espárragos», estas luminarias fueron retiradas en 1936. |                                                                            |
| Pavimento de los jardines del Mirador del Alcalde    | Joan Josep Tharrats                                                                                            | 1962-1969 | Los jardines del Mirador del Alcalde se encuentran en la montaña de Montjuïc. Fueron creados entre 1962 y 1969 con un proyecto jardinístico de Joaquim Casamor con una fuente monumental proyectada por Carles Buïgas. Incluyen un pavimento diseñado por Joan Josep Tharrats, formado por materiales como cantos rodados, adoquines, ladrillos, baldosas, trozos de botella o piezas de hierro u hormigón. El diseño recuerda un collage, con reminiscencias vagamente gaudinianas, con formas donde predomina el círculo y colores de tono pardo oscuro y beige, preferentemente. |                                                                            |
| Pavimento Miró                                       | Joan Miró | 1976      | Joan Miró recibió en 1968 el encargo de un mural para el Aeropuerto de Barcelona al que quiso añadir otras dos obras para recibir a los visitantes a la Ciudad Condal por tierra, mar y aire. Así, si el mural del aeropuerto correspondía al aire, para la tierra realizó la escultura Mujer y pájaro, y para el mar este pavimento, situado en la plaza de la Boquería, en la Rambla, cerca del mar. Se trata de un pavimento de losetas de terrazo elaboradas con una mezcla de cemento blanco teñido con vidrios de color triturados. Con unos 8 m de diámetro, tiene forma de círculo irregular, y está elaborado en colores blanco, negro, azul, rojo y amarillo. Representa un hito toponímico, de ahí la forma de círculo cerrado, dentro del cual se percibe una flecha y varios círculos. |                                                                            |
| Plaza de los Países Catalanes                        | Helio Piñón y Albert Viaplana                                                                                  | 1981-1983 | Paradigma de las llamadas «plazas duras», esta plaza situada frente a la Estación de Sants destaca por su diseño minimalista, con tendencia a la desmaterialización y el conceptualismo. El conjunto se resolvió con un pavimento de granito rosa sobre el que se sitúan una serie de elementos metálicos de diseño más escultórico que arquitectónico, como pérgolas, fuentes, bancos y un reloj. Fue premio FAD en 1983. |                                                                            |
| Parque de la España Industrial                       | Luis Peña Ganchegui                                                                                            | 1985      | Fue construido en los terrenos que dejó libres La España Industrial, una antigua fábrica textil fundada en 1847 y que en 1972 se trasladó a Mollet del Vallès. A lo largo del paseo de San Antonio bordean el parque unas altas torres de iluminación a modo de faros, desde las que unas graderías conducen hasta un lago artificial que se puede recorrer en barca. El parque cuenta también con un polideportivo, mesas de ping-pong y área de juegos infantiles. El año de su construcción recibió el premio FAD de Arquitectura e Interiorismo. |                                                                            |
| Fuentes de la Corporación Metropolitana de Barcelona | Xavier Corberó                                                                                                 | 1985      | En 1985 se inauguraron un conjunto de fuentes de la Corporación Metropolitana de Barcelona, diseñadas por Xavier Corberó. Aunque estaba prevista la colocación de 38 fuentes, solo se realizaron cinco, debido a la desaparición de la Corporación en 1987: estaban situadas en el parque de la Ciudadela, el paseo de Colón, el parque de la España Industrial, la calle del Torrent de l'Olla y la calle de Santa Rosalía. Realizadas en bronce, tenían dos metros de altura y forma de columna, de diseño minimalista, con un círculo en su base con un poema de Joan Maragall. El agua surgía de la parte superior de la columna y bajaba por sus aristas, hecho que favoreció su oxidación, motivo por el que fueron retiradas entre 2010 y 2012. |                                                                            |
| Anillo Olímpico de Montjuïc                          | Carles Buxadé, Joan Margarit, Federico Correa y Alfons Milà                                                    | 1985-1992 | Con motivo de los Juegos Olímpicos de 1992 se remodeló parte de la montaña de Montjuïc, donde se situó el llamado Anillo Olímpico, un amplio recinto situado entre el Estadio Olímpico Lluís Companys y la plaza de Europa, con edificios como el Palau Sant Jordi, las Piscinas Bernat Picornell, la Torre de telecomunicaciones de Montjuic y el Instituto Nacional de Educación Física. Se constituyó una amplia avenida (paseo de Minici Natal) formada por varias terrazas para salvar el desnivel del terreno, pobladas de diversas explanadas pavimentadas, escalinatas, cascadas y canales de agua, jardineras y unas altas columnas de iluminación situadas en dos ejes simétricos a cada lado del paseo. |                                                                            |
| Jardines de Villa Cecilia                            | José Antonio Martínez Lapeña y Elías Torres                                                                    | 1986      | Los jardines de Villa Cecilia se encuentran en el distrito de Sarrià-Sant Gervasi. Son de estilo posmoderno, con una estructura un tanto laberíntica, que busca realzar las diversas plazoletas que jalonan el recinto. De los elementos de mobiliario urbano destacan los bancos, parecidos a grandes patinetes de vivos colores, y las farolas, con formas semejantes a árboles. Los caminos y escalones están delimitados con márgenes blancos, y el recinto acoge también una ludoteca, una pista de patinaje, áreas infantiles y pistas de petanca. El diseño de los jardines fue premiado con el premio FAD de 1986. |                                                                            |
| Parque de la Estación del Norte                      | Beverly Pepper                                                                                                 | 1988      | El parque de la Estación del Norte se encuentra en los terrenos aledaños a la estación de autobuses del mismo nombre, y fue creado en 1988 con un proyecto de Andreu Arriola, Carme Fiol y Enric Pericas. La escultora estadounidense Beverly Pepper diseñó los elementos de iluminación del parque, unos monolitos de hierro de cuatro metros de altura, con unos tirabuzones en su parte superior semejantes a espigas; y también los bancos, elaborados con piedra artificial que parecen piezas de ajedrez. |                                                                            |
| Estación de Paseo de Gracia                          | Daniel Navas y Neus Solé                                                                                       | 1991      | Los Juegos Olímpicos de 1992 llevaron a la remodelación de las estaciones de Francia y de Paseo de Gracia. La actuación en esta última supuso la ordenación de vestíbulos y su conexión con el exterior a través de escaleras y elementos de enlace con la arquitectura interior: muros de granito y acero inoxidable con el pavimento y el mobiliario del paseo de Gracia. Las piezas compositivas adquirieron una formalización escultórica, donde una cuña de granito negro intenso emergía del subsuelo acompañando el descenso y ascenso de circulaciones. Los elementos de inoxidable de barandillas e iluminación se curvaban acompañando al peatón en un lenguaje sugerentemente deconstructivista. Estas piezas caracterizaron el acceso urbano a esta infraestructura ferroviaria durante un cuarto de siglo, hasta que la nueva sección del viario exterior las hizo desaparecer (1991-2014). | Acceso Estación Paseo de Gracia ("la deconstrucción del modelo Barcelona") |
| Pérgolas de la avenida de Icaria                     | Enric Miralles y Carme Pinós                                                                                   | 1989-1992 | Esta avenida se encuentra en el corazón de la Villa Olímpica, residencia de los deportistas durante la celebración de los Juegos Olímpicos de 1992. A lo largo de la avenida se colocaron una serie de pérgolas que actúan más como elementos ornamentales que funcionales, elaboradas con lamas de madera sobre soportes metálicos. El conjunto semeja una arboleda, quizá en sustitución de la prevista inicialmente y que no se pudo colocar a causa de la presencia de un colector subterráneo. |                                                                            |
| Paseo Marítimo y parques del Litoral                 | Martorell-Bohigas-Mackay                                                                                       | 1992      | Para los Juegos Olímpicos se remodeló completamente todo el frente litoral desde la Barceloneta hasta la zona del Fórum, incluyendo un paseo marítimo —que recibe diversos nombres según el tramo: Puerto Olímpico, Nueva Icaria, Bogatell, Mar Bella y Nova Mar Bella— y una serie de nuevos parques, como el parque de las Cascadas, el del Puerto Olímpico y el de Nueva Icaria, diseñados por la firma MBM Arquitectes; y el del Poblenou, de Manuel Ruisánchez y Xavier Vendrell. La zona incluye áreas infantiles, mesas de ping-pong, aparatos gimnásticos y pistas de petanca, baloncesto, voleibol y monopatín así como los elementos destinados a la playa, como duchas y torres de vigilancia. Del resto de mobiliario urbano destacan las fuentes modelo Villa Olímpica, las farolas Piti, Andrea, Sidney, Vial y Nicol FA-3, los bancos Neobarcino, Lungomare, Sillarga y Sicurta, y las papeleras Bina. |                                                                            |
| Fuentes olímpicas                                    | Juan Bordes | 1992      | Para los Juegos Olímpicos de 1992 se instalaron en diferentes puntos de la ciudad una serie de fuentes conmemorativas, elaboradas por el escultor Juan Bordes en colaboración con los arquitectos Òscar Tusquets y Carlos Díaz. Se realizaron ocho, todas con un pedestal de piedra artificial y una figura de bronce de un niño jugando con el agua: Pelota, en la avenida del Paralelo; Lanzamiento, en el Mirador del Palau; Buceo, en la avenida de Chile; Chip-chap, en la plaza Alfonso Comín —actualmente desaparecida—; Cabriola, en la calle de Isadora Duncan —desaparecida—; Boga, en la avenida Litoral; Chapuzón, en el Rompeolas del Poblenou; y Tanteo, en la plaza de las Glorias Catalanas —retirada por reforma de la plaza—. |                                                                            |
| Parque Central de Nou Barris y plaza de Virrey Amat  | Andreu Arriola y Carme Fiol                                                                                    | 1997-2007 | El parque y la plaza se encuentran en el distrito de Nou Barris y, aunque no están conectados, fueron urbanizados siguiendo el mismo diseño. Los autores se inspiraron en el cuadro Horta de Sant Joan, de Picasso, de estilo cubista, por lo que hicieron una fragmentación del espacio en secciones interconectadas. Del conjunto de parque y plaza destaca la presencia del agua, a través de diversos estanques con surtidores, así como unos paneles lumínicos de acero, madera y plástico, de formas esculturales, unos en forma de diapasón de 15 m de altura, y otros con forma de palma de 7 m de altura, que a la vez sirven como pérgolas para dar sombra. Otros elementos urbanos presentes son fuentes modelo Barcelona y Sarastro, bancos modelo G, farolas Pagode, Nicol, Piti, Kanya y Assembly, papeleras BCN Circular y Paperegena, etc. El parque fue galardonado en 2007 con el premio de arquitectura International Urban Landscape Award en Frankfurt (Alemania). |                                                                            |
| Pavimento Anna Frank                                 | Ignasi Sanfeliu                                                                                                | 2001      | Realizado en homenaje a Anna Frank, se encuentra en la confluencia de las calles Séneca y Minerva, en el distrito de Gracia. Está realizado en granito con tiras de acero corten, formando diversos dibujos, a los que se añade el nombre y fechas vitales de la homenajeada y diversas letras hebreas, que adquieren el carácter de pictogramas. |                                                                            |
| Parque de Diagonal Mar                               | Enric Miralles y Benedetta Tagliabue                                                                           | 2002      | Se encuentra al final de la avenida Diagonal, cerca de la playa. Es un parque de diseño moderno, en el que destacan diversas estructuras metálicas semejantes a filigranas tubulares de caprichosas formas, que a modo de piezas escultóricas jalonan todo el recinto y que en ciertos puntos sostienen unas grandes jardineras confeccionadas en cerámica de colores, obra del ceramista Antoni Cumella Vendrell. Los bancos tienen forma de olas de mar, y reciben el nombre de Lungomare, un vocablo italiano que significa «pasear junto al mar». Hay también una zona infantil, aparatos gimnásticos y musicales, un anfiteatro, campos de fútbol y baloncesto, pistas de petanca y mesas de ping-pong. |                                                                            |
| Parque y zona de baños del Fórum                     | Elías Torres, José Antonio Martínez Lapeña, Alejandro Zaera, Beth Galí, Jaume Benavent                         | 2004      | Se encuentra en la zona limítrofe entre Barcelona y San Adrián de Besós, en el terreno donde se celebró el Fórum Universal de las Culturas 2004. El espacio principal es una gran explanada, la plaza del Fórum, diseñada por Torres y Lapeña, presidida por una gran placa fotovoltaica, donde destacan además unas pérgolas plegadas llamadas Los pajaritos, así como el Bosque de columnas, de uso polivalente. Otros elementos de los mismos autores son los bancos modelo Hebi, de formas ondulantes, y las fuentes Lama, en forma de láminas dobladas. Otro conjunto de pérgolas de aspecto arbóreo y diferentes colores se halla junto al Centro de Convenciones. Hay también áreas infantiles y de aparatos gimnásticos. El conjunto incluye el llamado parque de los Auditorios, obra de Alejandro Zaera, cuyo nombre proviene de dos auditorios de gradas al aire libre pensadas para conciertos y espectáculos; el espacio situado entre ambos está formado por una serie de dunas que combinan los espacios vegetales con pavimentos de baldosas de hormigón con forma de media luna de tonos rojizo y ocre. Junto al parque se halla la zona de baños, de 2 ha, diseñada por Galí y Benavent, una playa sin arena que da acceso mediante escalinatas y rampas a la orilla del mar, acotada mediante postes para formar un entorno seguro a modo de piscina. Esta zona queda protegida del oleaje por un escollo, que a su vez forma una isla artificial llamada Pangea. El recinto incluye tumbonas, consignas, vestidores, duchas y otros elementos y servicios. |                                                                            |
| Parque lineal de la Gran Vía                         | Andreu Arriola y Carme Fiol                                                                                    | 2007      | Está situado en un tramo de la Gran Vía de las Cortes Catalanas comprendido entre la plaza de las Glorias Catalanas y San Adrián de Besós. Se trata de una autovía de abundante tráfico, por lo que la primera intervención consistió en la instalación de una serie de pantallas acústicas para amortiguar el ruido. La zona peatonal queda dividida en dos por la carretera, por lo que se construyeron numerosos puentes y pasarelas para conectar los dos lados de la Gran Vía. El espacio público resultante fue amueblado con diversos elementos, como un canal de agua elevado con saltos de agua que caen sobre diversos estanques, o una serie de bancos con diseños de diferente tipo: caracol, golondrina, estrella, espiral o boomerang. |                                                                            |
| Chimenea solitaria                                   | Elías Torres y José Antonio Martínez Lapeña                                                                    | 2007      | Situada en la plaza Ernest Lluch, que sirvió de acceso al Fórum Universal de las Culturas de 2004, se trata de una columna de acero de 20 m de altura que acoge diversos dispositivos electrónicos para la medición de la velocidad y dirección del viento, la temperatura, la humedad, la presión atmosférica y la radiación solar, cuyos resultados muestra en unas pantallas digitales con forma de banderola en la parte superior de la columna. Incluye también un reloj analógico y unas barras que señalan los cuatro puntos cardinales, y está rematado en su parte superior por un pararrayos. |                                                                            |
| Parque del Centro del Poblenou                       | Jean Nouvel | 2008      | Jean Nouvel, autor también en Barcelona del rascacielos Torre Agbar, diseñó este parque con un estilo vanguardista, con una serie de elementos de corte minimalista y concepción abstracta. Se divide en diversos espacios temáticos, donde los elementos urbanos y escultóricos conviven en plena armonía con la vegetación. Entre ellos destacan los Ramos, una serie de elementos verticales en forma de jardineras escultóricas, así como los «pozos del cielo», unas luminarias de tubos de acero y malla metálica con forma vertical o de cono. Otros elementos de iluminación tienen forma de esfera agujereada, por lo que ofrecen una luz similar a la de una discoteca. Hay que destacar también el pavimento, de baldosas de hormigón con piezas circulares de cerámica y acero inoxidable en colores rojo y amarillo en homenaje a la bandera catalana. El mobiliario urbano se completa con unas sillas giratorias de aluminio, anclajes para bicicletas, área infantil, pistas de petanca y mesas de ping-pong. |                                                                            |
| Plaza de Lesseps                                     | Albert Viaplana                                                                                                | 2009      | La remodelación de la plaza de Lesseps destaca por la artistificación de sus elementos urbanos. El conjunto se denominó El Canal de Suez, en honor al ingeniero francés al que está dedicada la plaza, constructor del gran canal que une el mar Mediterráneo con el mar Rojo. Así, un canalón metálico elevado cruza toda la plaza, con un flujo de agua que desemboca en un salto sobre una alberca situada frente a la Biblioteca Jaume Fuster. Este canal está complementado con dos puentes que albergan varias jardineras, así como dos plataformas inclinadas a ambos extremos de la plaza que recuerdan la proa y la popa de un barco, mientras que unas torres de iluminación y una alta estructura metálica en forma de paralelepípedo que recuerda un palio, situada en medio de la plaza, simularían la cabina y los mástiles de ese barco. Hay además un anfiteatro, áreas infantiles y pistas de petanca. |                                                                            |
| Parque de Can Rigal                                  | | 2012      | El parque de Can Rigal se encuentra en el distrito de Les Corts y fue inaugurado en 2012 con un proyecto desarrollado por el Área Metropolitana de Barcelona. Es un parque de diseño moderno donde destacan unos grandes paneles solares que a la vez que producen energía sirven de elementos estéticos del conjunto, ya que tienen una apariencia casi escultórica. El conjunto incluye un bar, un área para perros y un circuito de aparatos de gimnasia para la tercera edad. |                                                                            |
| Parque de les Rieres d'Horta                         | | 2013      | Este parque se encuentra en el distrito de Horta-Guinardó. Se trata de un parque lineal, que transcurre a todo lo largo de la avenida del Estatuto de Cataluña, desde la plaza del Estatuto hasta la plaza de Botticelli. Se encuentra sobre un parque de limpieza y depósito pluvial, que queda soterrado bajo la calle. Ha sido diseñado con los máximos criterios de sostenibilidad, como se denota en la energía producida por unas pérgolas fotovoltaicas que abastecen la red de alumbrado, que es de tecnología led. Estas pérgolas se encuentran sobre una serie de pistas de petanca, a las que proporcionan sombra. Hay también un circuito de gimnasia con aparatos pensados especialmente para personas mayores, una zona de juegos infantiles y una plaza de sablón con un escenario para fiestas populares. |                                                                            |
| Semáforo de Mortadelo y Filemón                      | | 2023      | Entre 2023 y 2024 se instalaron en varios puntos de la ciudad unos semáforos con las imágenes de Mortadelo y Filemón, los personajes de historieta creados por Francisco Ibáñez (Mortadelo en verde y Filemón en rojo), como homenaje de la ciudad al historietista fallecido en 2023. La idea fue de un profesor de primaria navarro, Javier Ibáñez. Se colocaron en la esquina entre las calles de Treball y Concilio de Trento, en el distrito de San Martín (donde vivía Ibáñez), en la Gran Vía de las Cortes Catalanas esquina con la calle Bac de Roda, en Conde de Urgel esquina Manso (al lado del mercado de San Antonio) y en ronda de San Pedro esquina paseo de Gracia (plaza de Cataluña). |                                                                            |

## Galería

Pavimentos
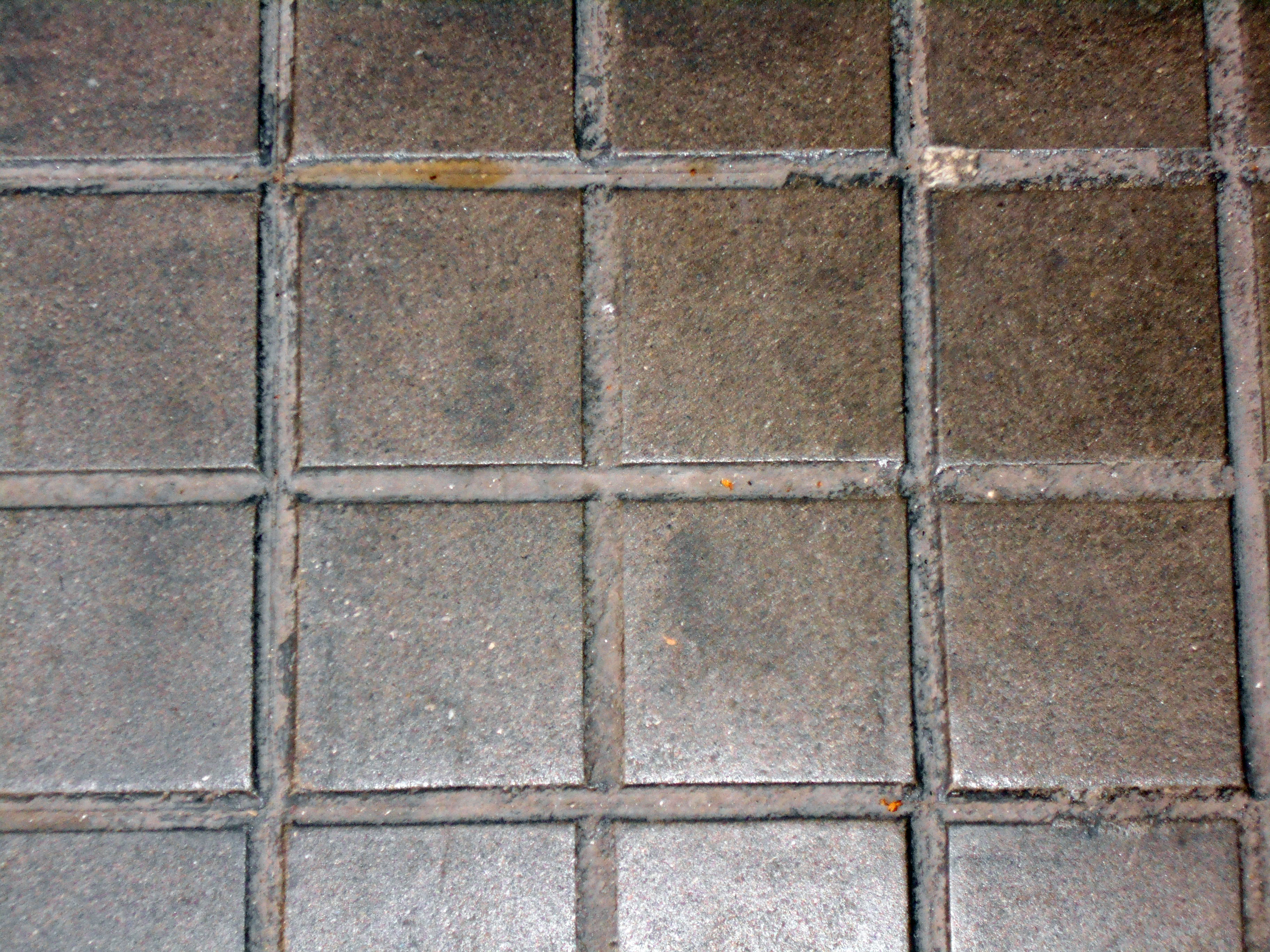
Loseta de 4 pastillas.
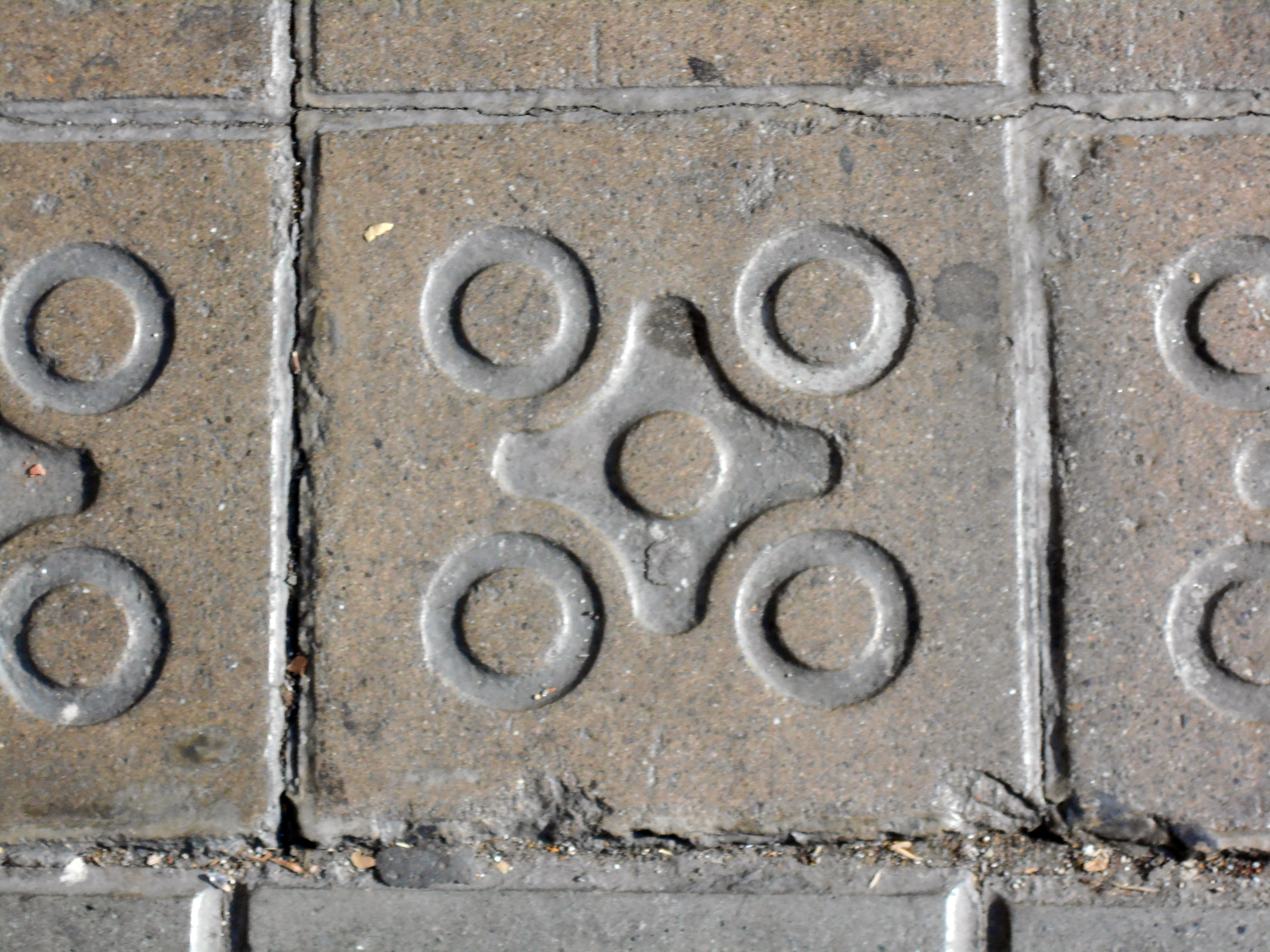
Loseta del rombo.
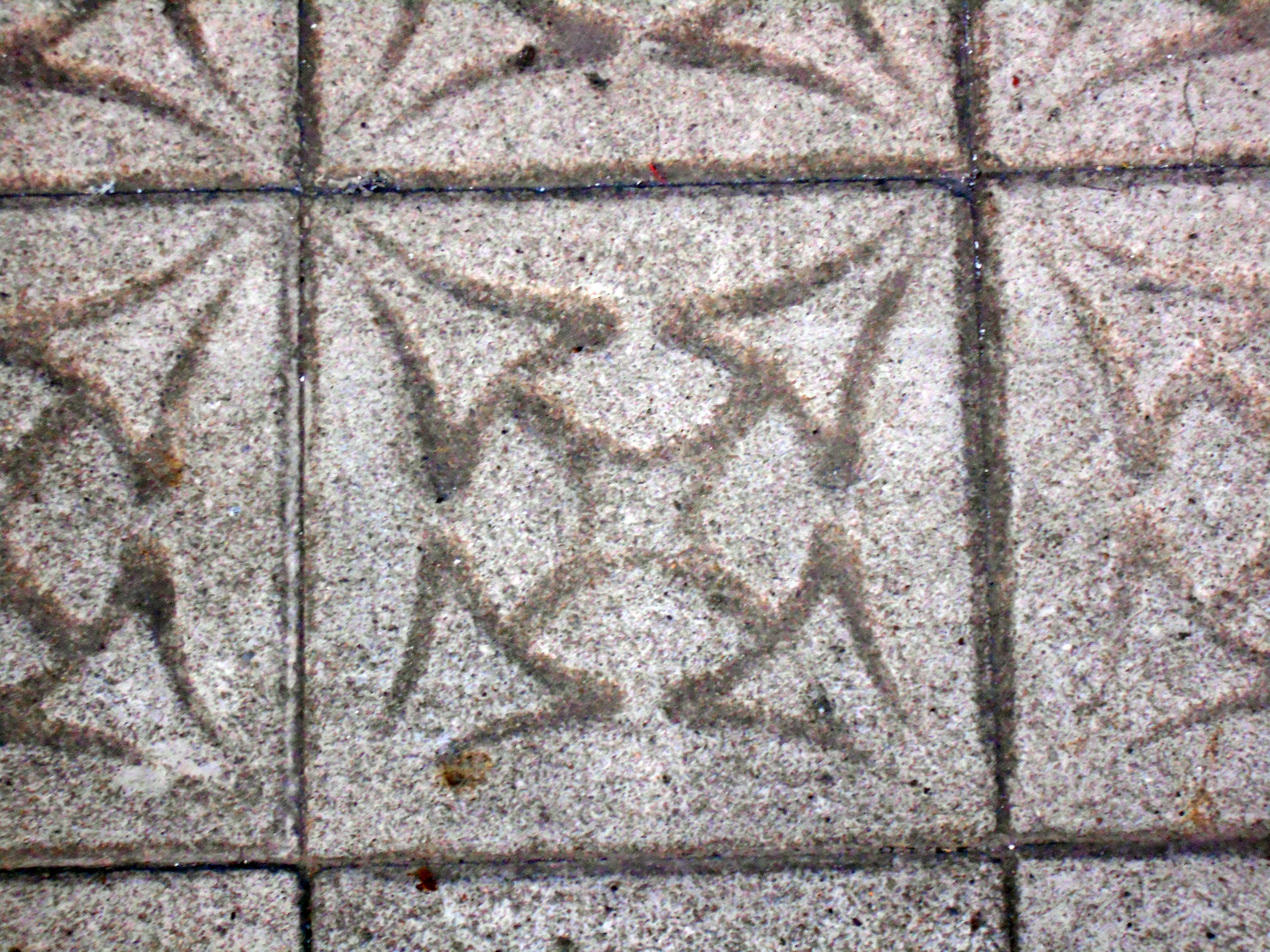
Loseta de las rosas.
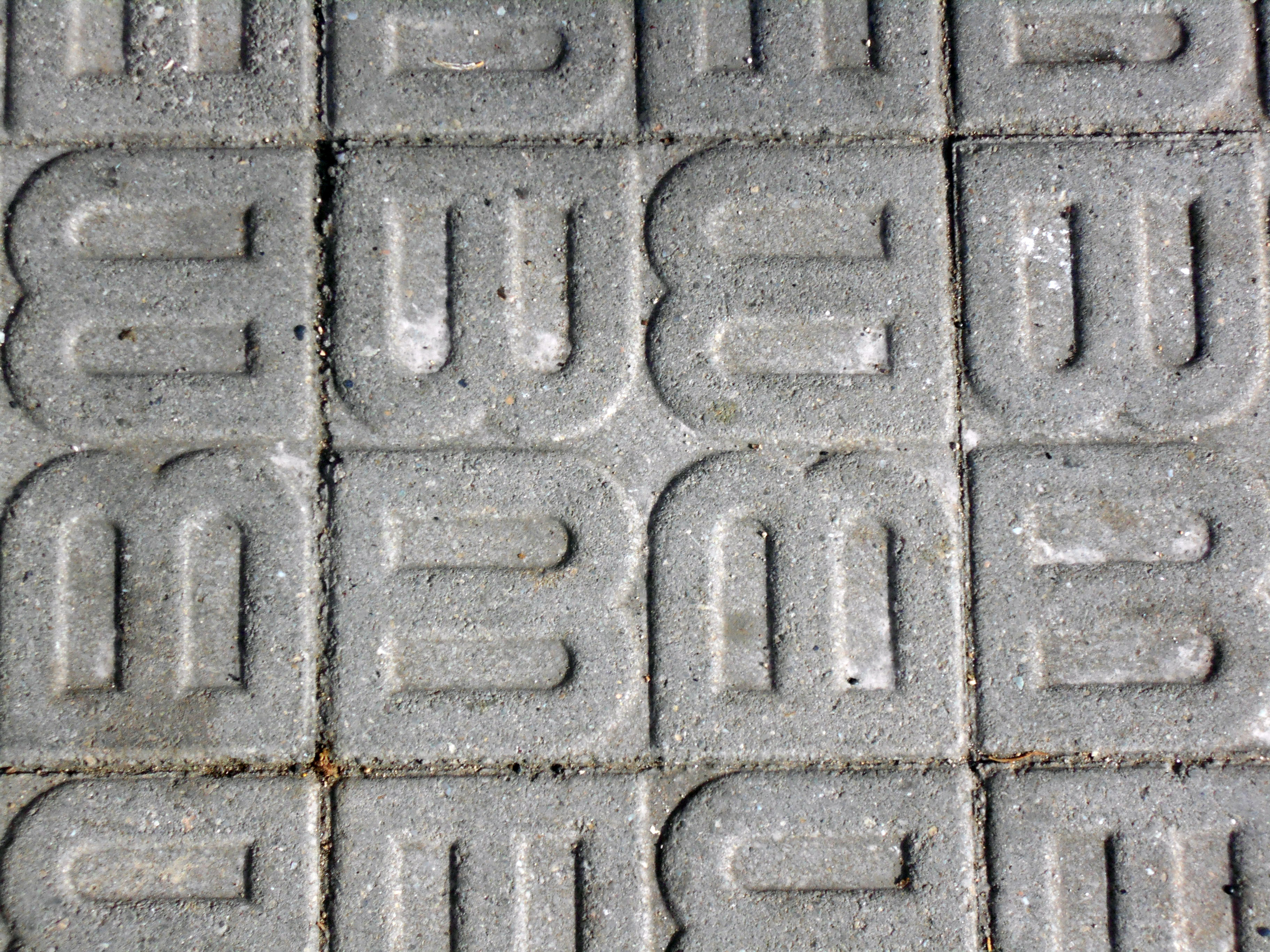
Loseta de la B (de Barcelona).
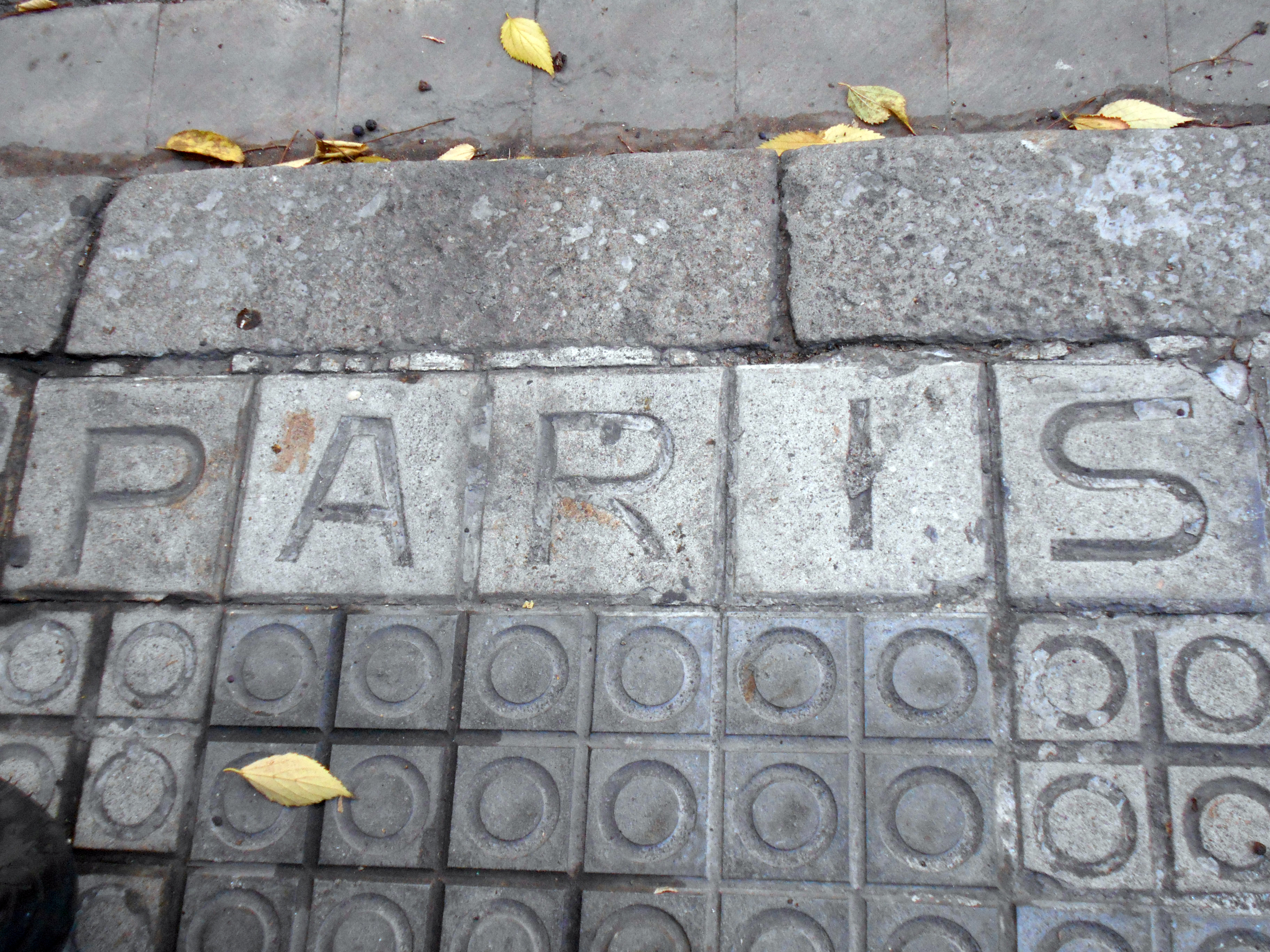
Losetas de letras, calle de París.
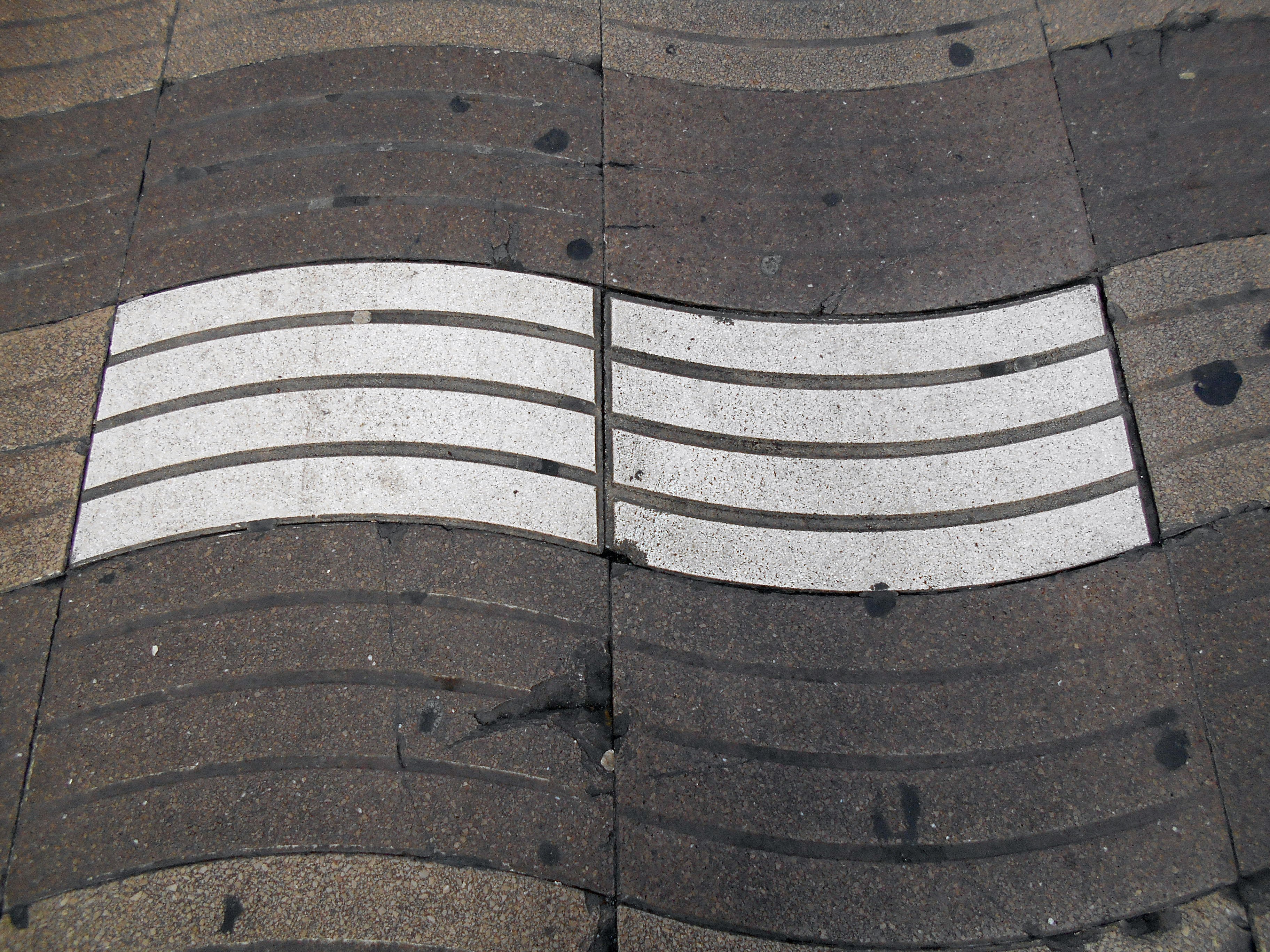
Pavimento de la Rambla.

Fuentes
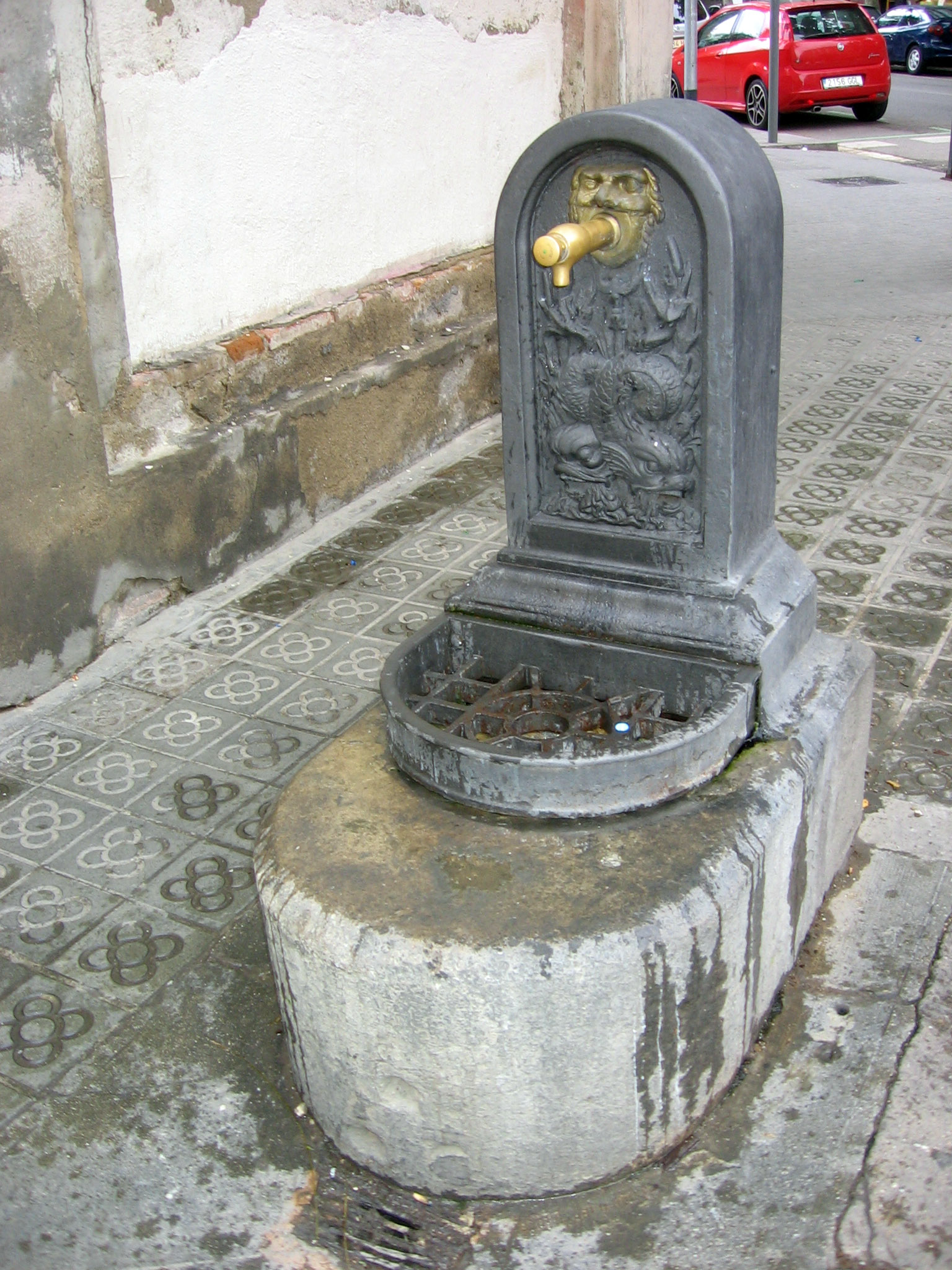
Modelo Capilla.
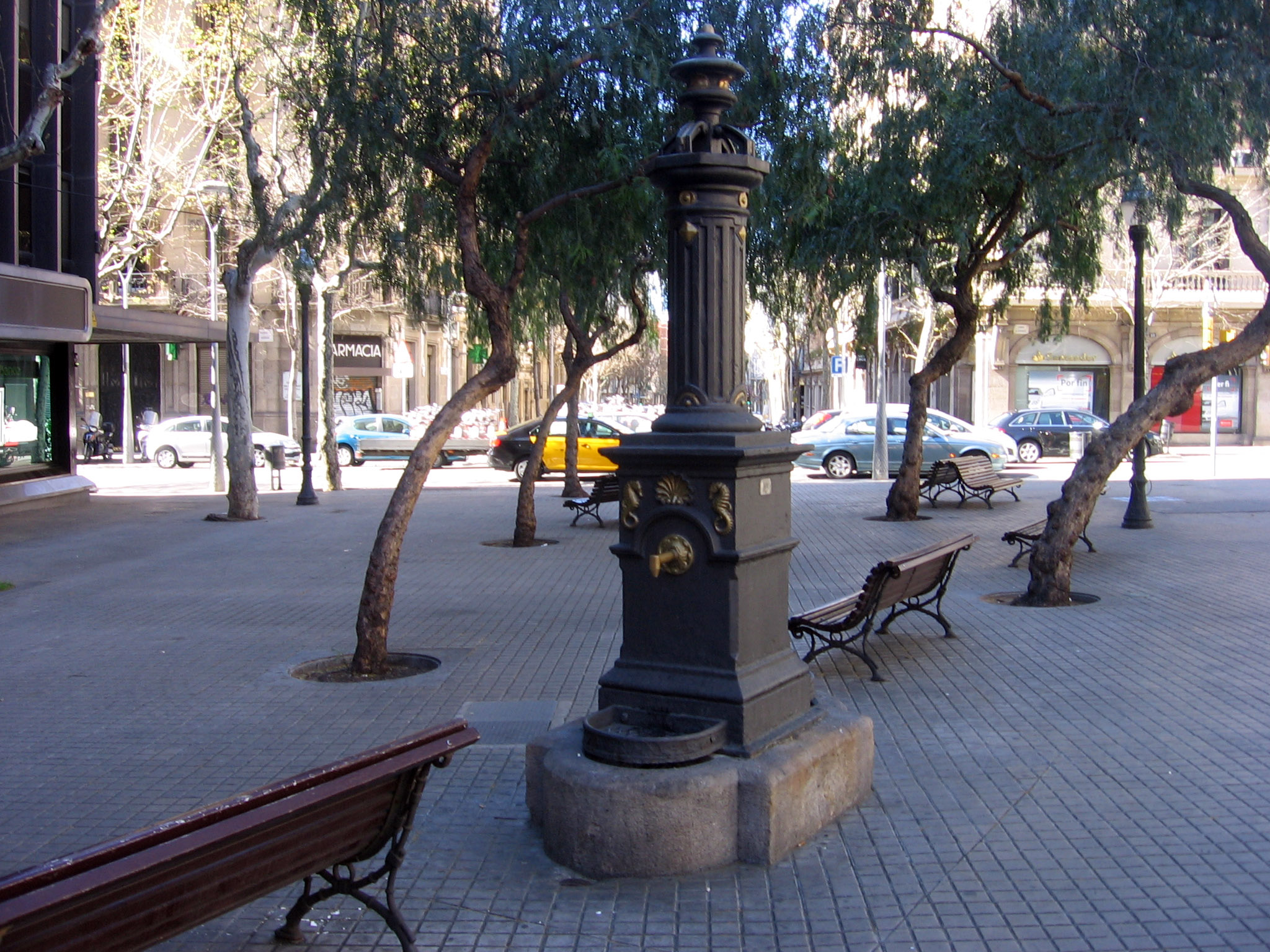
Fuente diseñada por Antoni Rovira i Trias.
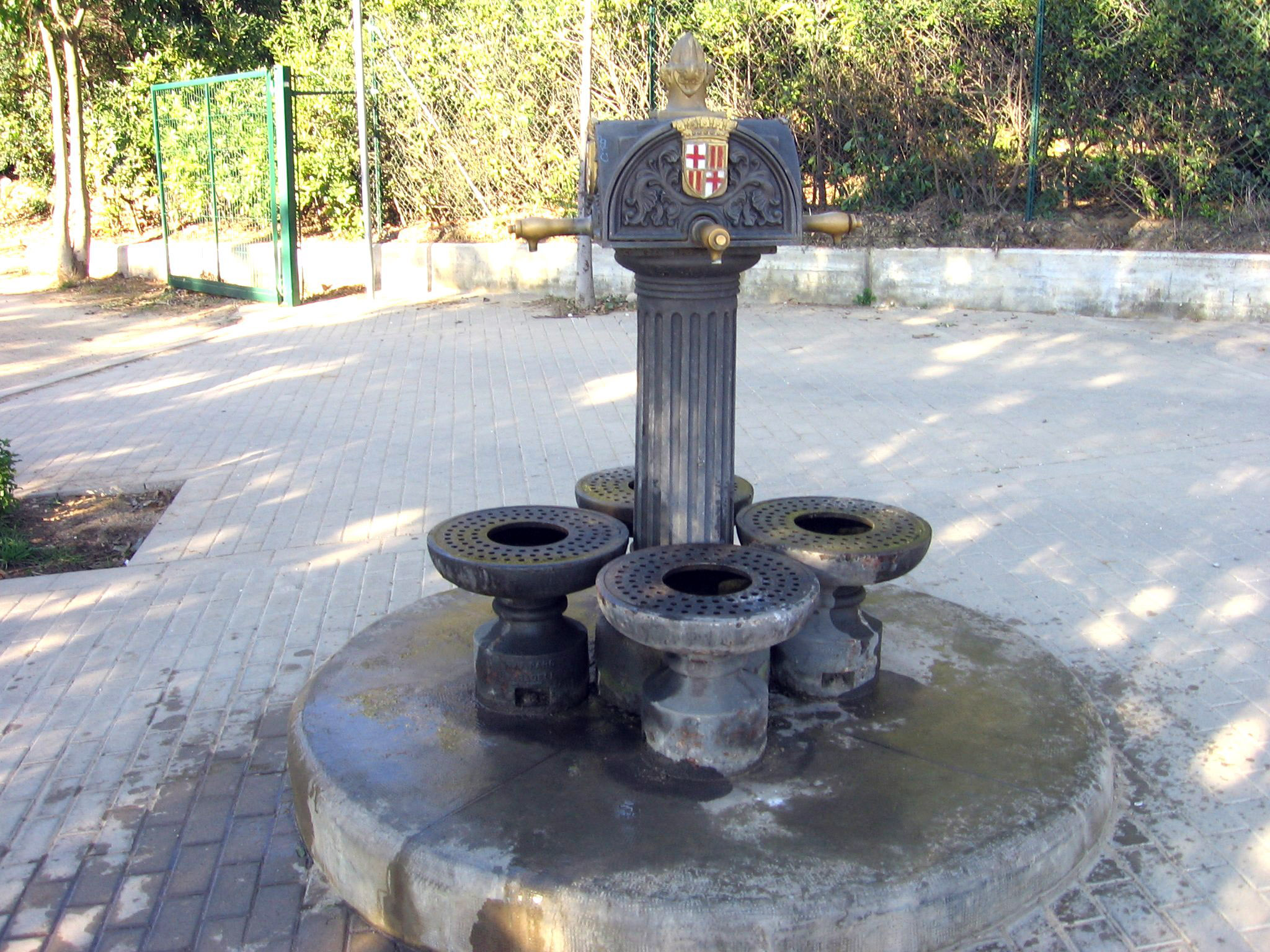
Modelo Badalona.
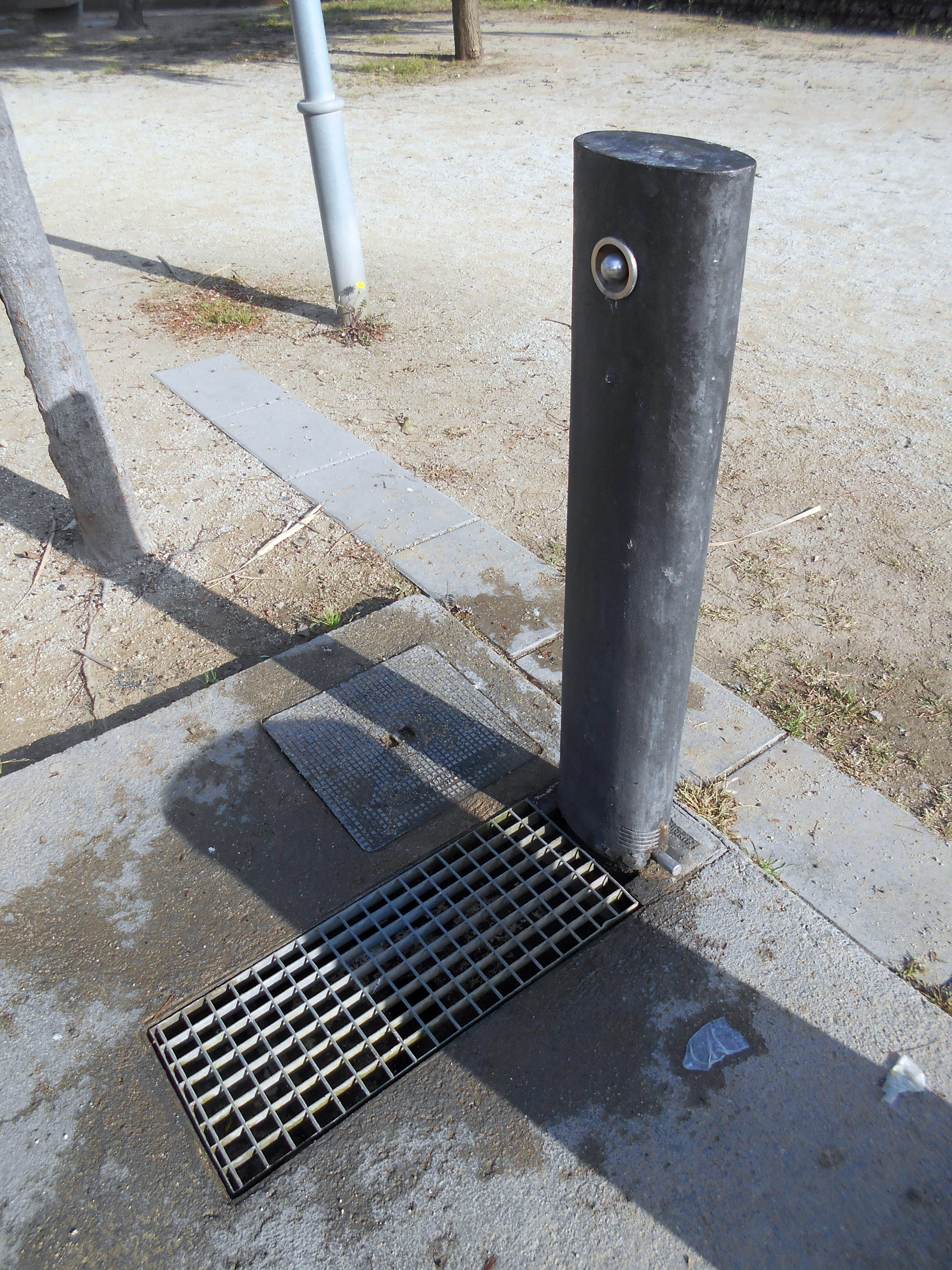
Modelo Georgina.
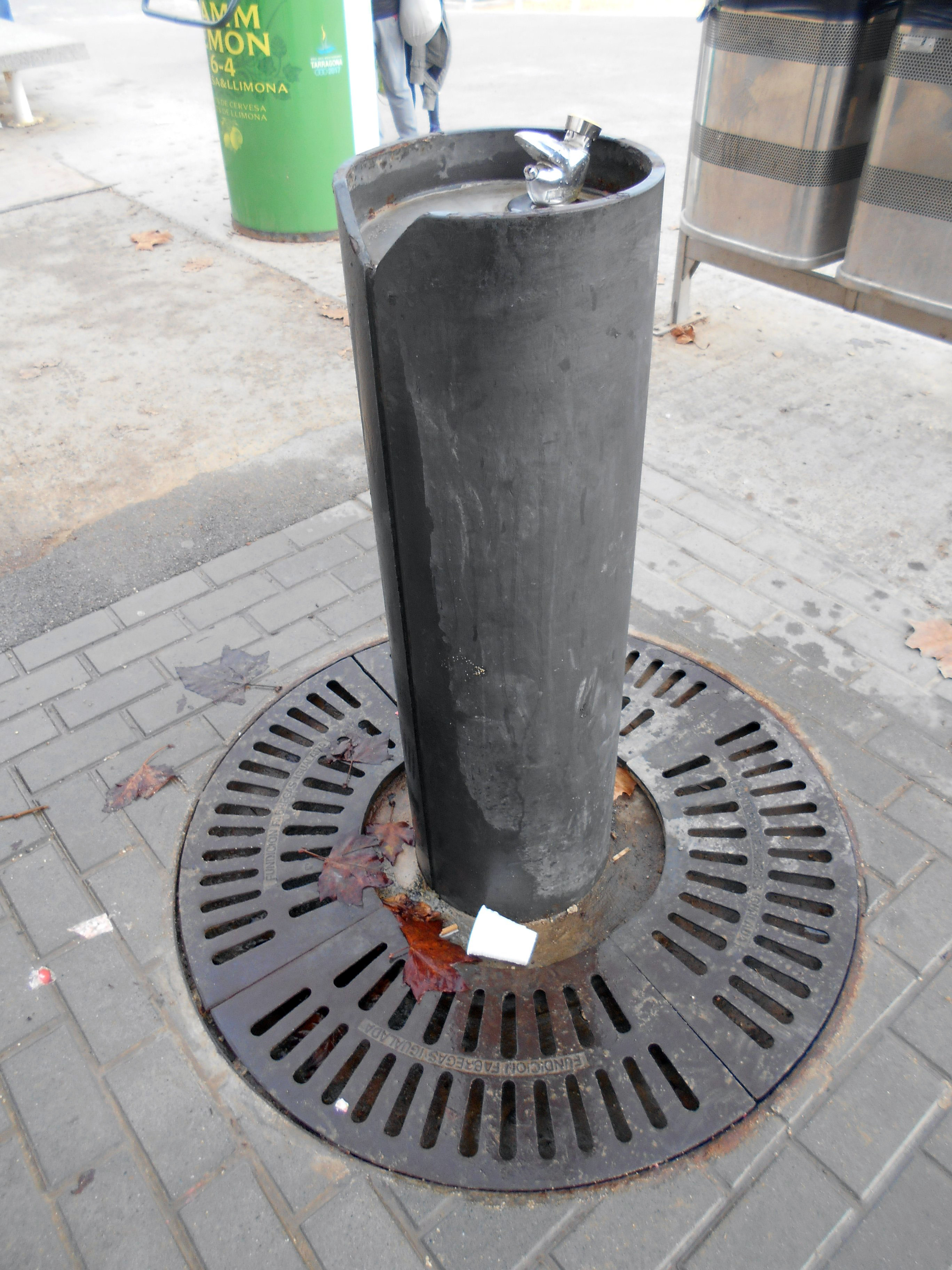
Modelo Villa Olímpica.
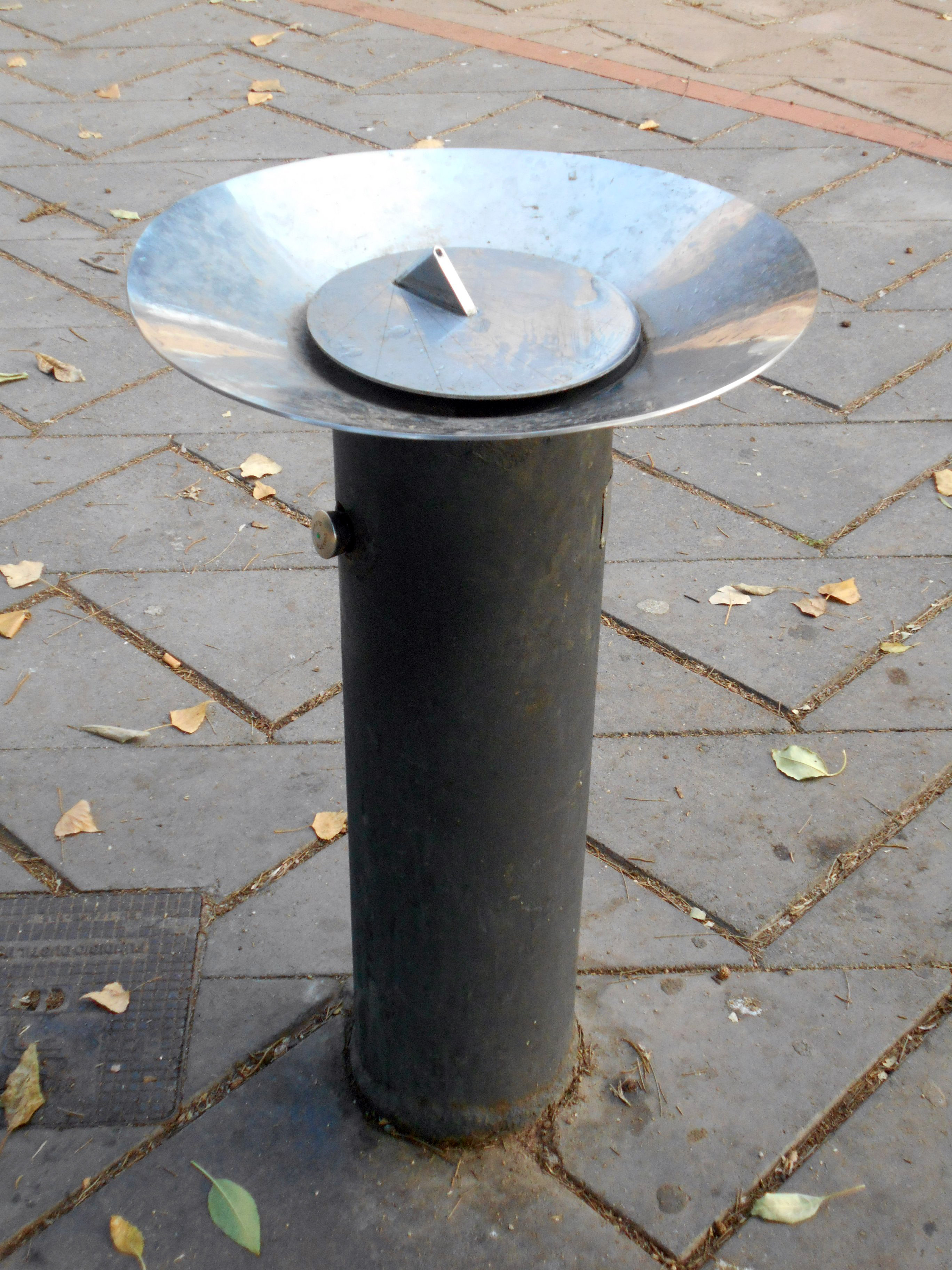
Modelo Sarastro.
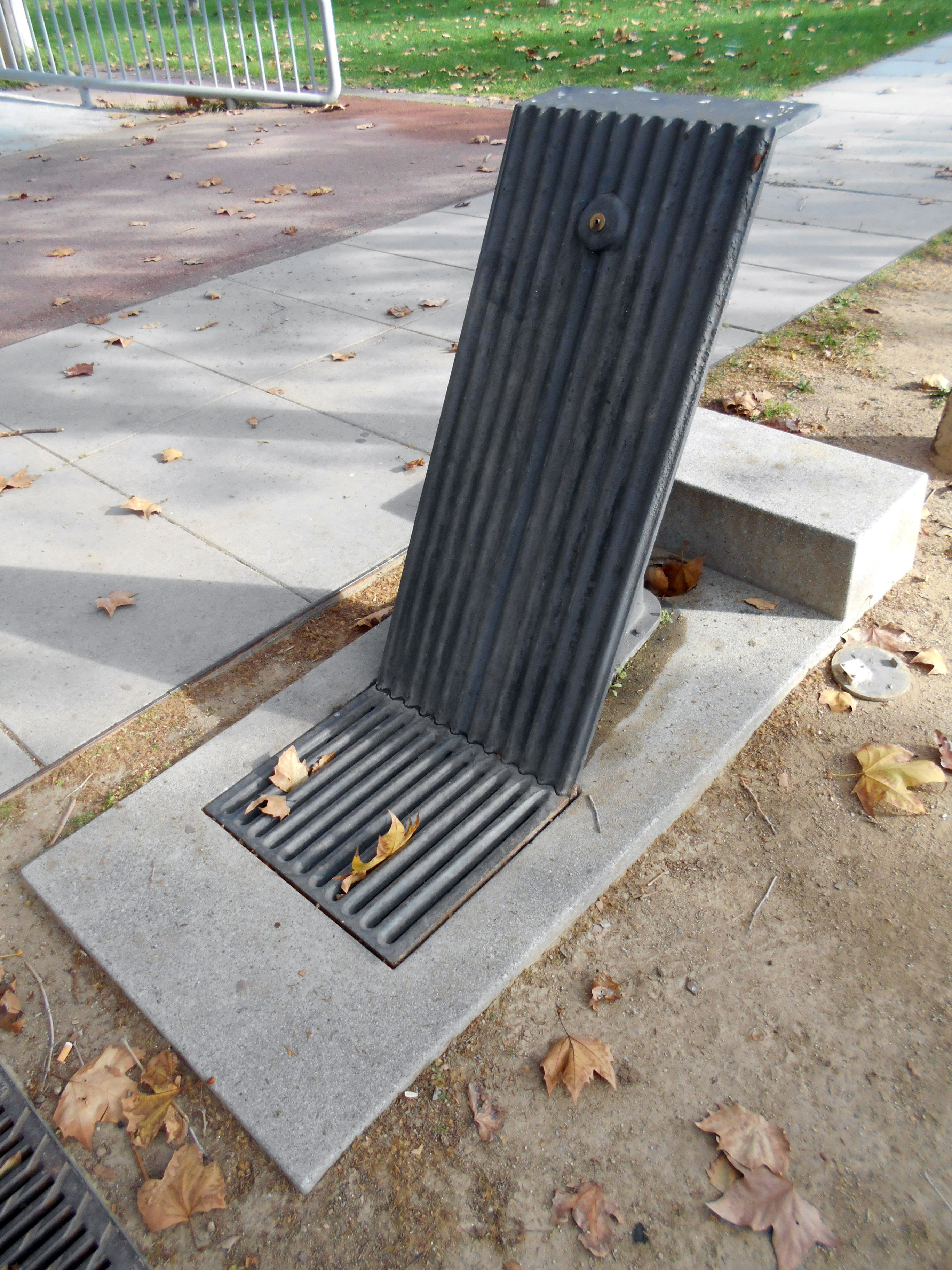
Modelo Lama.
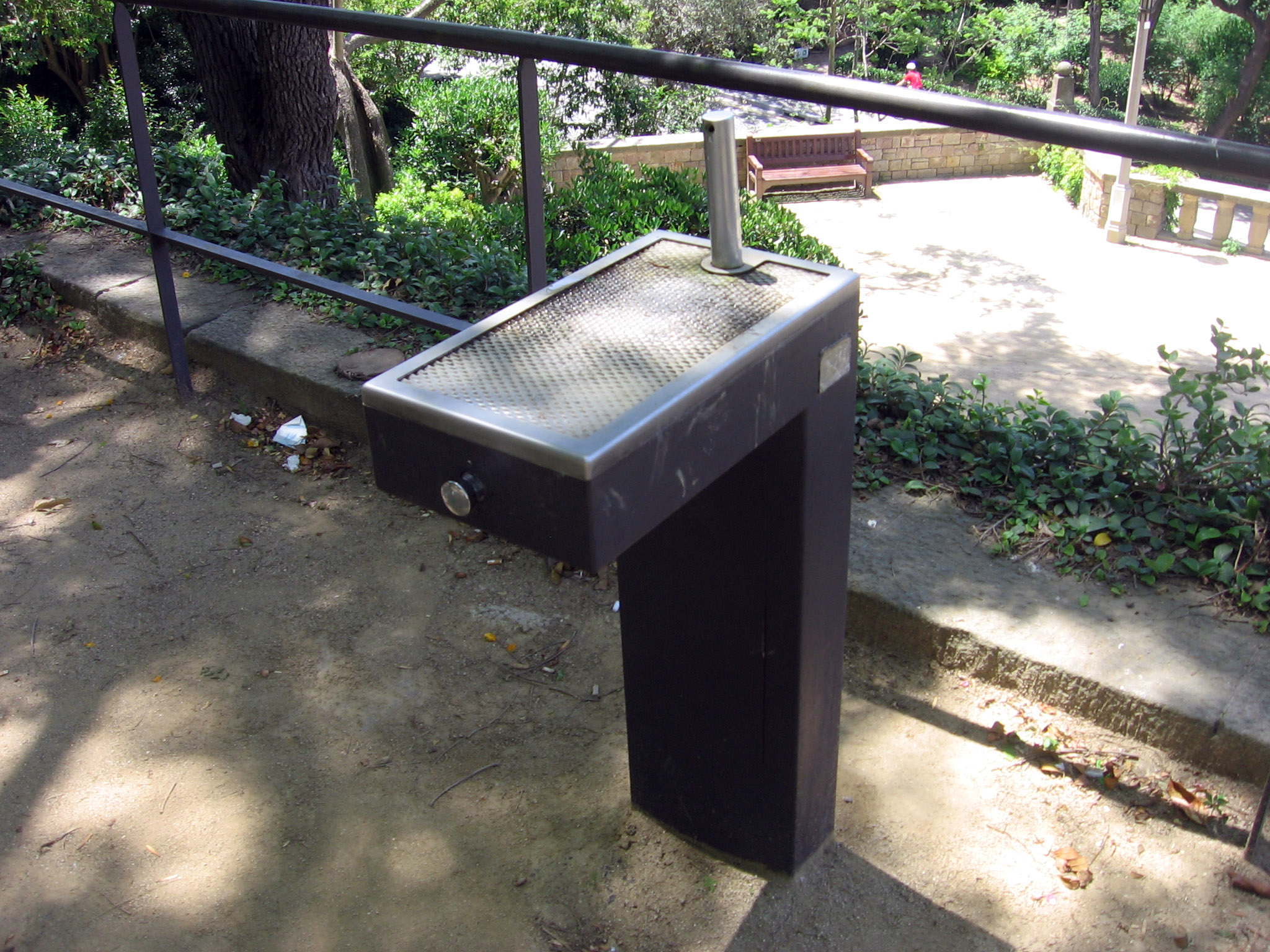
Modelo Caudal.

Bancos
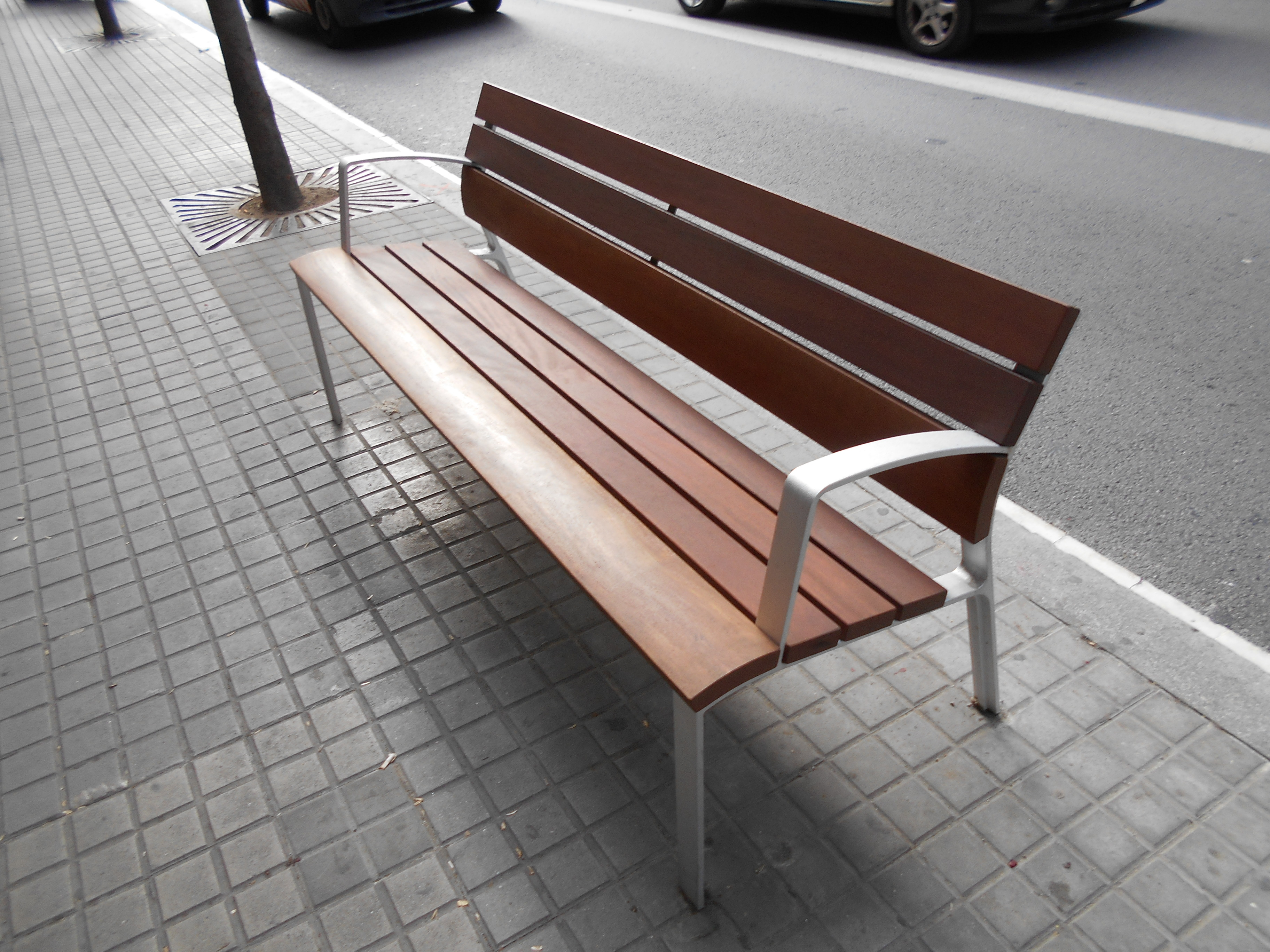
Modelo Neorromántico liviano.
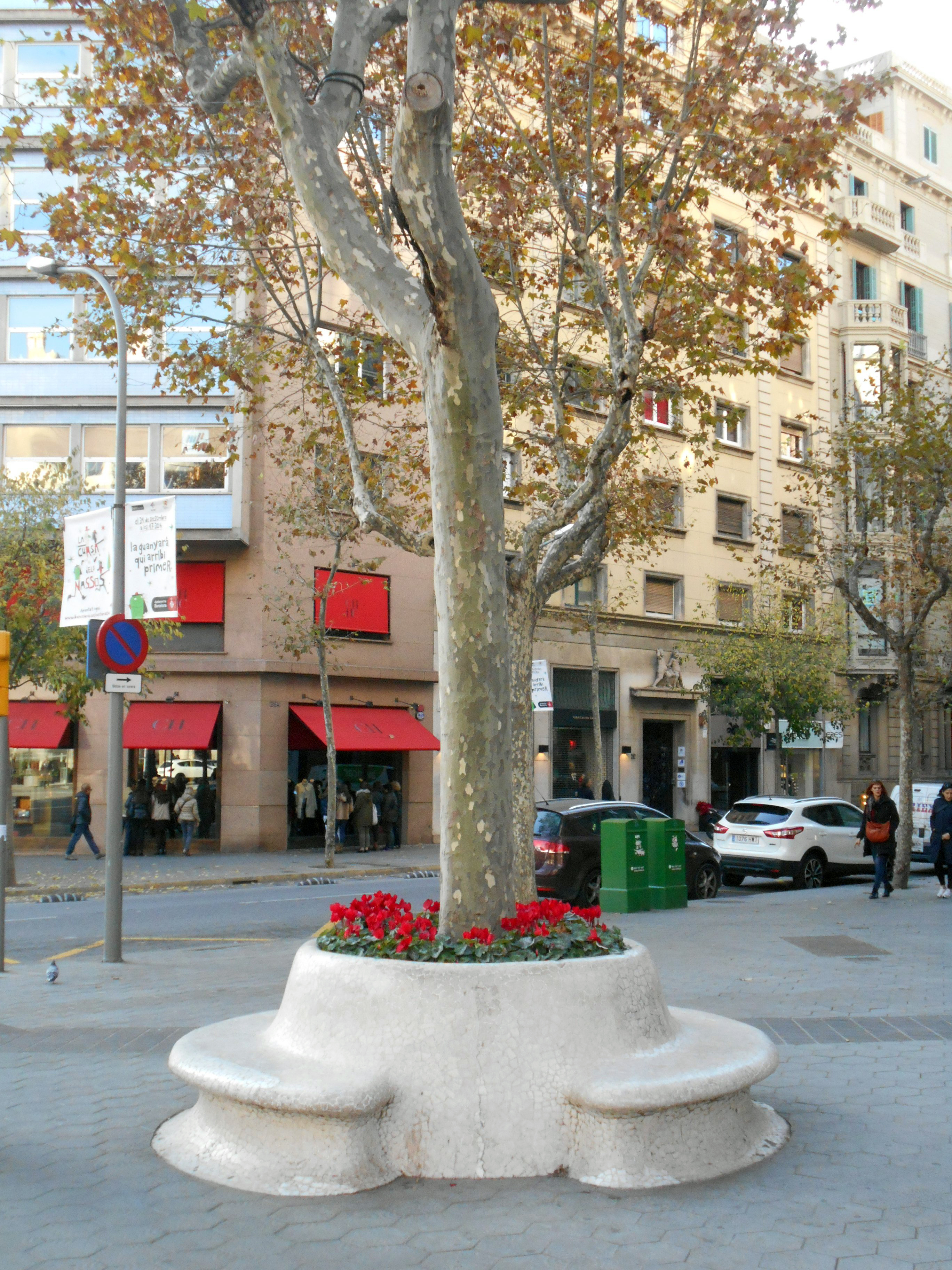
Banco-jardinera del paseo de Gracia.
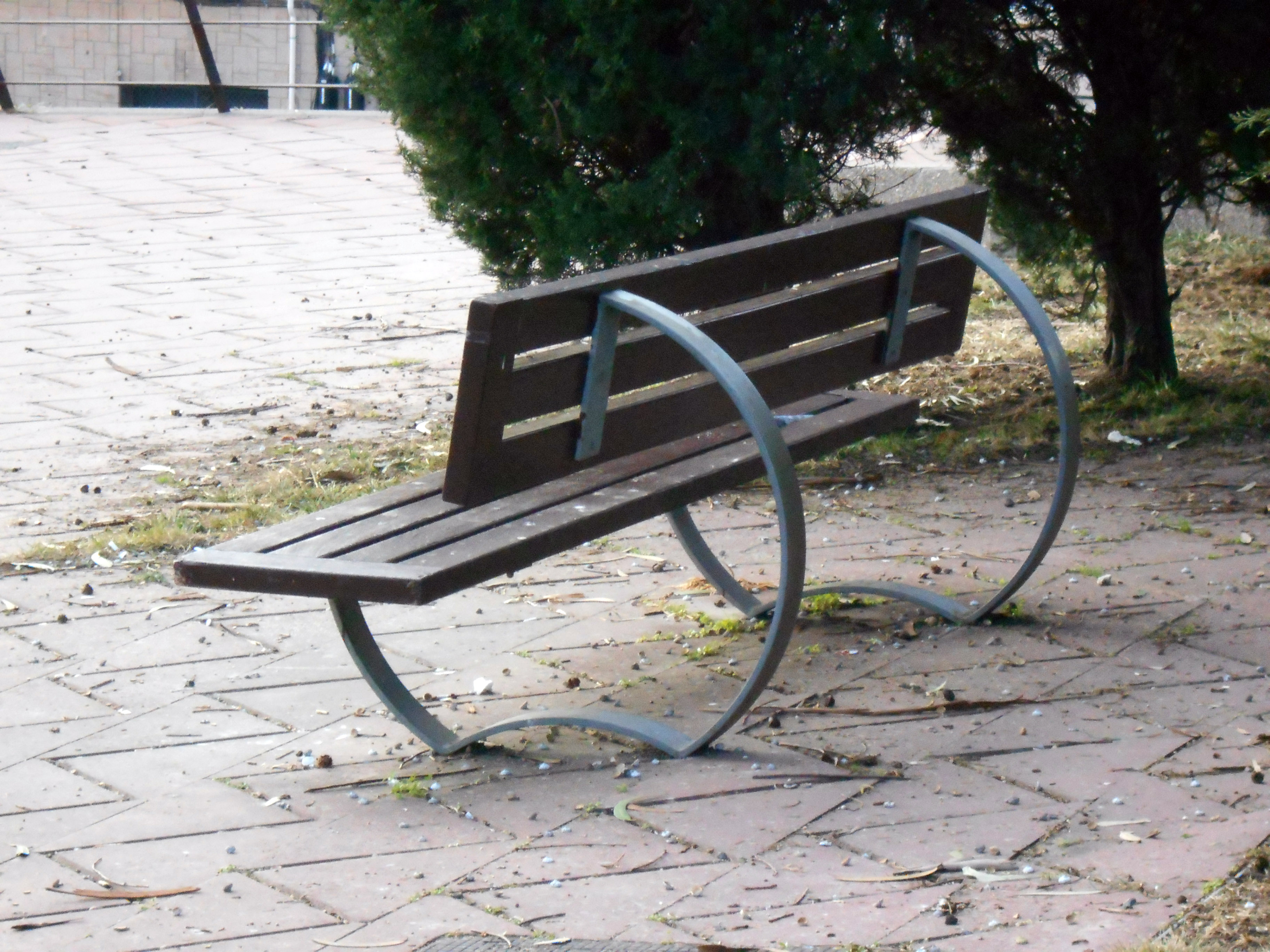
Modelo G.
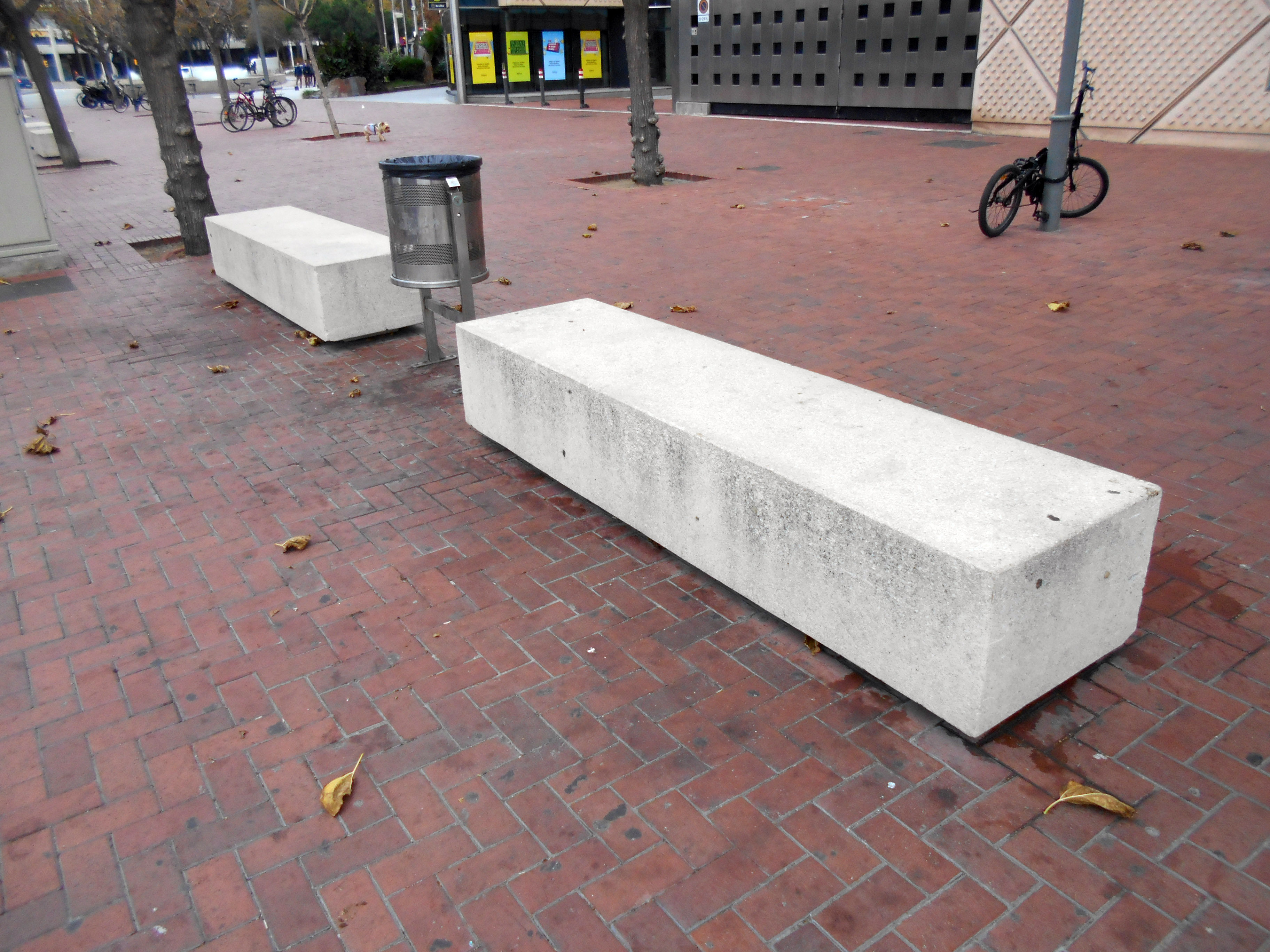
Modelo Sócrates.
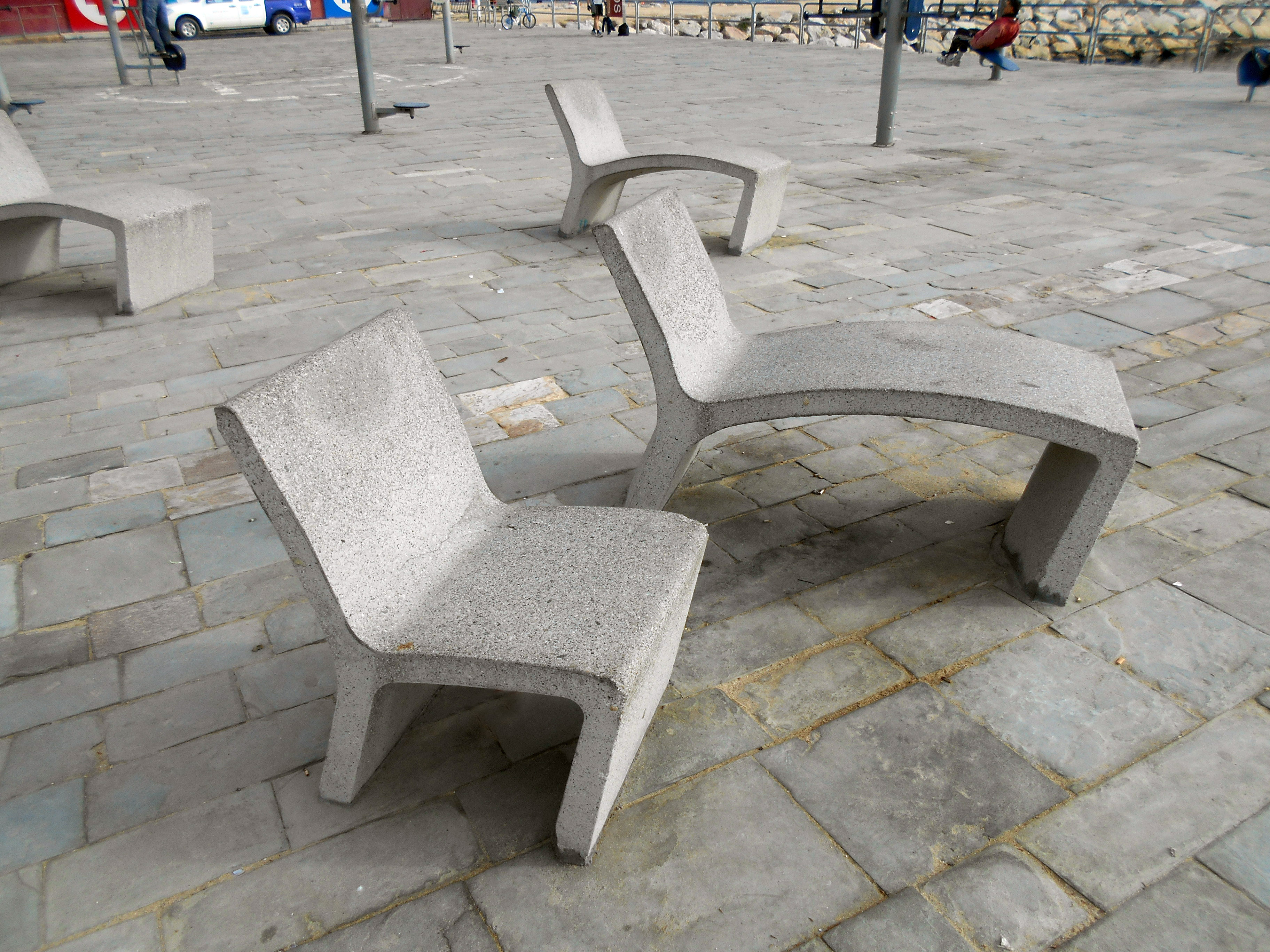
Modelos Sillarga y Sicurta.
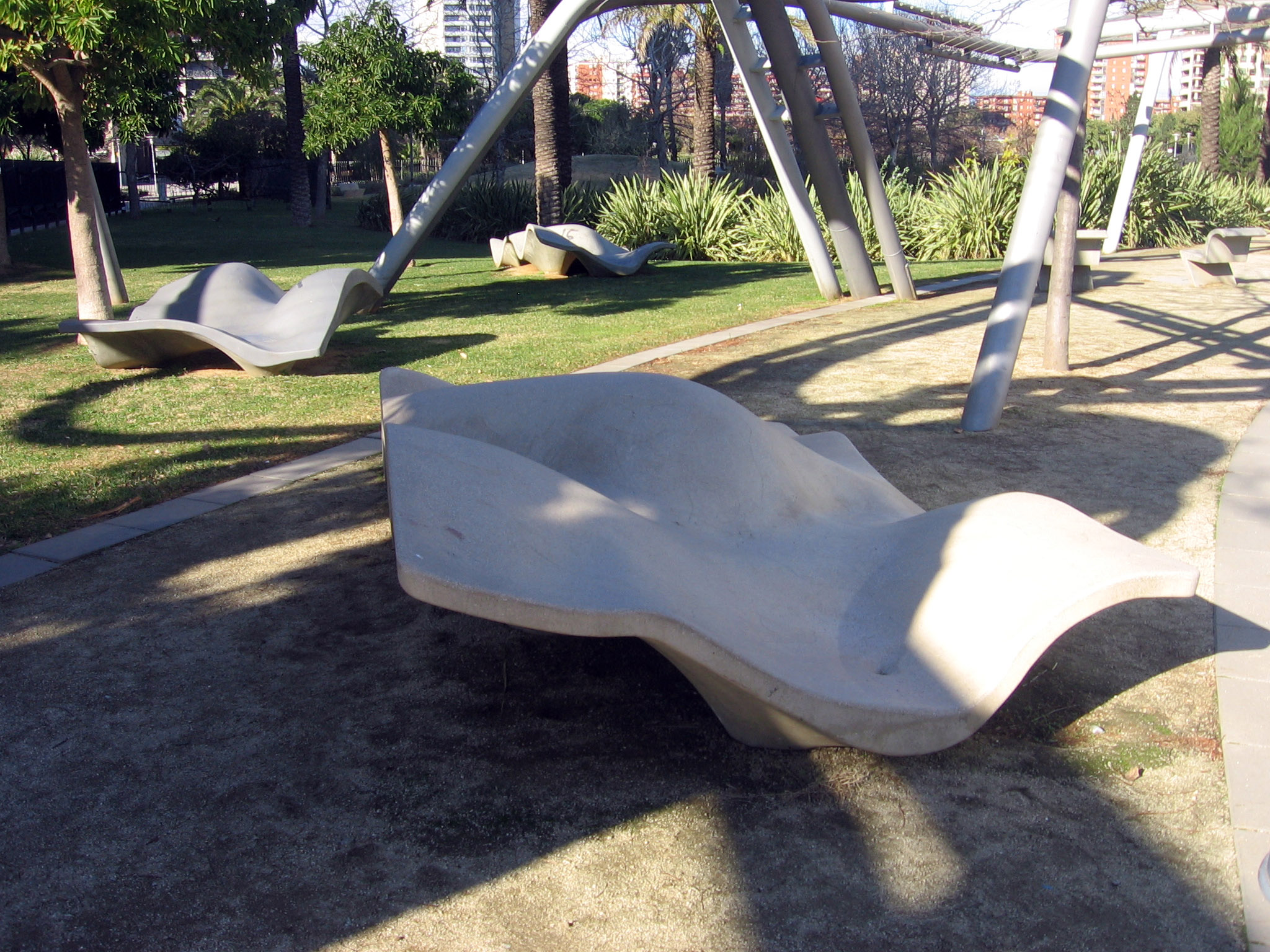
Modelo Lungomare.
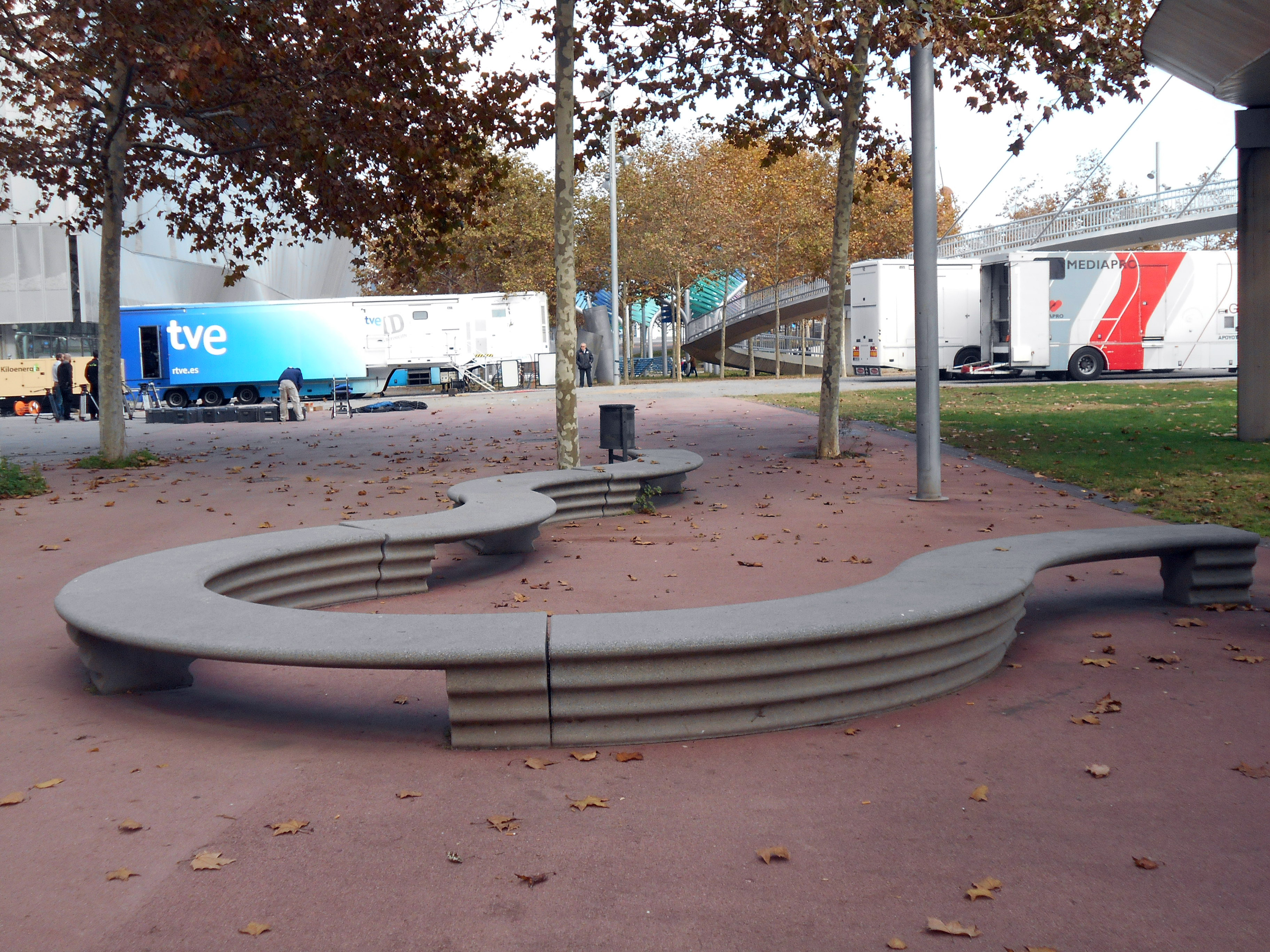
Modelo Hebi.

Farolas
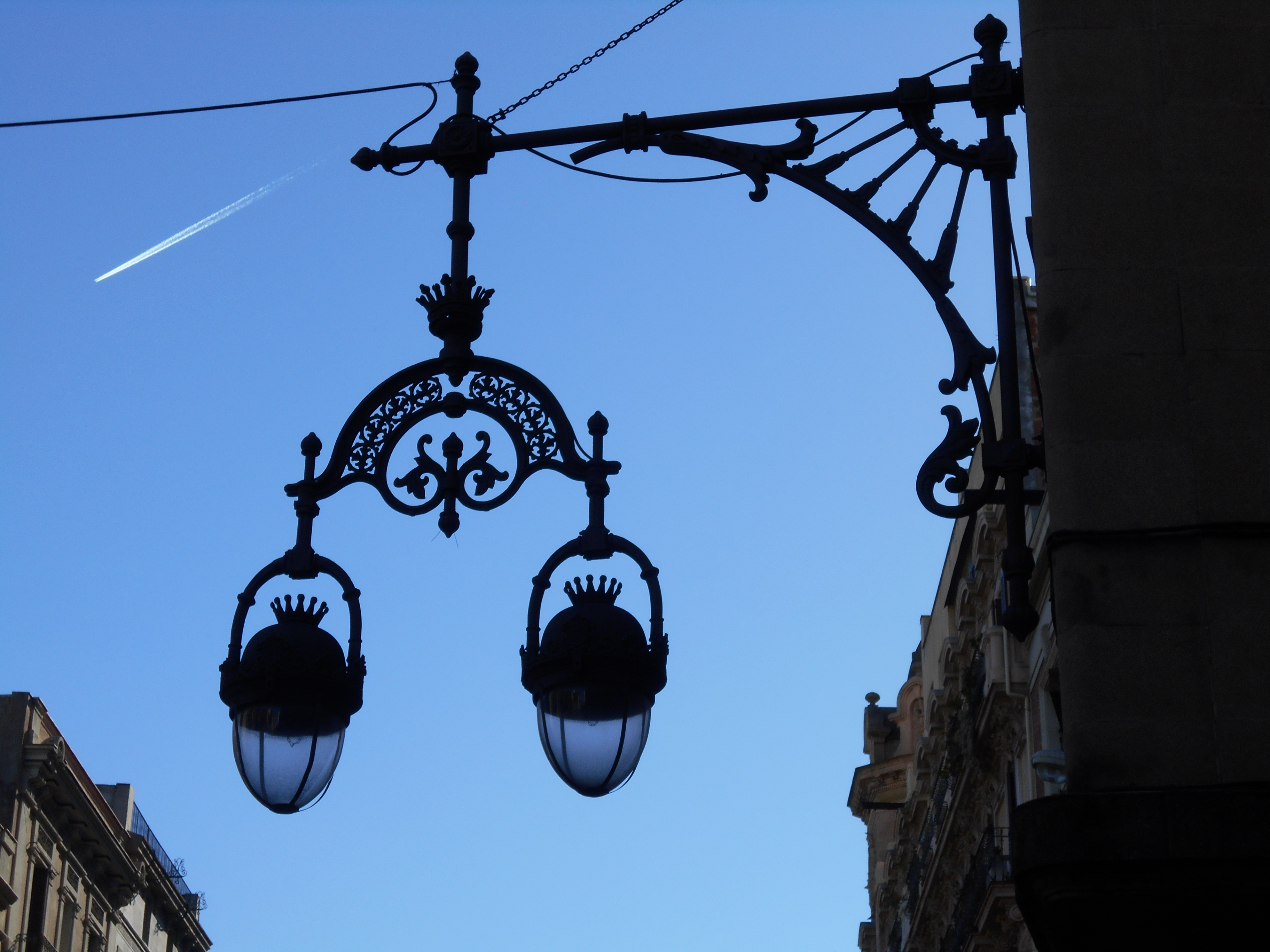
Farol mural de la calle Mayor de Gracia.
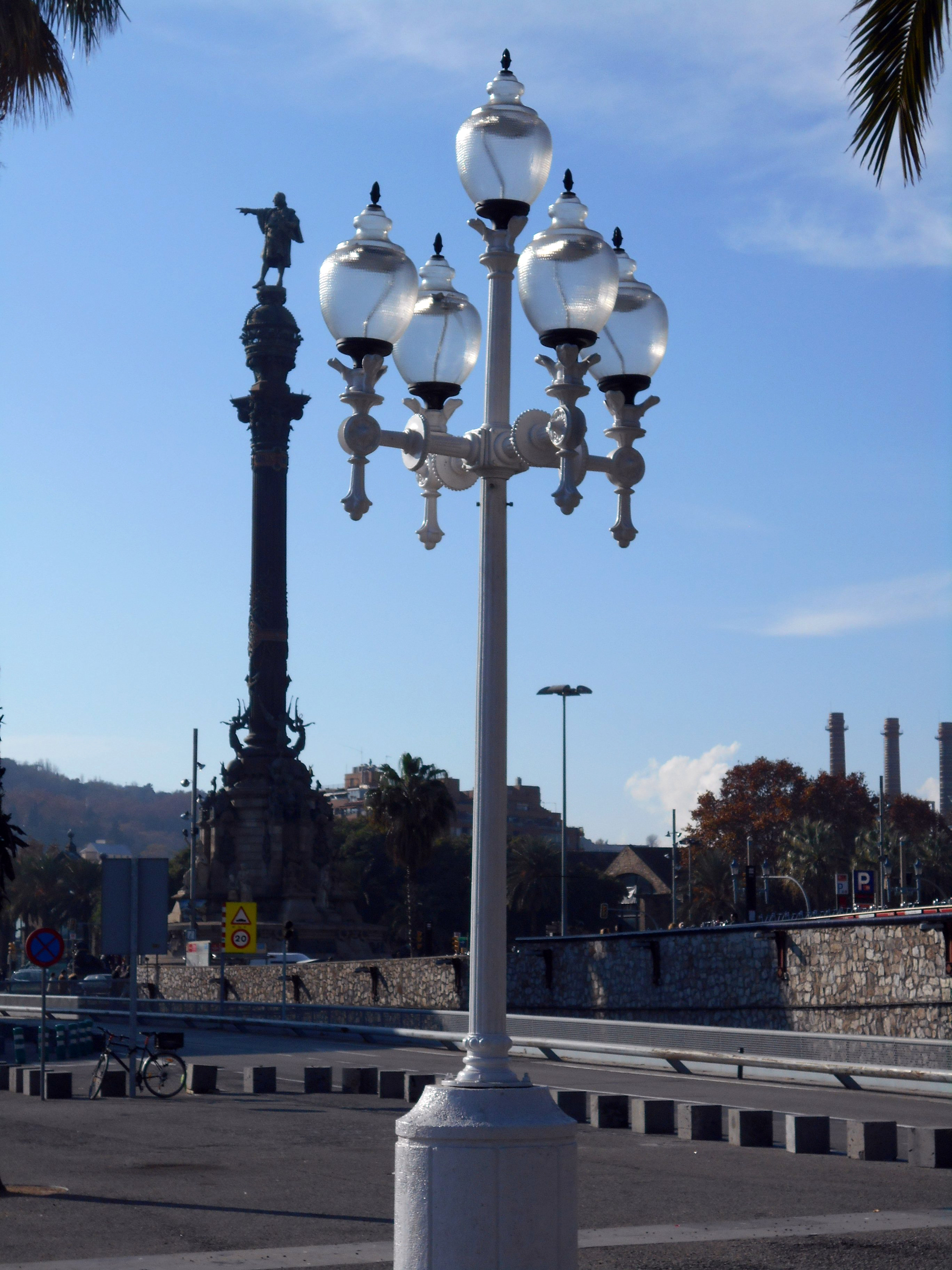
Modelo Ciutadella.
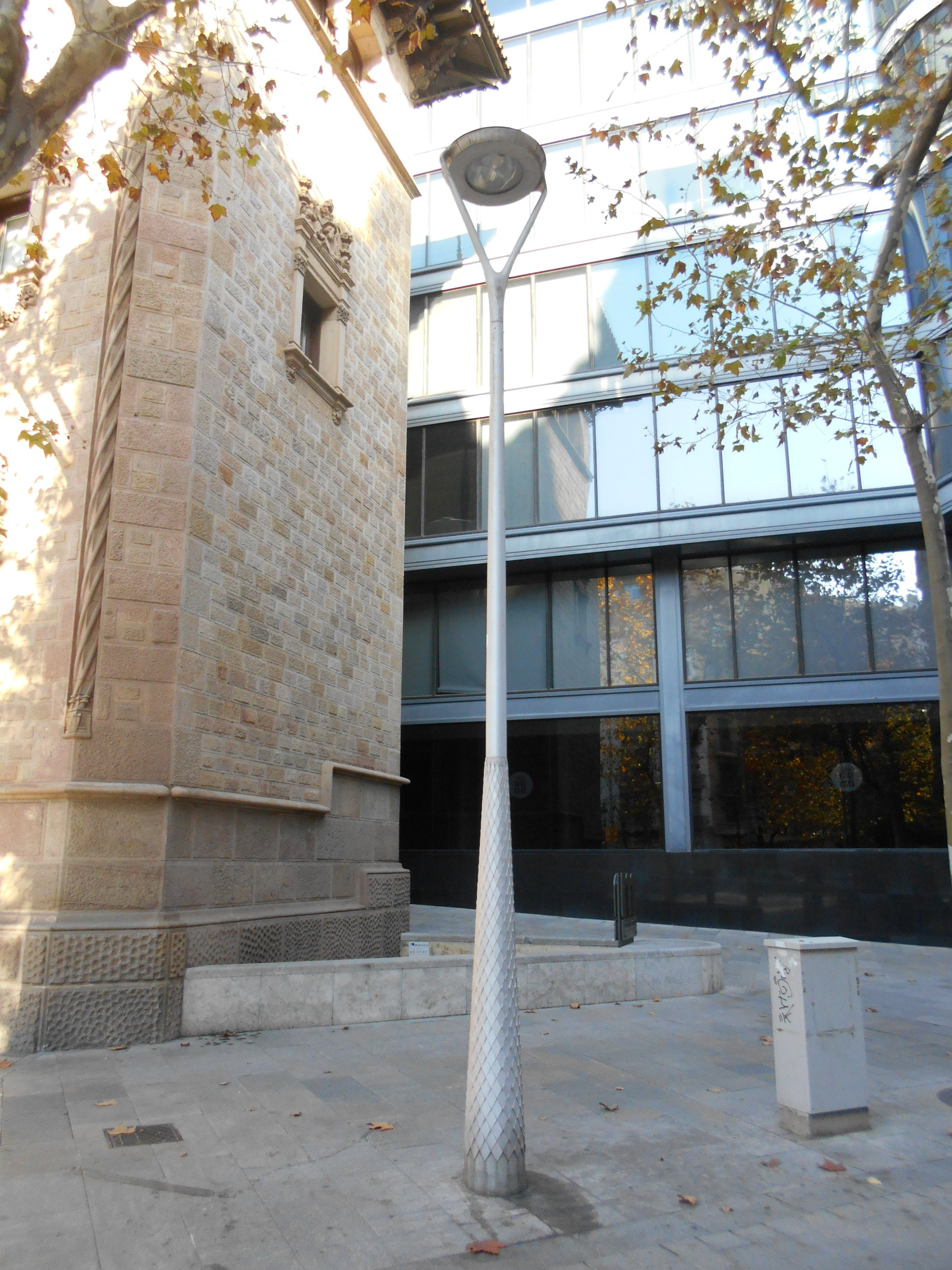
Modelo Eixample.
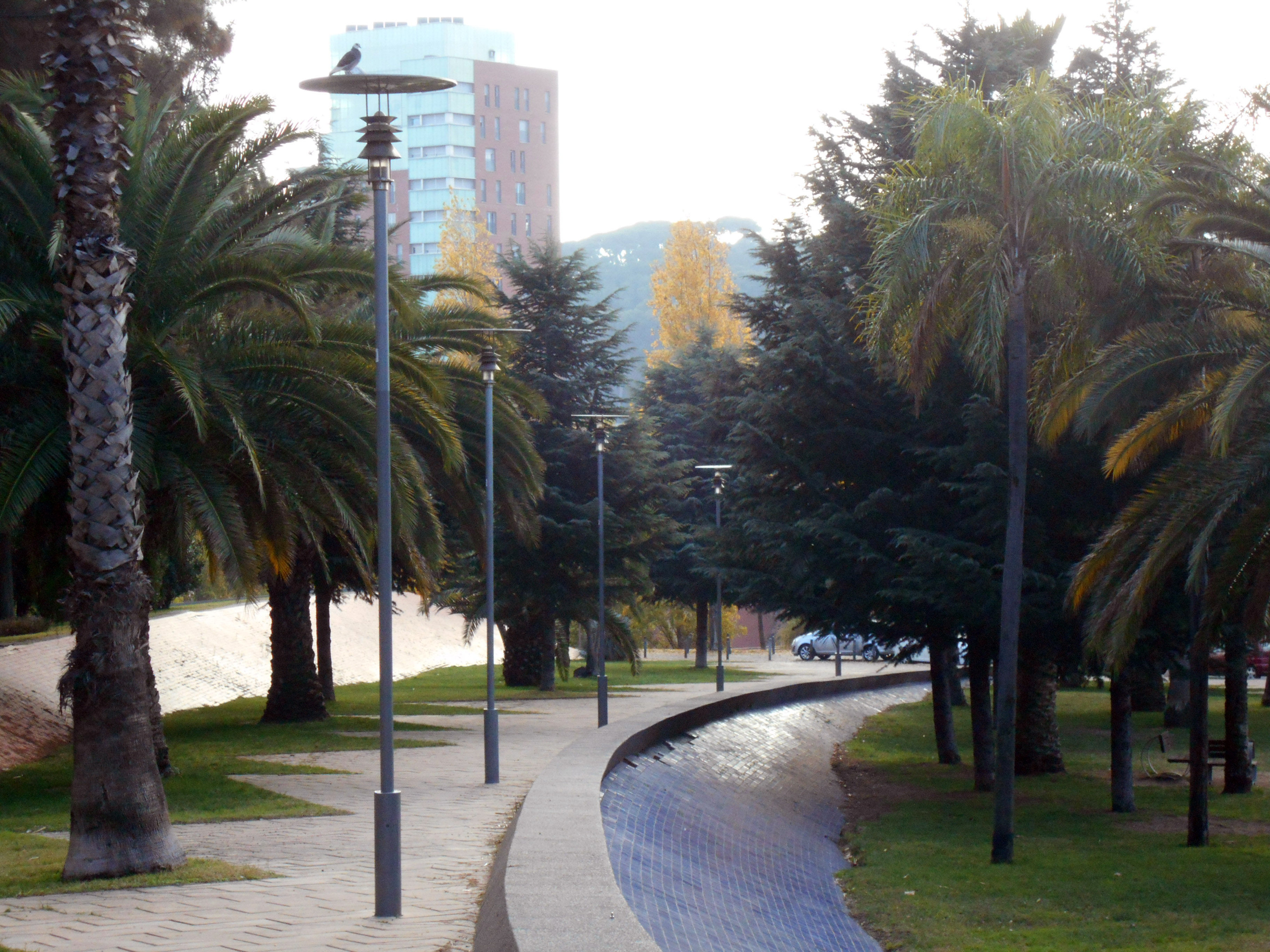
Modelo Pagode.
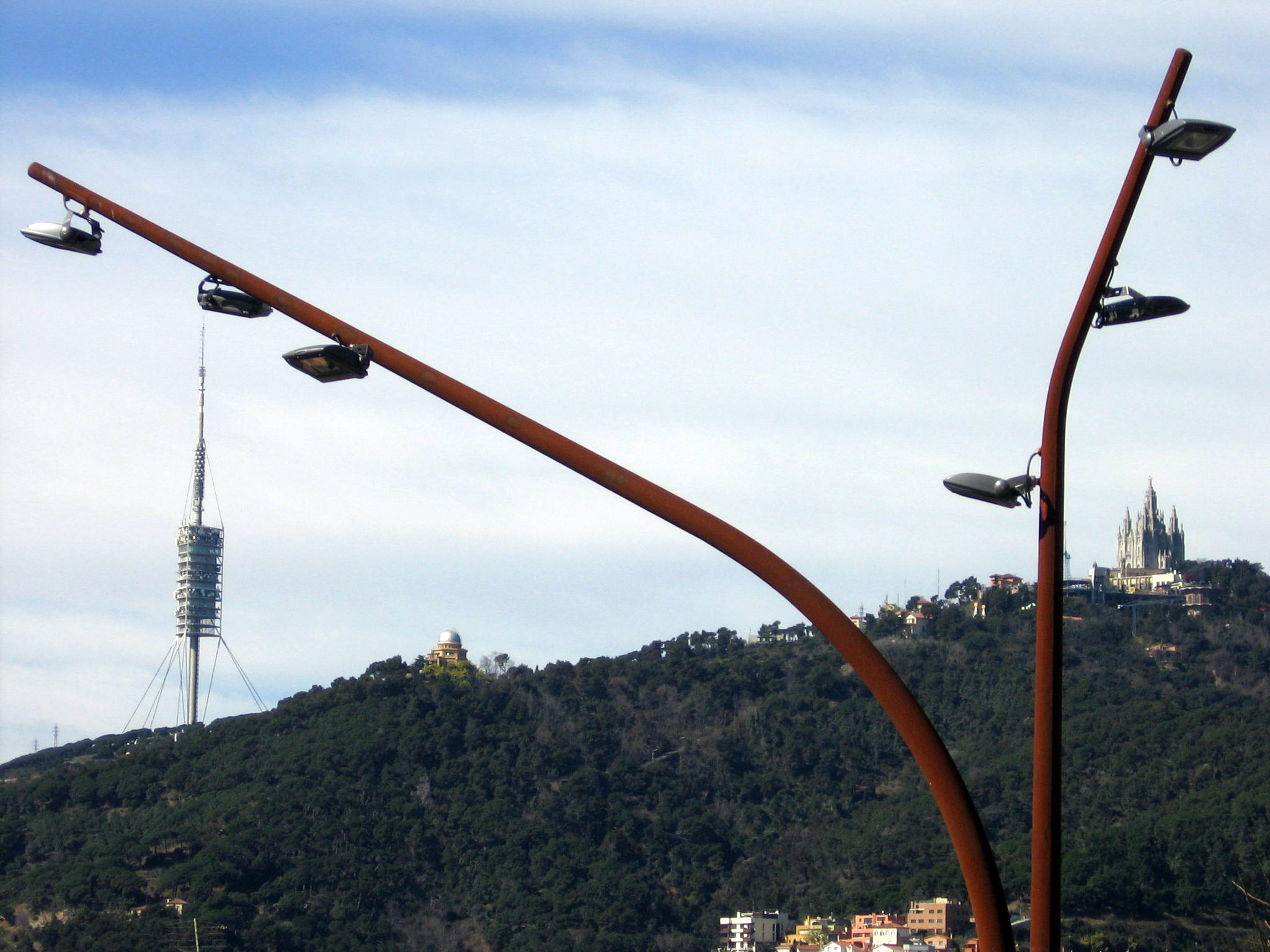
Modelo Ful.
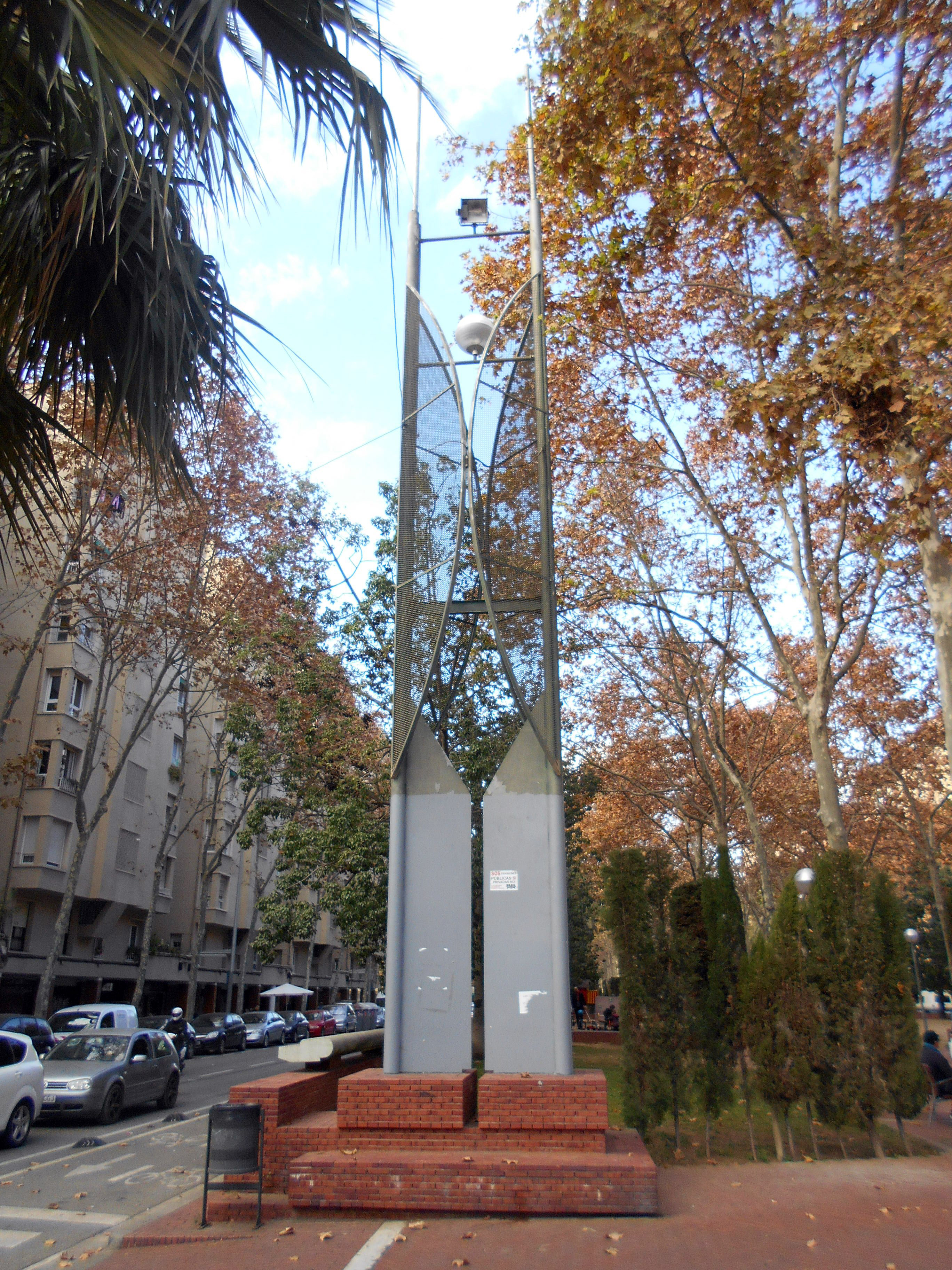
Farola de la rambla de Prim.
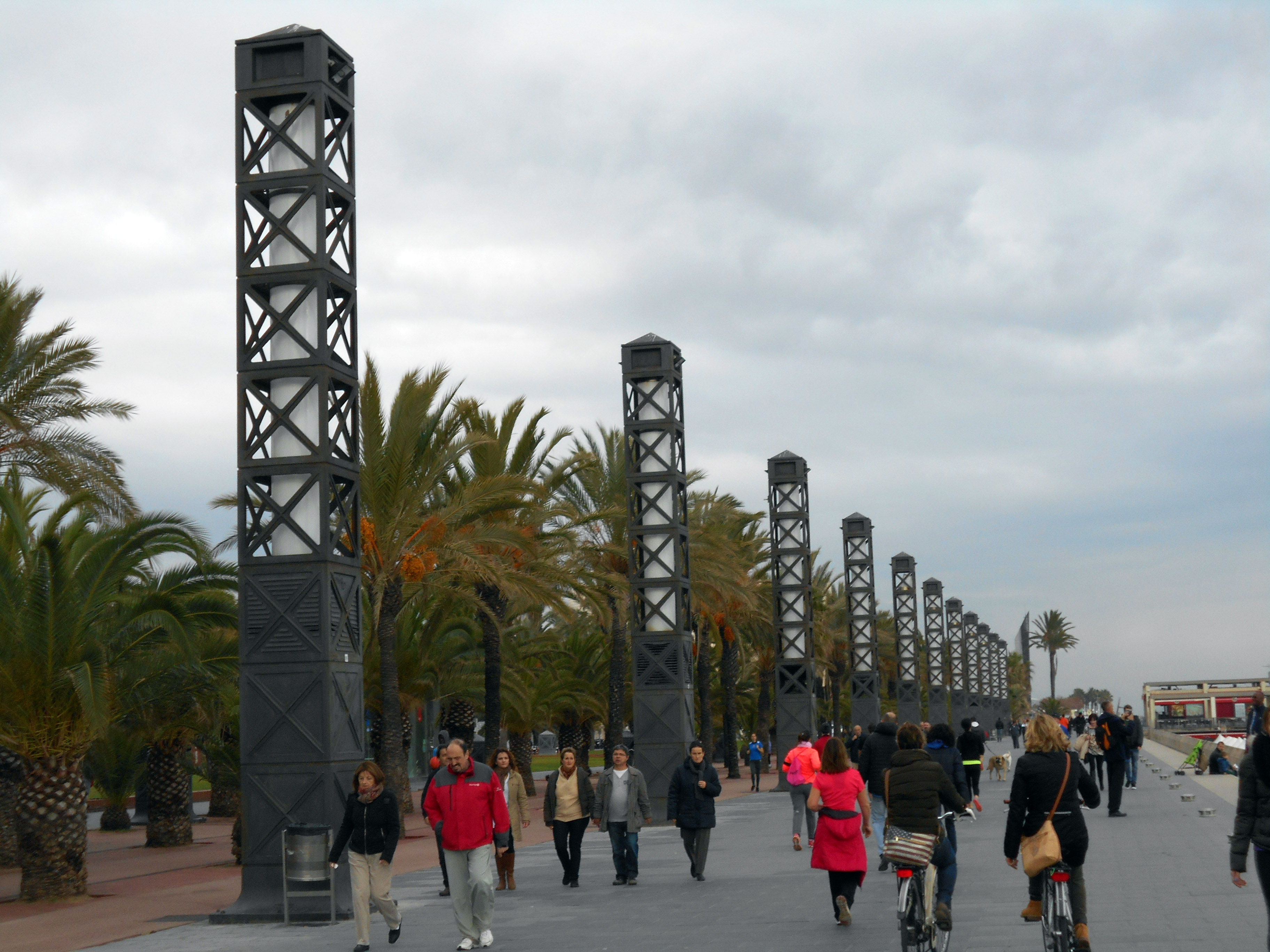
Modelo Andrea.
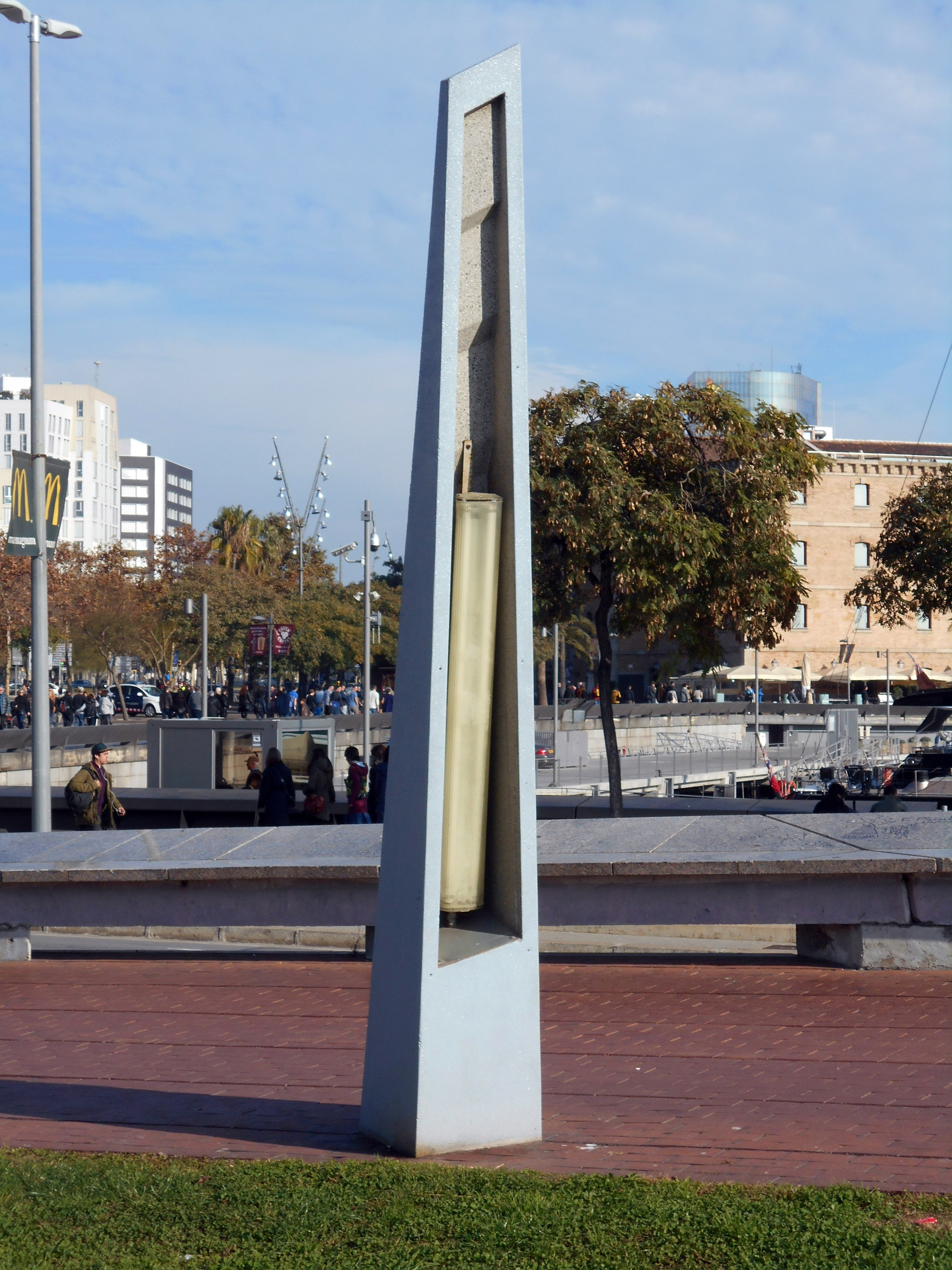
Modelo Llum-i.